# Couzon-au-Mont-d'Or
Pour les articles homonymes, voir Couzon (homonymie).
Couzon-au-Mont-d'Or est une commune française située dans la métropole de Lyon, en région Auvergne-Rhône-Alpes.

## Géographie

Couzon-au-Mont-d'Or
Lyon
Grand Lyon
Autres communes du Rhône

### Situation
Couzon-au-Mont-d'Or, localement abrégé Couzon, est située en banlieue nord de Lyon à 9,6 km de Lyon-centre, dans le Val de Saône, sur la rive droite de la Saône qui détermine sa bordure est. Bordée au nord par la commune d'Albigny-sur-Saône, à l'ouest par Poleymieux-au-Mont-d'Or et au sud par Saint-Romain-au-Mont-d'Or, Couzon se trouve sur le versant est des Monts d'Or.
Le point le plus bas est à 168 mètres de hauteur (la Saône)
Le point le plus haut est à 499 mètres de hauteur (limite de Saint-Cyr-au-Mont-d'Or, Saint-Romain-au-Mont-d'Or et Couzon).

### Communes limitrophes
Les communes limitrophes sont Poleymieux-au-Mont-d'Or, Rochetaillée-sur-Saône, Saint-Cyr-au-Mont-d'Or, Saint-Romain-au-Mont-d'Or, Albigny-sur-Saône, Curis-au-Mont-d'Or et Fleurieu-sur-Saône.

### Lieux-dits et écarts
Le hameau du Port rappelle batellerie et pêcheries.
L'Ecoran désigne le haut du village.

### Hydrographie
La Saône est une rivière navigable, assez calme, de régime pluvial. Si son débit moyen est de l'ordre de 400 m3/s, il peut cependant varier de 46 m3/s (juin 1976) à 2 820 m3/s (janvier 1955).
Pour faciliter la navigation et réguler les crues, un premier barrage fut construit vers 1870, barrant la Saône côté Couzon, avec une écluse du côté de Rochetaillée-sur-Saône. Cependant, les maisons en bordure du quai souffraient encore souvent d'inondations, imposant un dédoublement partiel du logis entre rez-de-chaussée et étage.
Vers 1970, pour accélérer la navigation par allongement des biefs, et pour mieux réguler les crues, la CNR construisit un nouveau barrage plus élevé et une nouvelle écluse, qui permirent la suppression du barrage de Thoissey en amont et du barrage de Île Barbe en aval, près de Lyon. La D51 qui traversait le bas de Couzon passe depuis en bord de Saöne, avec l'ancien quai comme soubassement.
Cependant, les bords de Saône sont encore parfois inondés, comme en 1994 ou en 2001[réf. nécessaire].

### Climat
Pour des articles plus généraux, voir Climat d'Auvergne-Rhône-Alpes et Climat du Rhône.
En 2010, le climat de la commune est de type climat océanique altéré, selon une étude du Centre national de la recherche scientifique s'appuyant sur une série de données couvrant la période 1971-2000. En 2020, Météo-France publie une typologie des climats de la France métropolitaine dans laquelle la commune est dans une zone de transition entre le climat semi-continental et le climat de montagne et est dans la région climatique  Bourgogne, vallée de la Saône, caractérisée par un bon ensoleillement (1 900 h/an), un été chaud (18,5 °C), un air sec au printemps et en été et des vents faibles. 
Pour la période 1971-2000, la température annuelle moyenne est de 11,8 °C, avec une amplitude thermique annuelle de 18,1 °C. Le cumul annuel moyen de précipitations est de 828 mm, avec 9 jours de précipitations en janvier et 6,5 jours en juillet. Pour la période 1991-2020, la température moyenne annuelle observée sur la station météorologique de Météo-France la plus proche, « Lyon-Bron », sur la commune de Bron à 13 km à vol d'oiseau, est de 13,0 °C et le cumul annuel moyen de précipitations est de 820,8 mm,. Pour l'avenir, les paramètres climatiques de la commune estimés pour 2050 selon différents scénarios d'émission de gaz à effet de serre sont consultables sur un site dédié publié par Météo-France en novembre 2022.

### Voies de communication et transports
Desserte routière
L'axe principal de circulation est la route départementale 51, qui longe la commune en bord de Saône, et la relie à Lyon-Vaise, au sud, et à Anse (accès à l'autoroute A6) au nord.
Le pont sur la Saône permet de rejoindre à Rochetaillée la D 433, qui suit la Saône sur l'autre rive.
Une route secondaire monte dans la forêt et permet de rejoindre Poleymieux ou le Mont Thou.
Transports en commun
La commune est traversée par la grande ligne Paris - Lyon - Marseille, mais la gare de Couzon n'est desservie que par les TER Rhône-Alpes de la liaison Villefranche - Lyon-Perrache - Vienne.
La ligne 43 des TCL relie Couzon à Lyon-Vaise au sud, et à Neuville et Genay au nord (service spécial 40/43 en soirée).
Les couzonnais ont aussi la possibilité de traverser la Saône, comme ils le faisaient à l'époque du « tramway bleu Lyon-Neuville », pour emprunter à l'extrémité du pont les bus des lignes 40 à destination de Lyon-Bellecour ou 70 à destination de Lyon-Part-Dieu.

## Urbanisme

### Typologie
Au 1er janvier 2024, Couzon-au-Mont-d'Or est catégorisée ceinture urbaine, selon la nouvelle grille communale de densité à sept niveaux définie par l'Insee en 2022.
Elle appartient à l'unité urbaine de Lyon, une agglomération inter-départementale regroupant 123  communes, dont elle est une commune de la banlieue,,. Par ailleurs la commune fait partie de l'aire d'attraction de Lyon, dont elle est une commune de la couronne,. Cette aire, qui regroupe 397 communes, est catégorisée dans les aires de 700 000 habitants ou plus (hors Paris),.

### Occupation des sols
L'occupation des sols de la commune, telle qu'elle ressort de la base de données européenne d’occupation biophysique des sols Corine Land Cover (CLC), est marquée par l'importance des territoires artificialisés (44,2 % en 2018), une proportion identique à celle de 1990 (44,2 %). La répartition détaillée en 2018 est la suivante :
zones urbanisées (39 %), forêts (37,6 %), zones agricoles hétérogènes (11,7 %), zones industrielles ou commerciales et réseaux de communication (5,2 %), eaux continentales (4,8 %), prairies (1,8 %). L'évolution de l’occupation des sols de la commune et de ses infrastructures peut être observée sur les différentes représentations cartographiques du territoire : la carte de Cassini (XVIIIe siècle), la carte d'état-major (1820-1866) et les cartes ou photos aériennes de l'IGN pour la période actuelle (1950 à aujourd'hui).

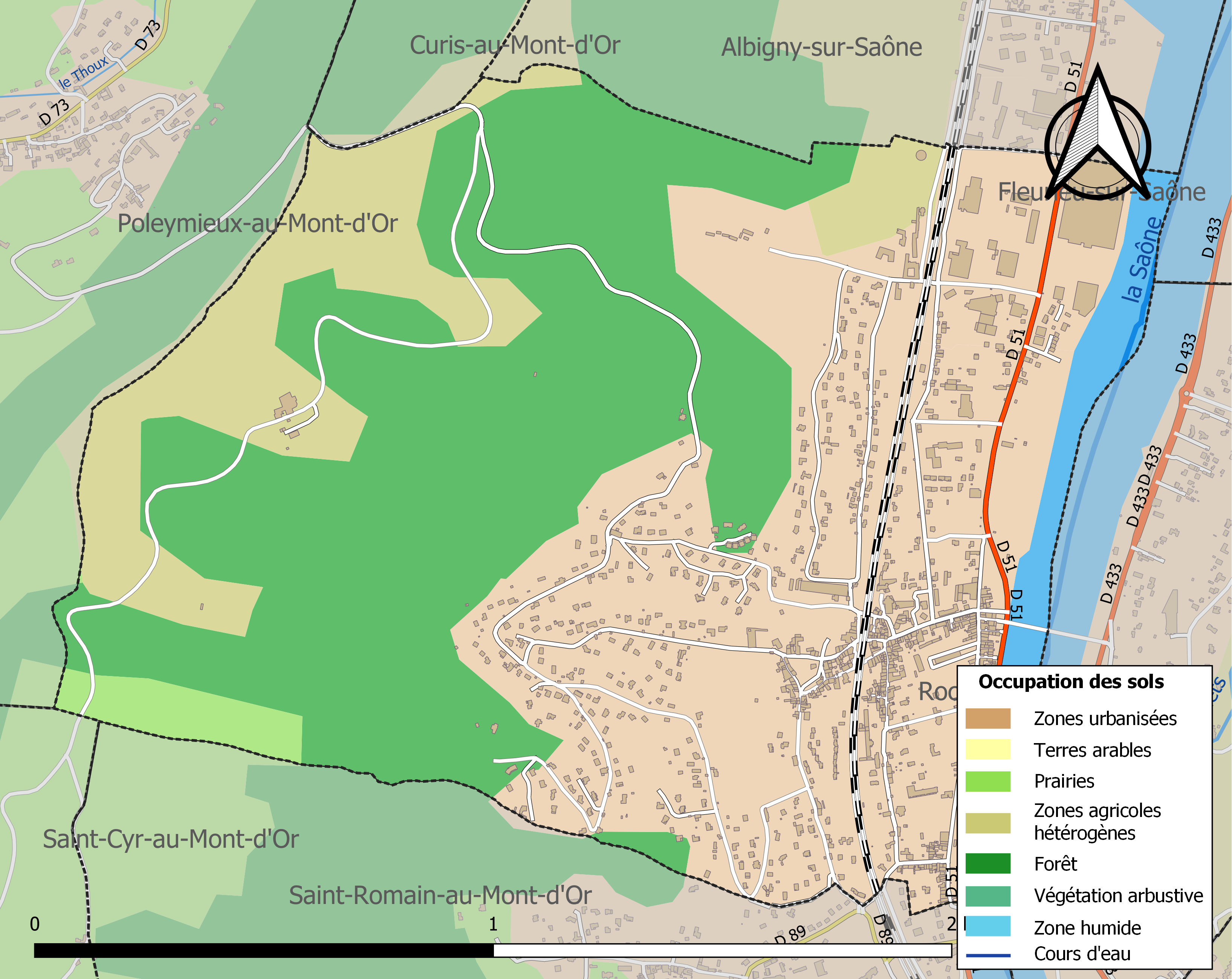
Carte des infrastructures et de l'occupation des sols de la commune en 2018 (CLC).

## Toponymie
La commune était anciennement appelée Coson (latinisé en Cosonis), puis Cozon et Couzon au début du XVIIIe siècle ; elle a pris le nom de Couzon-au-Mont-d'Or en 1897 afin d'éviter la confusion qui existait entre Couzon (Rhône) et Couzon dans la Loire.
Son activité viticole a suscité des rêveries étymologiques faisant descendre ce nom de celui de l'île grecque de Cos dont on aurait amené des ceps dès l'antiquité.
Mais ce nom pourrait aussi dériver de la racine hydronymique  pré-celtique *kus, kos que l’on observe dans les noms de rivières comme la Couzon, Couze, la Cuse, le Cousin etc.

## Héraldique

Blason de la ville de Couzon-au-Mont-d'Or.

Le blason de Couzon-au-Mont-d'Or est composé de cinq parties :
Au centre, coupé en quatre sur couleur rouge et bleu, les symboles de l'activité couzonnaise, à savoir :
- à gauche : la vigne en haut et les instruments viticoles en bas,
- à droite : les carrières du Mont d'Or en haut et les outils du travail de la pierre en bas.

Derrière ces quatre symboles, est dessiné une ancre qui symbolise "le Port" (quartier toujours existant du village) et l'accès à la Saône.
De manière héraldique, on pourrait alors définir le blason couzonnais ainsi :
écartelé de gueules et d'azur, le 1 à la grappe de raisin, tigée et feuillée d'argent, le 2 au mont d'or, le 3 à la serpe d'élaguement, à la serpe à long manche, et à la fourche d'or, le 4 au marteau, au burin et à l'équerre d'argent.

## Histoire

Le château de la Guerrière illustré par Joannès Drevet (1854–1940).

### Origines
L'origine du premier peuplement sur le territoire de la commune de Couzon est incertain, celui-ci pouvant remonter à la période gallo-romaine. Il est certain que les rives de la Saône étaient à l’écart du réseau de voies romaines entre celle de l’Océan qui depuis Lugdunum joignait Anse par l’ouest des monts d’Or et celle du Rhin qui passait par le travers de la Dombes. En revanche, la présence de aqueduc des monts d'Or a toujours été reconnue. Il fut construit entre 30 av. J.-C. et 150 apr. J.-C. de notre ère, mais date probablement du début de cette période, vers l'an 20 av. J.-C.. À partir du captage de la source du Thou en dessous du hameau des Gamblins sur la commune de Poleymieux, il gagnait au terme de 26 km le quartier lyonnais des Minimes en contournant par l’est le massif des monts d’Or. La traversée de Couzon était de 2750 mètres au lieu de 1250 mètres en ligne droite car il fallait suivre pratiquement la courbe de niveau en s'autorisant une très faible pente pour l'écoulement à raison de 1,4 mm par mètre afin d’éviter une dégradation du radier. Le vestige le mieux conservé en est encore visible au lieu-dit Rochon ou Saut de Roche.

### Moyen Âge et temps modernes
Le nom de Couzon apparaît pour la première fois en 984, à l’occasion de séries de donations à l’Église de Lyon. Le bourg appartenait aux archevêques de Lyon, ce qui lui vaut d'être pillé en 1270 par les Lyonnais révoltés contre l'archévêque et le chapitre de Saint-Jean. Lorsque, au XIVe siècle, on est pleinement informé de la situation, on constate que les grands bénéficiaires en sont les chanoines de Saint-Jean. Ils sont représentés sur place par des chanoines obéanciers nommés et révocables par le chapitre. A ce titre ils exercent les mêmes pouvoirs de basse justice que des seigneurs laïques et perçoivent des « droits, cens, servis, dîmes, livres capitulaires ». Ils disposent de nombreuses prérogatives « comme le droit d’établir des ponts […], d’avoir des créneaux, des colombiers, des girouettes, etc » sauf à en abénéviser (concéder) certains à des particuliers. Eux seuls sont autorisés à choisir le curé desservant de la paroisse. Enfin, ce sont eux qui choisissent le châtelain-capitaine chargé de la défense de la communauté.

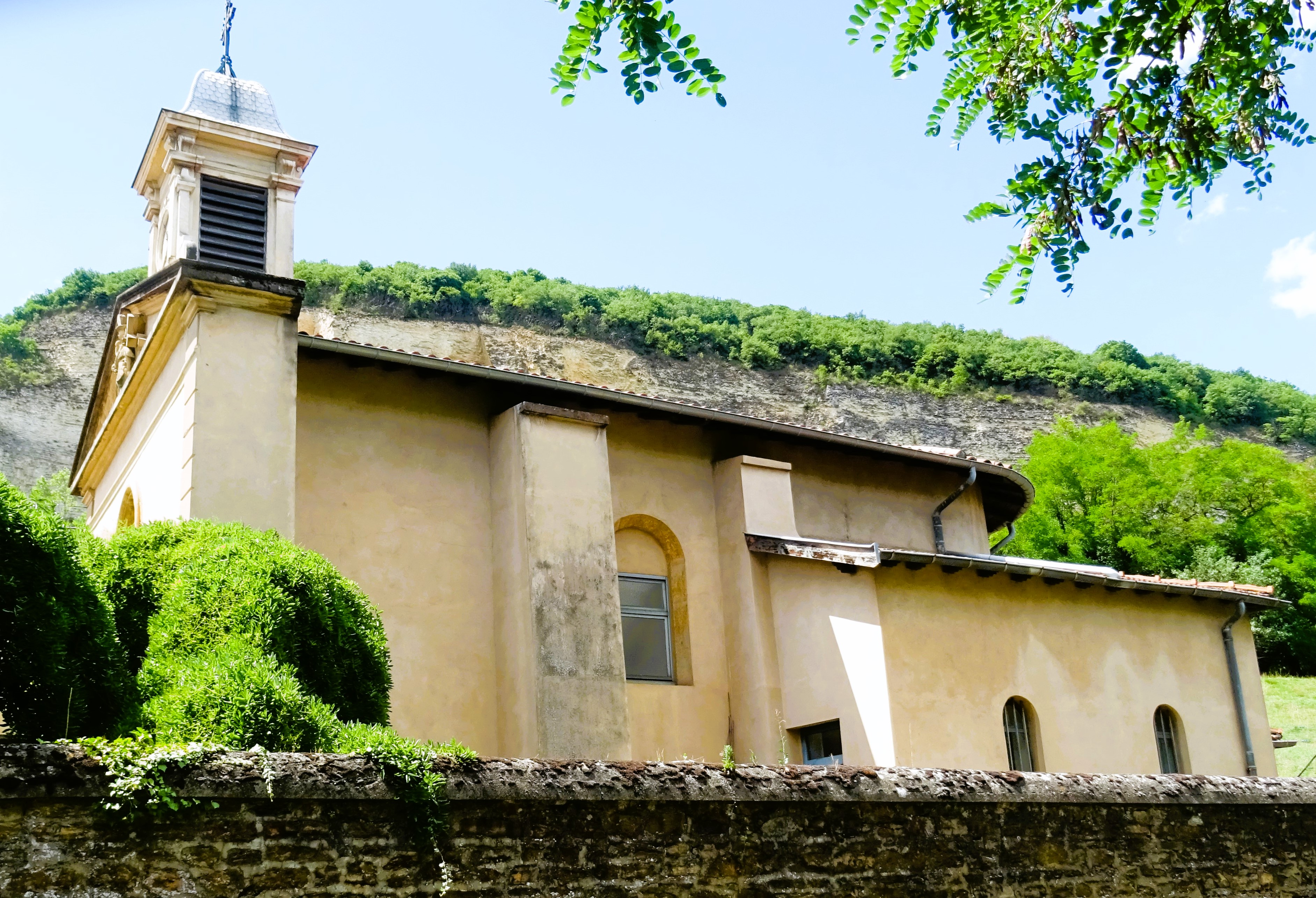
Vue latérale de la chapelle Saint-Léonard.

Il faut un effort d’imagination pour se représenter le cadre de la vie de la collectivité couzonnaise car il a été profondément transformé au XIXe siècle. Malgré l’hostilité de la population sous la conduite de son maire, la société PLM s’est vu concéder le droit de traverser le bourg par creusement d’une longue et profonde tranchée. Ce fut chose faite en 1856. C’est sur l’emplacement de cette tranchée que se trouvait le cœur du village. A l’intérieur d’une enceinte trapézoïdale d’environ 600 mètres de côté prenaient place le château, demeure seigneuriale au nord-ouest, l’église paroissiale construite au sud-est à la fin du XIVe siècle et une quinzaine de maisons au nord-est que les propriétaires finirent par déserter au fil des siècles pour s’installer dans le bourg, les réduisant à de simples entrepôts.

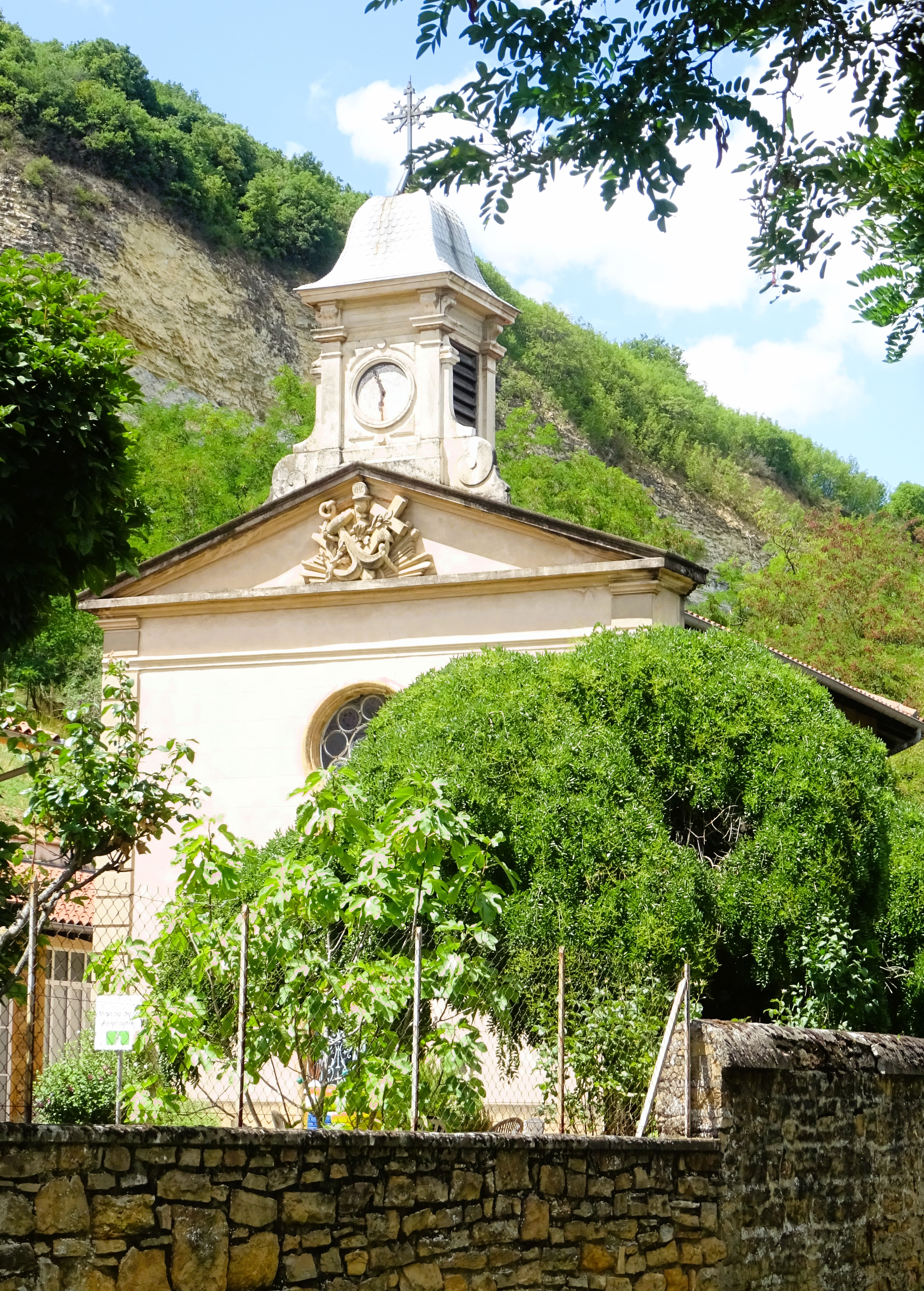
Chapelle Saint-Léonard.

Si la fonction défensive n’aura plus grand sens avec la fin de l’insécurité, l’autorité des chanoines ne fera que se renforcer au fil des siècles dans tous les domaines et sur l’ensemble du corps social. Certes, l’exiguïté du territoire encore réduite par la raideur des pentes ne s’est pas prêtée à la floraison des résidences campagnardes telles qu’on l’a connue depuis la Renaissance à la périphérie de Lyon. Cependant, en marge de la grande masse paysanne, forte de plus de 1000 habitants à la veille de la Révolution (1124 en 1793), quelques riches familles de la grande ville s’étaient installées dans le bourg à l’exception de celle connue aujourd’hui sous le nom de maison Saint Léonard en limite d’Albigny. Cette propriété de notables lyonnais dès le Moyen Âge, était devenue au XVIIIe siècle avec 13 ha le plus grand domaine de la commune. Le témoignage qui nous en est resté est une chapelle aujourd’hui désaffectée. En revanche, les sept autres édifices privés recensés dans le pré-inventaire faisaient corps avec le bourg. Des Lyonnais étaient déjà propriétaires de la Chanoine au XVe siècle. Ils ont été rejoints par ceux de la Guerrière au XVIe siècle, des Dorchères et de la Viarde au XVIIe, du domaine Servan, au début, et de Saint-Raphael vers la fin du XVIIIe siècle. Il leur fallait chaque fois obtenir l’aval des chanoines. Ainsi, ceux de la Chanoine sont suspectés de porter préjudice à l’église voisine à propos de travaux d’agrandissement et ont la visite d’une députation. Ceux de la Guerrière s’attirent les foudres du chapitre pour avoir élevé des créneaux alors qu’il ne s’agissait que de trois décors peints symboliquement au-dessus de portes d’entrée.
Au total, le jugement porté sur la domination des chanoines est assez sévère. « Elle se montra peu soucieuse d’améliorer la condition matérielle des habitants […]. A la fin du XVIIIe siècle, le nombre des possesseurs de terre s’était accru considérablement mais les propriétaires étaient astreintes à de nombreux droits seigneuriaux, devenus d’autant plus lourds que quelques-uns de ces droits n’avaient plus de raison d’être. Aussi, en 1789, les habitants de Couzon demandèrent surtout l’affranchissement de leurs terres de toute servitude personnelle ».

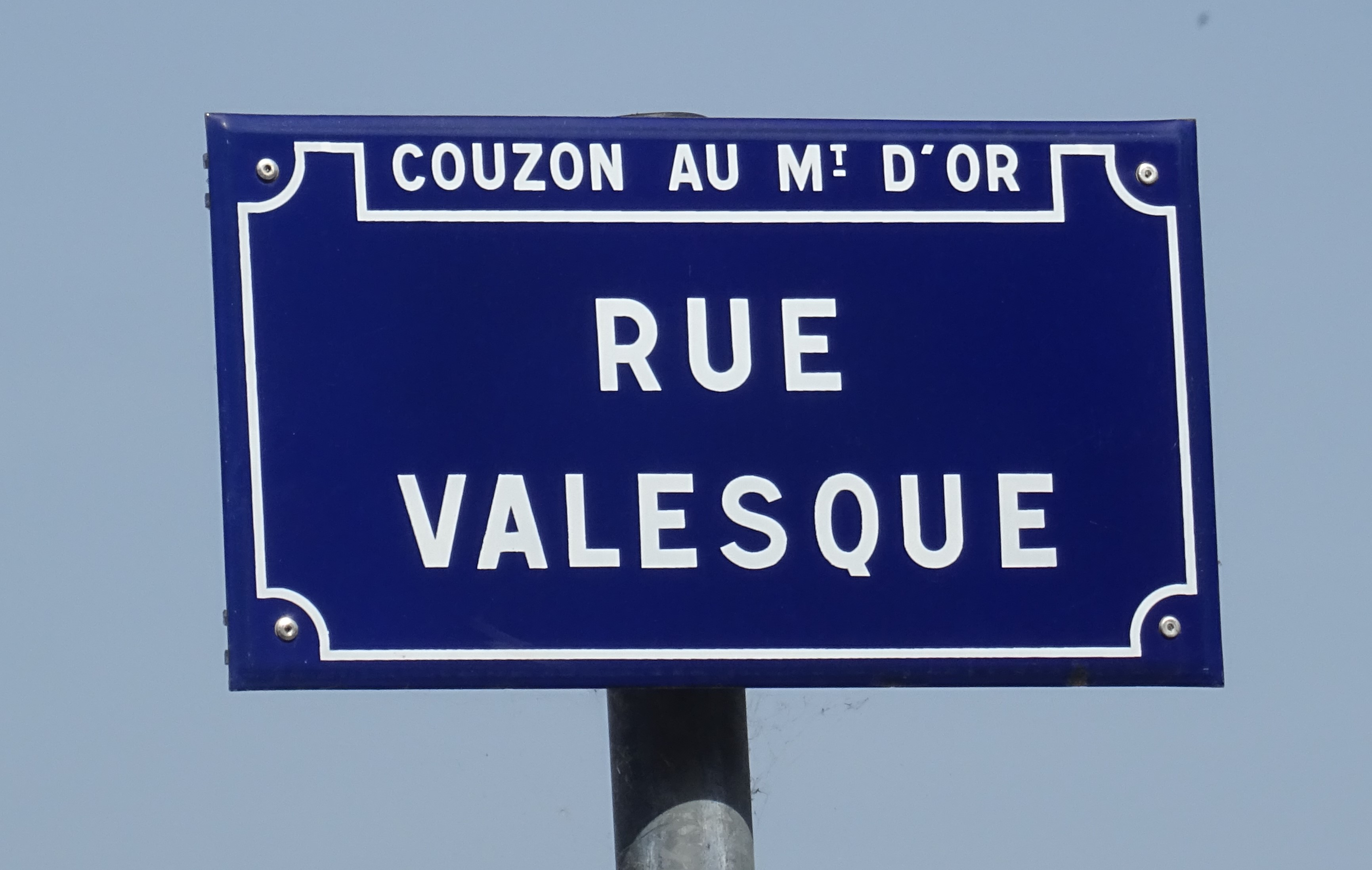
Rue Valesque.

L’importance des propriétés détenues par le clergé et devenues biens nationaux lors de la Révolution par décision de l’assemblée constituante nous est précisée dans le détail par Ennemond Fayard. Elle a justifié leur division pour leur vente en quatre lots adjugés à de riches propriétaires de la commune en 1791. S’étonnera-t-on de constater que l’Eglise n’a pas trouvé de fervents défenseurs à Couzon pendant les temps sinistres de la Terreur ? Lorsque les relations s’enveniment entre les autorités lyonnaises et les Montagnards dans l’été de 1793 et que ceux-ci entreprennent la reconquête armée de la ville rebelle, ils ont l’approbation de la municipalité même dans les aspects antireligieux de cette lutte. Du moins, le sang n’aura pas coulé à Couzon même. Le seul épisode tragique concerne la famille de François Valesque. Ce négociant en épices ennobli par ses fonctions d’échevin à Lyon et devenu propriétaire de la Guerrière en 1774, prévenu de son arrestation, a échappé à la guillotine par une fuite qui l’a conduit jusqu’en Suisse. Moins heureux, de ses deux fils, l’un fut tué dans les combats défensifs des Lyonnais tandis que l’autre a été fusillé le 18 septembre 1793 avec 49 de ses compagnons de détention « pour avoir porté les armes contre la patrie ou conspiré contre le peuple et sa liberté et pour être évidemment contrerévolutionnaire ». Toutefois, si le souvenir de cette famille est perpétué dans un nom de rue, c’est plutôt en raison de la grande générosité de plusieurs de ses membres.

### Le temps des carriers

#### Carrières
Si l’on excepte un étroit liseré alluvial le long de la Saône, la totalité du territoire de Couzon correspond au revers d’un crêt de roche calcaire datant de l’Aalénien, étage du Jurassique moyen (vers – 170 millions d’années). C’est par sa belle coloration jaune que le massif des Monts d’Or s’apparente au pays voisin des Pierres Dorées dans le sud du Beaujolais. La tranche de cette couche, une falaise d’une puissance de 60 mètres, forme comme une toile de fond au nord de la commune où elle correspond à la limite avec Albigny-sur-Saône. Elle présente un pendage d’une vingtaine de mètres en direction de la Saône. Cette falaise a tenu la une de l’actualité par l’effondrement d’un énorme bloc et de son couvert forestier resté intact à l’aube du 23 octobre 1993. Sur l’ensemble de la commune, l’érosion a réduit cette couche à des lanières étirées en direction de l’est-sud-est.

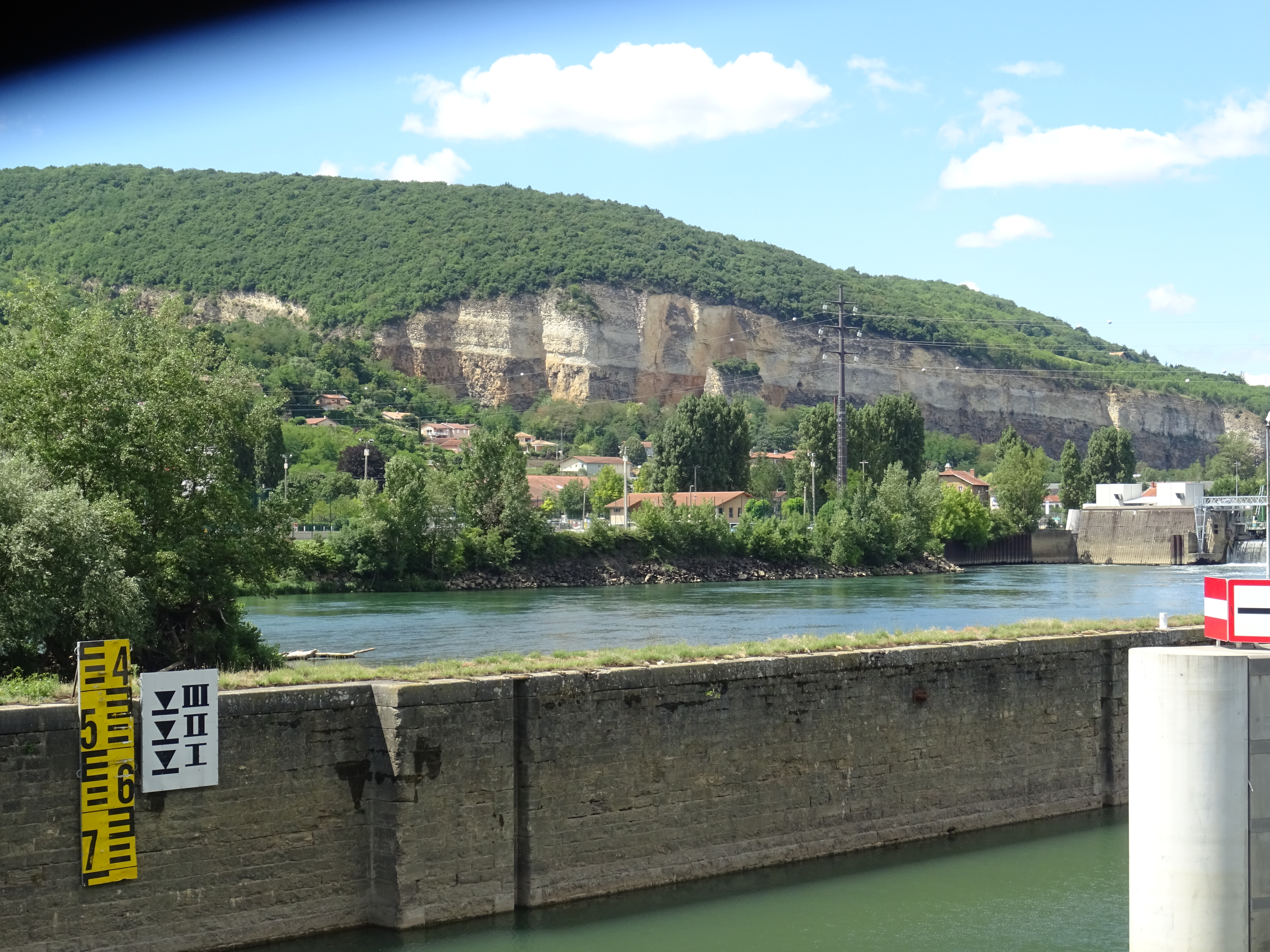
Falaise calcaire de Couzon.
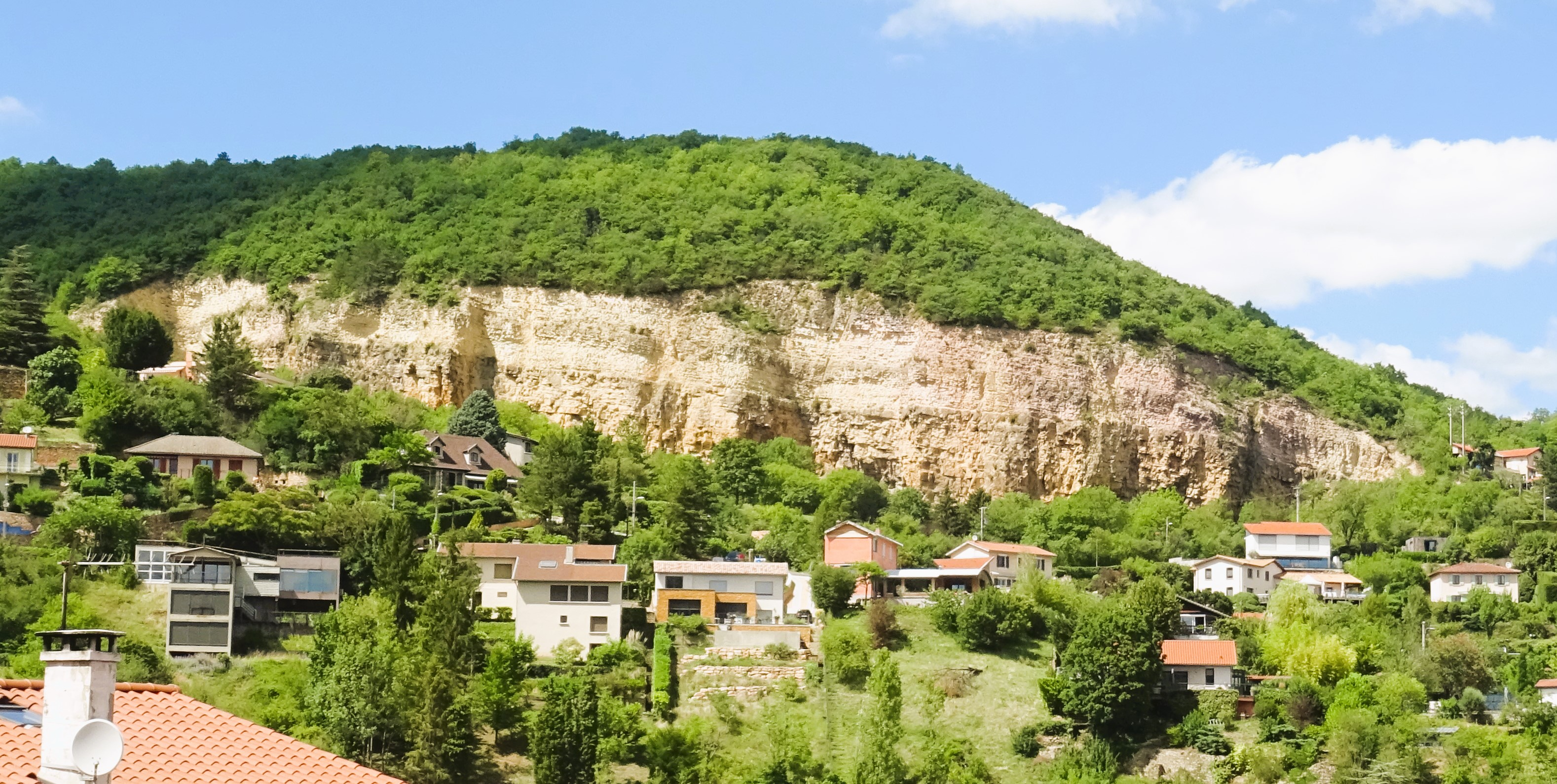
Pendage des couches vers l'est.
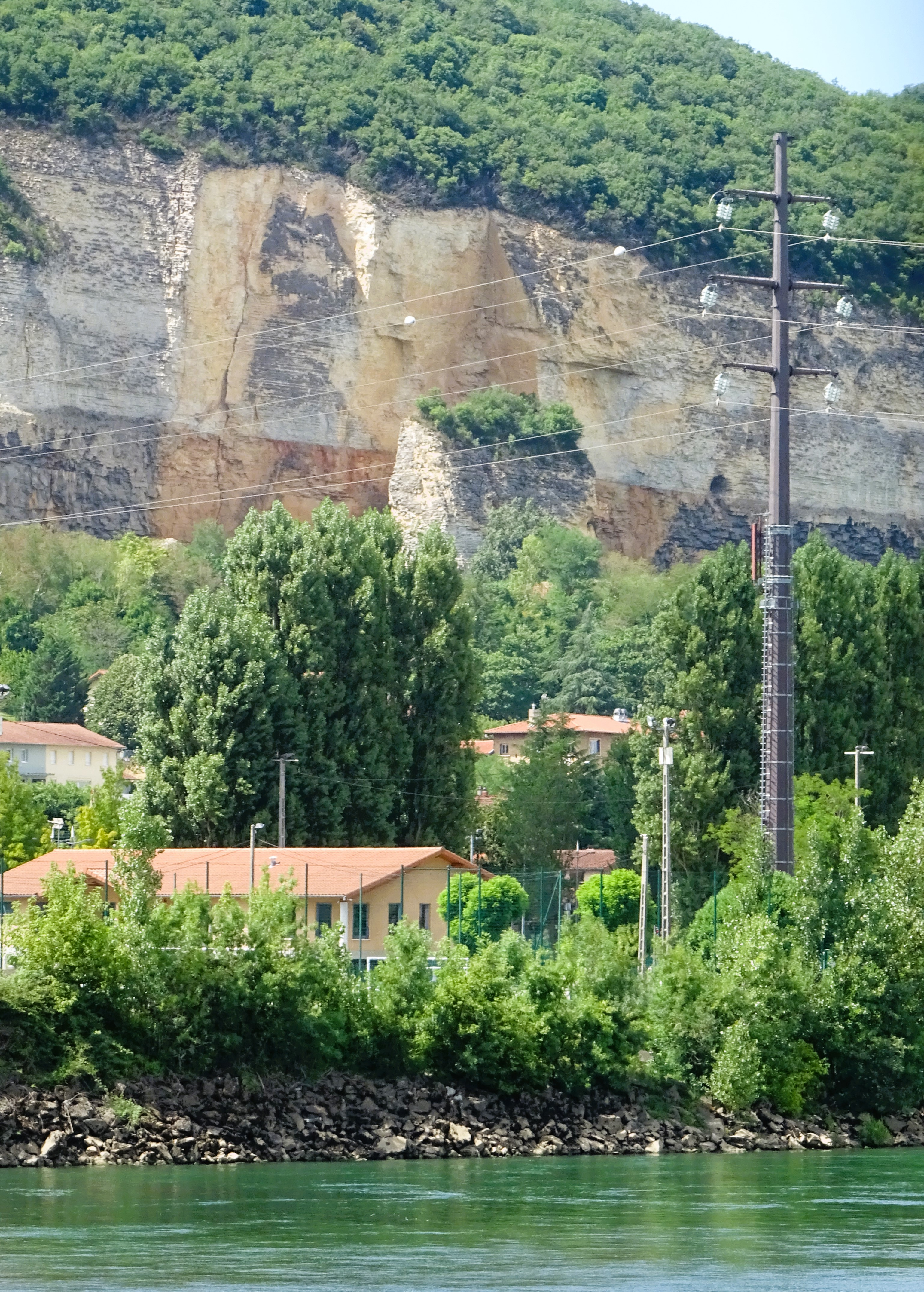
Bloc effondré.

Les restes ou entroques des organismes marins qui constituent l’essentiel de cet étage géologique sont un excellent matériau de construction se liant bien au mortier. La pierre est utilisée sous forme de moellons (pierre de taille) mais on peut aussi y tailler des éléments longs comme des linteaux de portes, des chambranles, des piliers, des cheminées de cuisine de bonne résistance au feu.

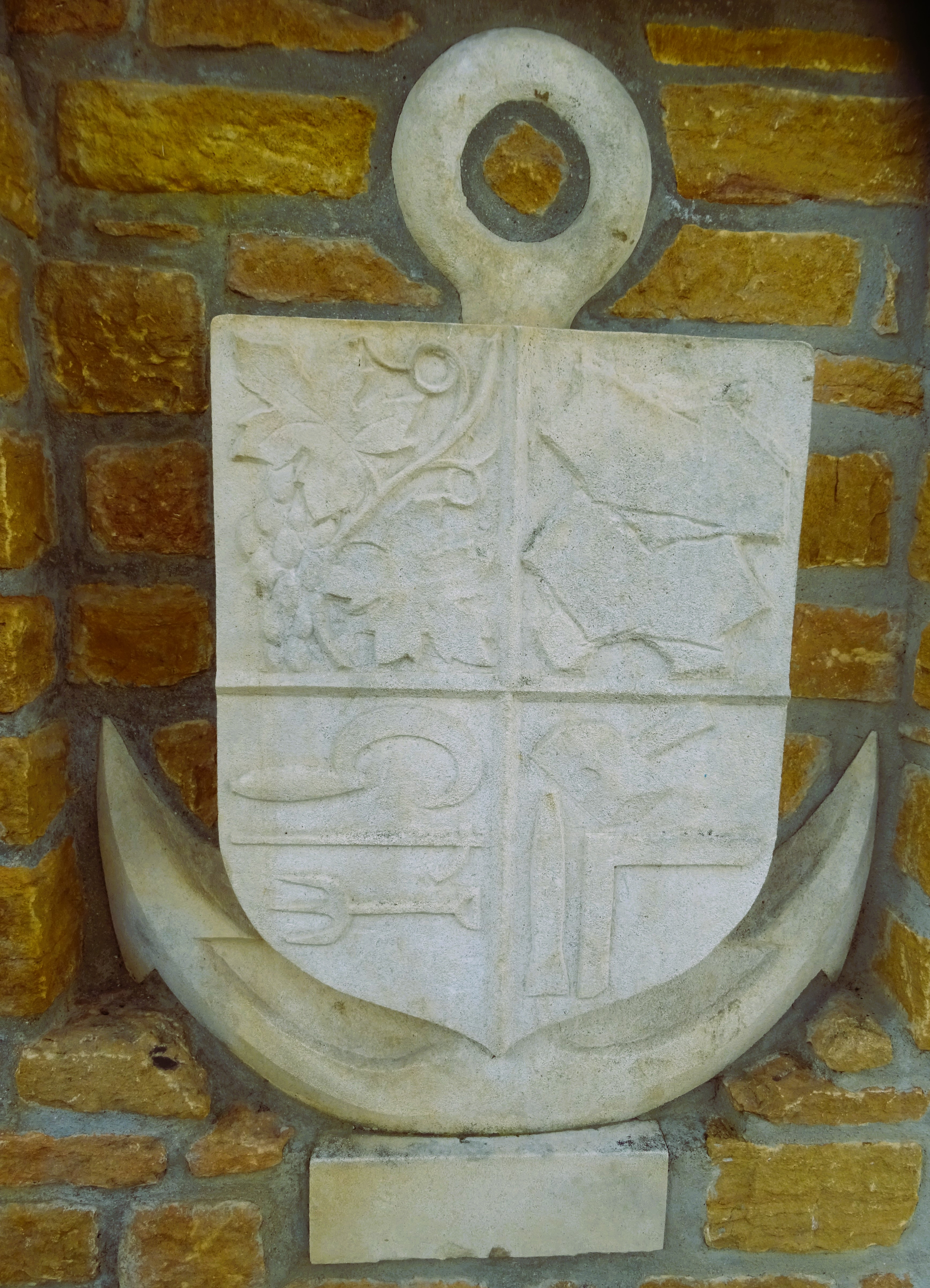
Blason de Couzon.

L’ouverture de carrières (on dit aussi perrières) est attestée dès le XIVe siècle, sous la forme d’abenevis (sortes de contrats emphytéotiques) accordés par les chanoines-comtes de Lyon et une première période d’exploitation massive correspond à la grande prospérité de la Renaissance (XVIe siècle). Après un certain tarissement de la demande un nouvel essor commence au XVIIIe siècle. Le métier de tailleur de pierre est alors souvent associé à celui de vigneron. « On peut être tour à tour ou simultanément carrier, tailleur de pierre ou perrayeur [concasseur de déchets], voiturier ou sapinier [marinier] ».C’est à cette association de métiers qu’ont fait référence les auteurs du blason de Couzon « écartelé au 1 de au cep de vigne feuillé et fruité au naturel ; au 2 à une carrière d’argent ; au 3 d’azur à trois outils de vignerons posés en fasce l’un sur l’autre d’argent ; au 4 de gueule à trois outils de carrier posés 1 et 2 d’argent ». L’apogée est atteint au XIXe siècle. En 1836 sont recensés 26 carriers, 71 tailleurs de pierre, 2 marchands de pierre. Le record de production est atteint en 1842 avec 115 000 m3 de moellons. Le déclin dans la deuxième moitié du XXe siècle, comme pour les carrières d’Oncin, est sans doute lié à la concurrence de celles de Villebois- Montalieu dans l’Ain desservies par le chemin de fer.
Car pour proches qu’elles soient de Lyon, les perrières de Couzon présentaient quelques servitudes de transport. Un premier problème était celui du charroi jusqu’au bord de la Saône. Lorsqu’on aborde cette question, le profane ne manque pas d’être intrigué par l’existence de nombreux tunnels qui accidentaient le parcours : le pré-inventaire en a répertorié 27 et a dressé la carte de leur implantation. On en compte 5 au nord dans le secteur de Moletant-Saint-Léonard et ils sont particulièrement nombreux (14) dans celui des Torrelles. En réalité le terme de passages voûtés serait plus approprié. Ils étaient construits avec soin et non creusés et présentaient une voûte en pierre sèche plus ou moins en anse de panier et à claveaux. Les plus longs pouvaient atteindre la cinquantaine de mètres. Grâce à l’espace ainsi libéré en surface la plantation de vigne se présentait en continuité. Tel tailleur de pierre au XVIIIe siècle énumère comme faisant partie de son patrimoine « vigne, chaple [chantier de travail de la pierre], marrin [débris de cette taille] et carrière… avec un chemin passant sous la partie de ladite vigne soutenu par une longue voûte ».

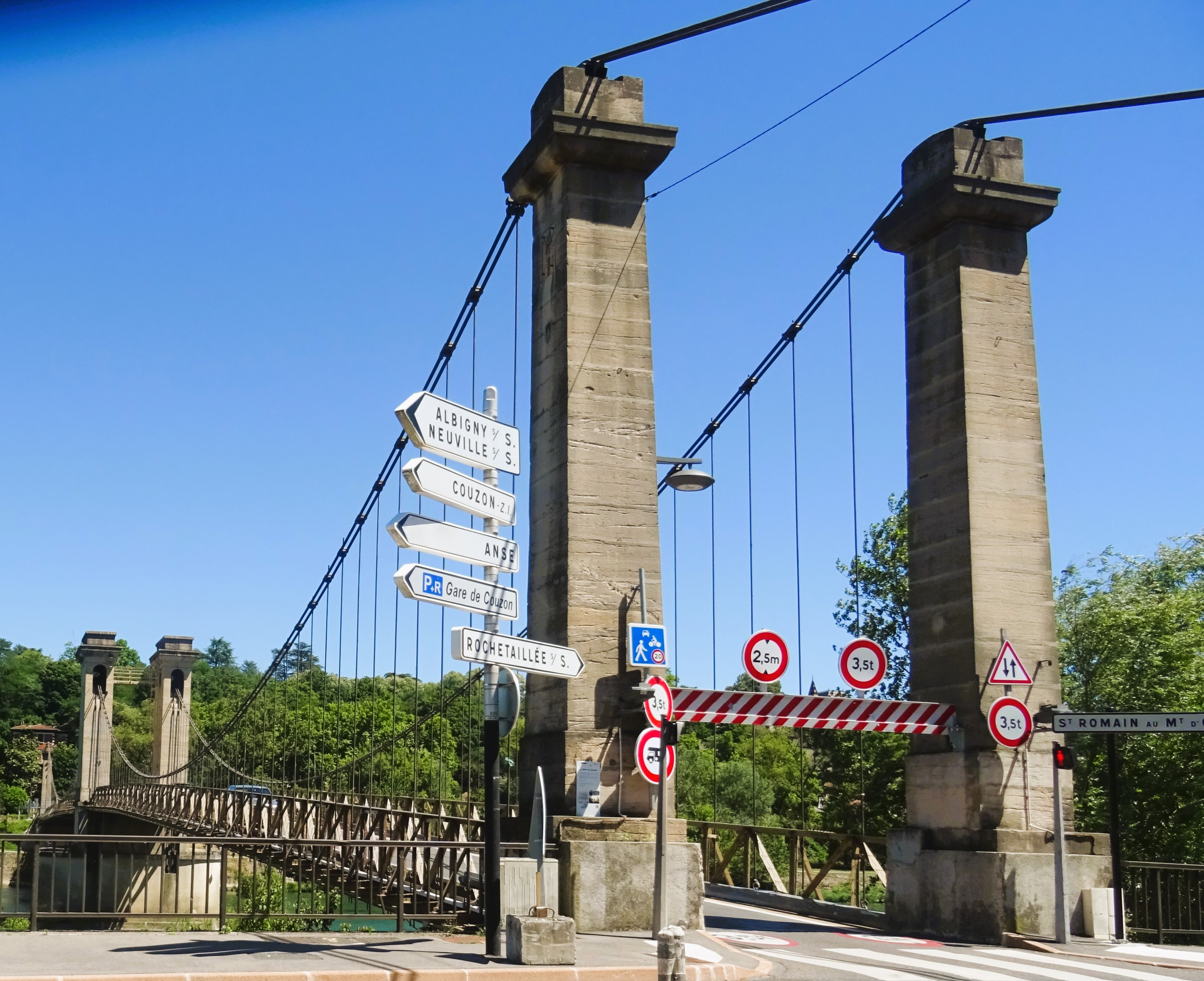
Pont de Couzon.

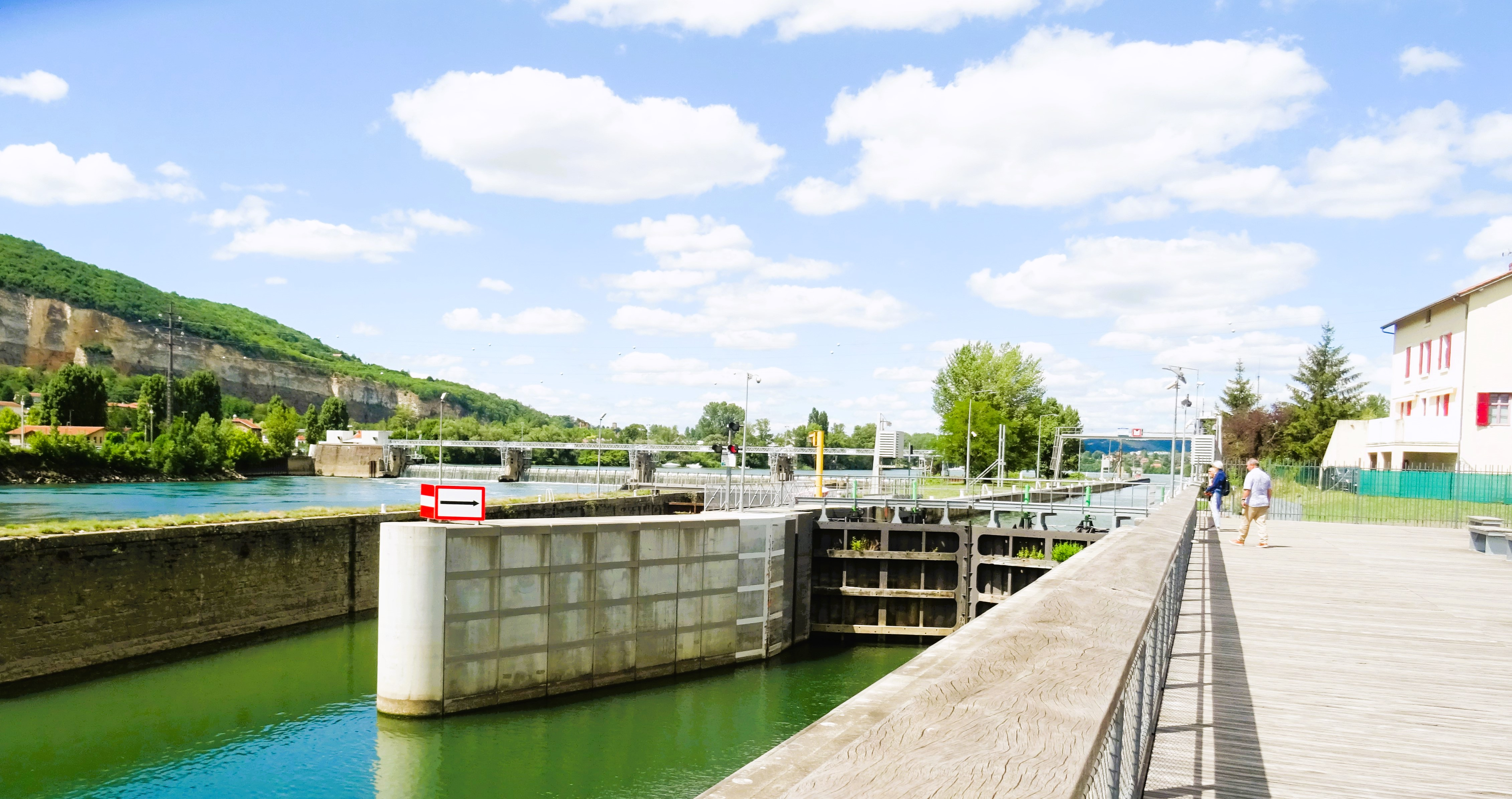
Écluse de Rochetaillée.

L’acheminement jusqu’à Lyon se faisait essentiellement par la batellerie sur des sapines qui n’étaient pas récupérées au terme du voyage. Il existait trois ports de chargement, le plus ancien à la limite de Saint-Romain (le nom en est resté), le second aménagé au début du XVIIIe siècle pour les tailleurs de pierre à l'est du bourg et enfin celui de l'île des Brotteaux, à la limite d'Albigny. En 1851, on comptait à Couzon 61 mariniers et voituriers. Mais des interruptions de trafic pouvaient se produire en particulier « lorsque la rivière est gelée ou qu’elle mène des glaces, les chevaux, demeurant sans rien faire, ce qui porte un grand préjudice à des exploitants peu fortunés ». L’alternative de la route n’était pas envisageable car la D51 de Lyon à Anse par la rive droite de la Saône n’a été élargie et aménagée qu’en 1957. La solution était d’autant plus urgente que la population, trop spécialisée, n’était pas autosuffisante et devait s’approvisionner à l’extérieur pour se nourrir.

Dans ces conditions, la construction d’un pont grâce auquel la commune serait reliée à la Grande Charrière de Lyon à Trévoux s’imposait. La décision de construire un pont suspendu selon la technique mise au point par Marc Seguin fut prise 19 février 1839 par ordonnance du roi Louis-Philippe. Les plans et le cahier des charges en furent dressés par l'ingénieur en chef des Ponts et Chaussées du département du Rhône, Mondot de Lagorce. C'est un peu le frère jumeau du pont de l'Ile Barbe ouvert en 1827. Il s'agissait d'un pont à péage au nom d'une compagnie concessionnaire dont l'un des actionnaires était maire de Couzon. Son ouverture à la circulation le 29 novembre 1840 et son inauguration officielle le 19 septembre 1841 ont fait date dans l’histoire de la commune. Cette construction contribua à la création d'un marché à Couzon en 1841.En 1877 fut construit en amont du pont, un barrage joignant Couzon à la commune de Rochetaillée-sur-Saône afin de retenir les eaux de la rivière pour les besoins de la navigation. Il s'inscrivait dans le programme d'aménagement du cours de la Saône entre Verdun et Lyon. Il comprend un système d'écluse et a été breconstruit en 1970 puis équipé d'une usine électrique en 1983. Il est vrai qu'à cette date les carrières de Couzon étaient de plus en plus concurrencées et n'utilisaient plus guère la voie fluviale bien qu'améliorée.

#### De l'ancienne à la nouvelle église
En ces temps prospères, les autorités, répondant aux vœux des paroissiens, se préoccupèrent du problème de l’église, vu la petitesse et le délabrement de l’édifice hérité du XIVe siècle : agrandissement ou reconstruction ? La décision fut prise par le conseil municipal en 1853. Serait maintenu le vocable de Saint-Maurice. C’était en effet celui de la chapelle castrale remplacée par l’église paroissiale au Moyen Âge. Il évoquait le chef de la légion thébaine converti à la religion chrétienne, qui en 286, avait été exécuté avec ses 6 600 légionnaires plutôt que de sacrifier au culte impérial. De l’ancienne église, normalement orientée vers l’est, seraient conservés le chœur et l’abside rebaptisée chapelle du Saint Coeur de Marie. (La porte de son tabernacle ayant survécu aux transformations a été reportée sur le mur nord). Cette chapelle « est éclairée dans l’axe du cul de four et au sud de petites ouvertures cintrées à fort ébrasement. La fenêtre du cul de four est encadrée de colonnettes ». La travée du chœur forme la base du clocher, également conservé mais dans l’état où il avait été reconstruit en 1759. Sa partie supérieure est « éclairée sur ses quatre faces de deux niveaux de baies : un étage de quatre baies jumelées deux à deux dont les arcs en plein cintre prennent appui sur des colonnettes ; au-dessus l’étage avec huit grandes baies en plein cintre ». La toiture à quatre pans en tuiles rondes et à faible pente est sommée d’une croix en fer forgée du XIXe siècle. Elle a remplacé l’orgueilleuse flèche qui avait fait la fierté des Couzonnais avant son foudroiement au XVIIe siècle.

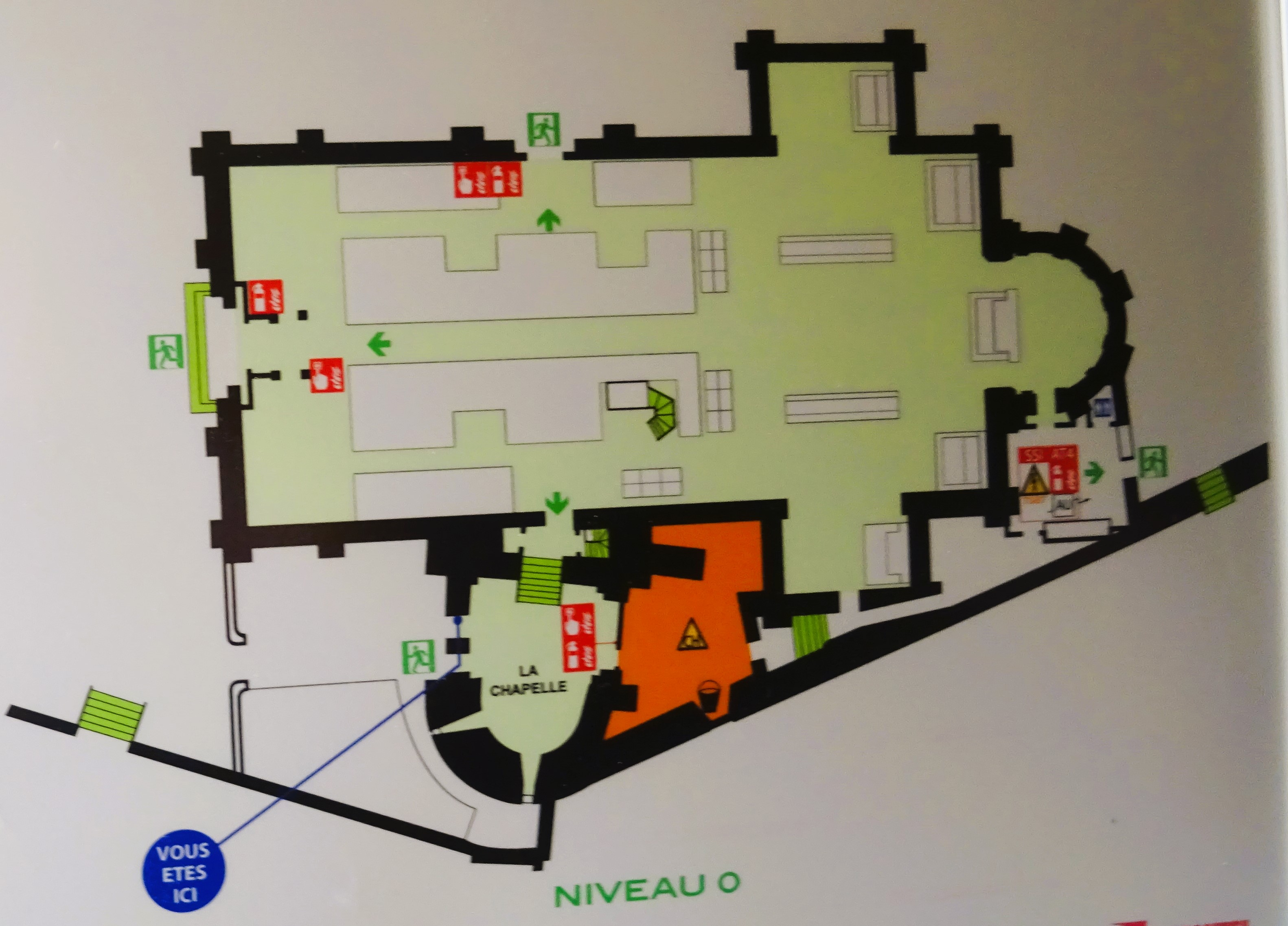
Plan des églises de Couzon.
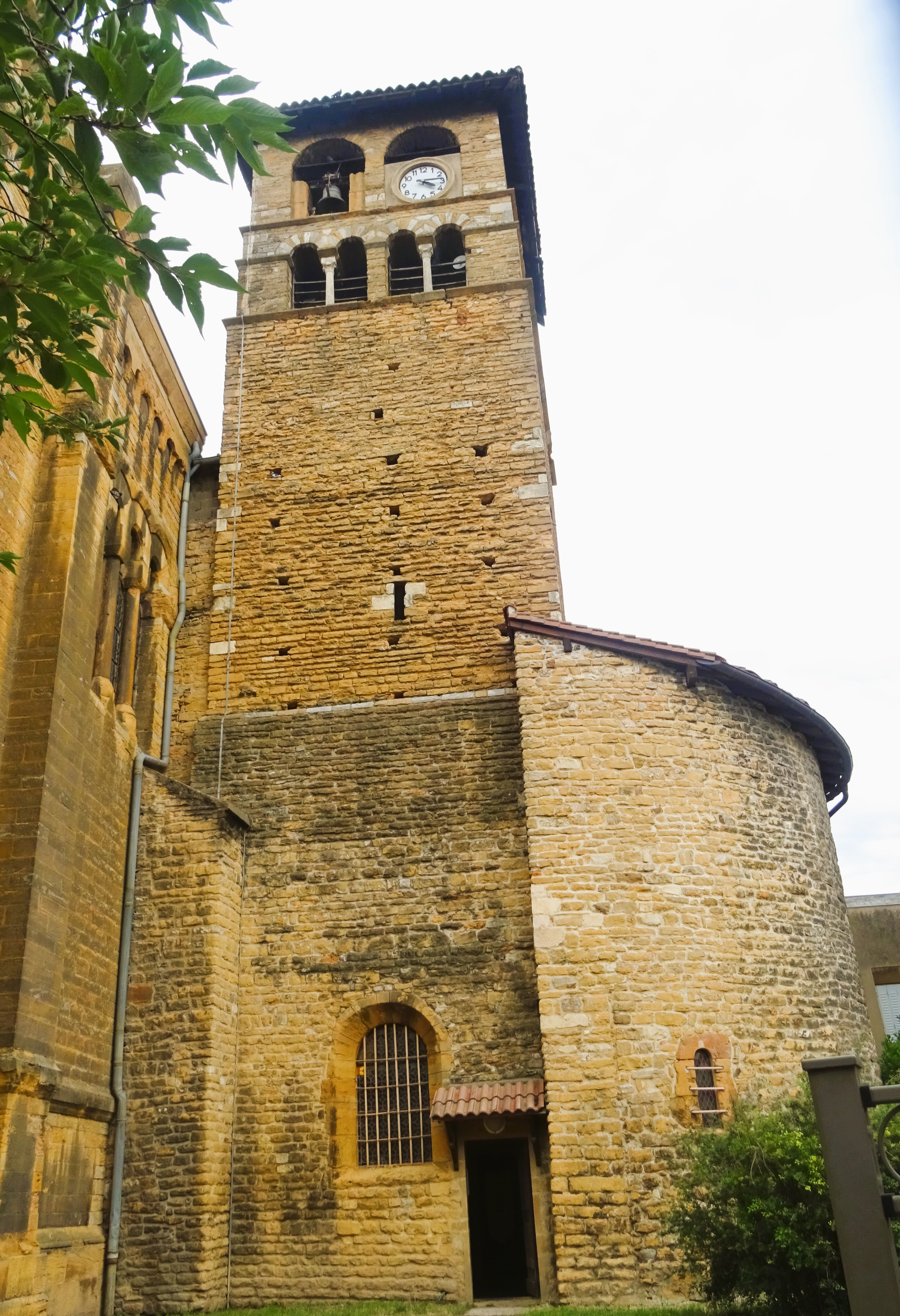
Clocher et abside de l'ancienne église.
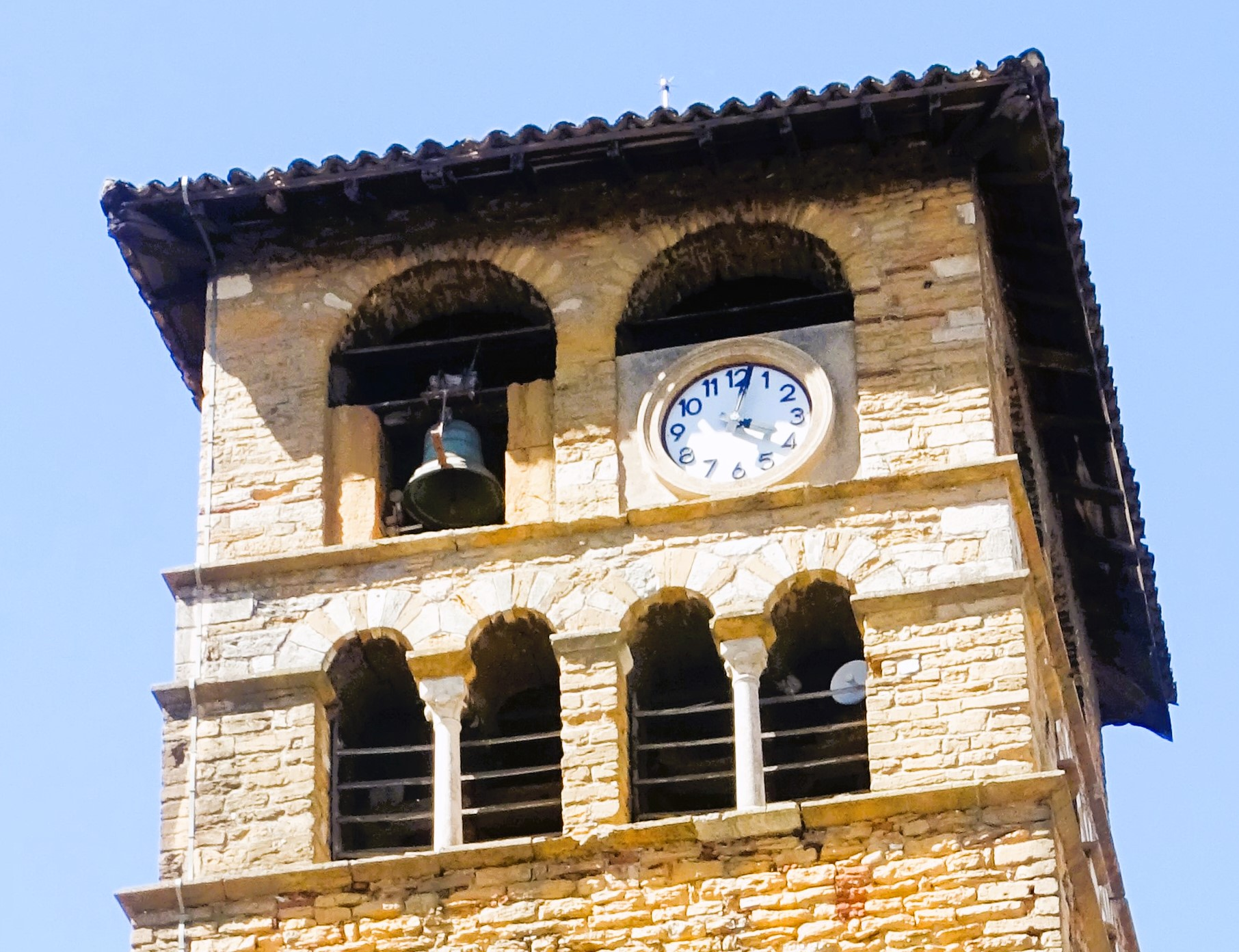
Transformations du clocher.
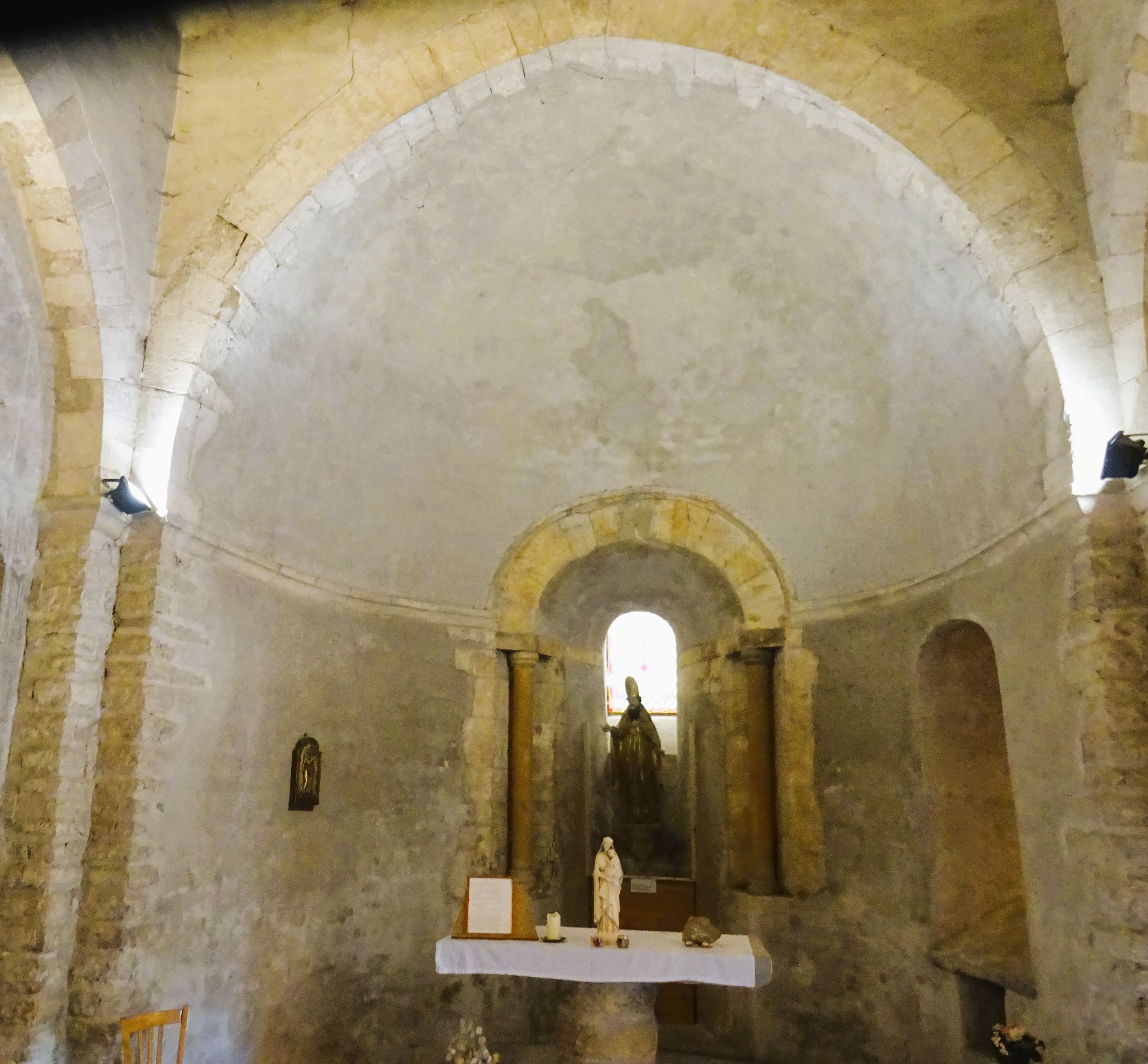
Abside de l'ancienne église.
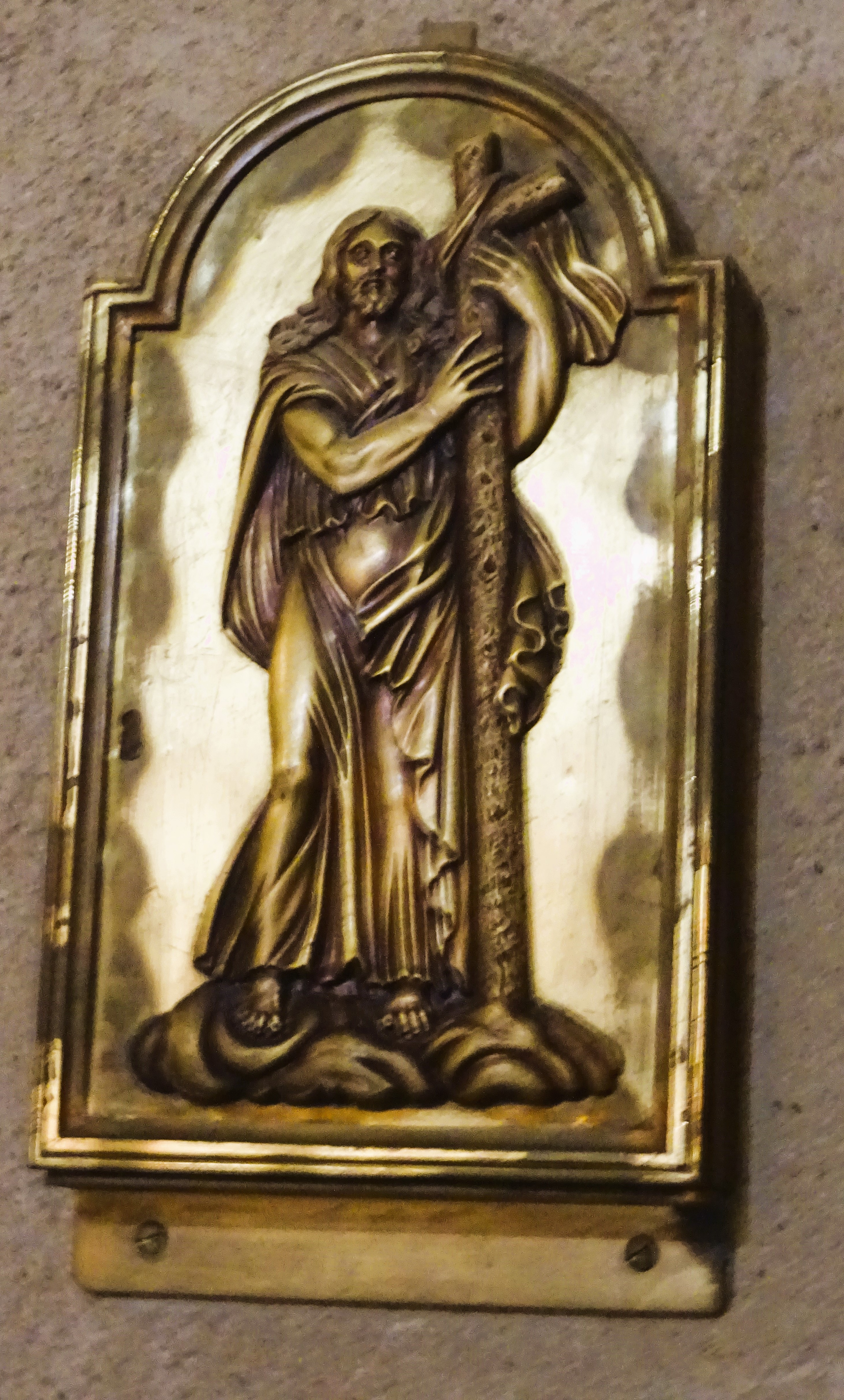
Porte de l'ancien tabernacle.

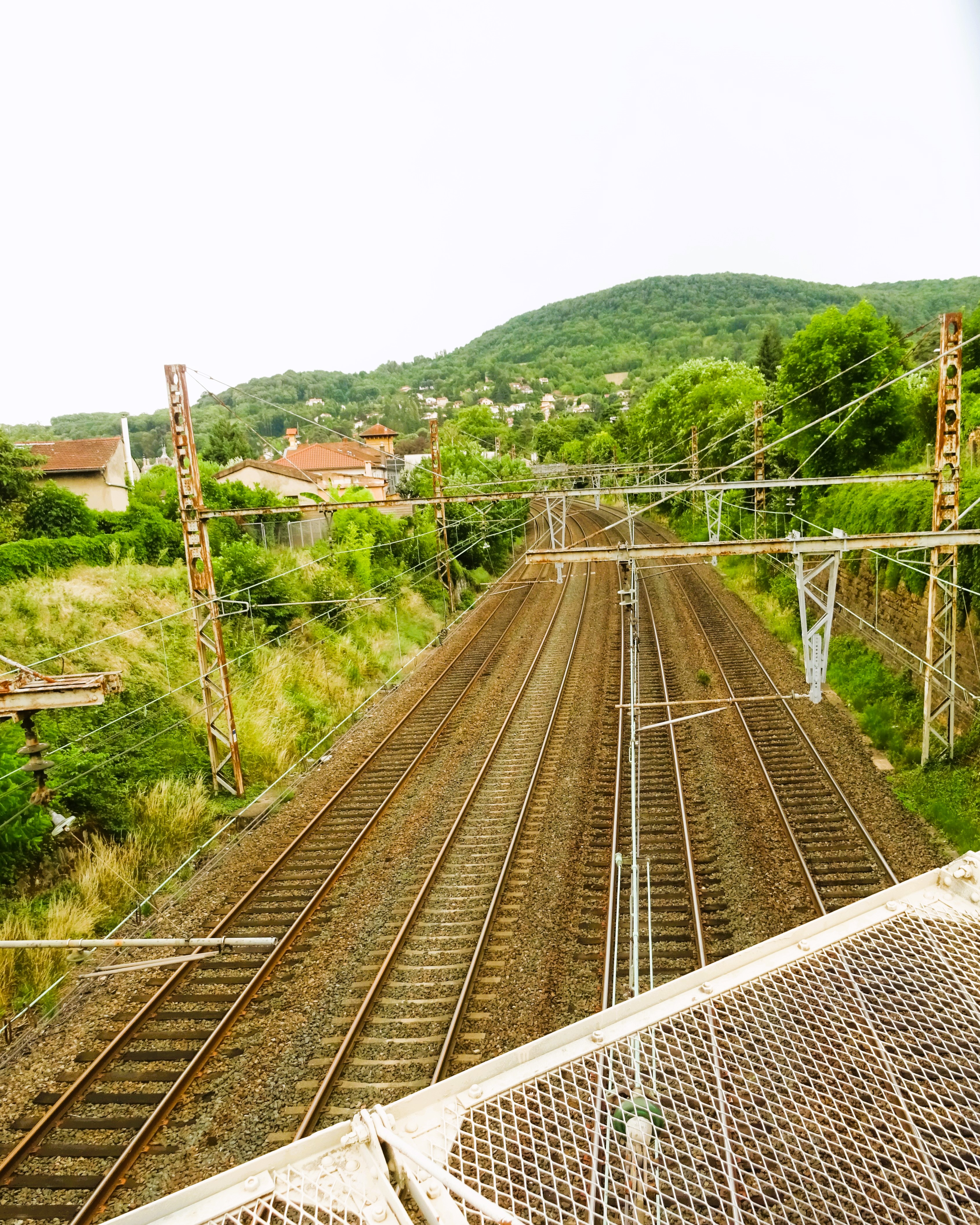
Tranchée de la voie ferrée.

Sitôt la décision prise par le conseil municipal en 1853, la construction de la nouvelle église a été confiée à l’architecte Pierre Bossan, le futur réalisateur de Fourvière, et à Wilhelm Léo. Les travaux ont été exécutés de 1855 à 1861 et les aménagements intérieurs ont été achevés en 1876. Mais la consécration par Joseph-Alfred Foulon, archevêque de Lyon n’a eu lieu que le 7 juillet 1889. A la même époque était creusée la tranchée ferroviaire nord-sud de la ligne du PLM et c’est en fonction de cette contrainte qu’a été choisie l’orientation parallèle du nouvel édifice. Le style néo-roman en vogue à l’époque ne jurait pas avec les parties conservées de l’ancienne église. Les matériaux ont été choisis et agencés selon un mode original : sur toute la hauteur, un niveau intercalaire de pierres calcaires ordinaires (blanc gris) souligne deux niveaux de pierre dorée de Couzon.
Le plan d’ensemble cruciforme de l’église est classiquement constitué d’une nef de quatre travées, d’un transept saillant, d’une travée de chœur et d’une une abside semi-circulaire. Le contraste est frappant dans la manière ont été traitées l’édifice dans son ensemble et la façade antérieure au sud.

Celle-ci est très richement ouvrée. Ses trois travées en préfiguration de l’intérieur, sont séparées par des contreforts, la travée centrale plus large couronnée d’un pignon souligné d’une frise d’arceaux et sommée d’une croix byzantine. Les deux travées latérales sont creusées de niches à colonnettes abritant une statue en pied. Celle de droite représente saint Laurent tenant une palme et s’appuyant sur le gril de son supplice, celle de gauche saint Vincent avec une palme dans une main une coupe de raisins dans l’autre. Toutes deux ont été offertes par la société des tailleurs de pierre en 1863. Comment ne pas voir dans ce choix la représentation des deux activités dominantes de la commune, saint Vincent étant traditionnellement le patron des vignerons et saint Laurent celui des tailleurs de pierre, comme aux carrières d’Oncin ? Mais c’est l’ornementation de la travée centrale qui retient surtout l’attention. Le portail à ébrasement à ressauts est encadré de doubles colonnettes qui supportent le bandeau horizontal de l’archivolte sur lequel prend appui un arc en plein cintre à larges voussures. Le décor sculpté est à la gloire de Maurice, le saint éponyme de l’église. C’est sa statue équestre qui trône dans le tympan tandis que dans l’architrave, de part et d’autre, sont figurés ces fameux soldats de la légion thébaine agenouillés dans l’attente de leur supplice. Le haut de cette même travée est éclairé d’une baie à trois lancettes en plein cintre surmonté d’un oculus, en faire-valoir en quelque sorte par comparaison avec les arcatures aveugles des travées latérales.

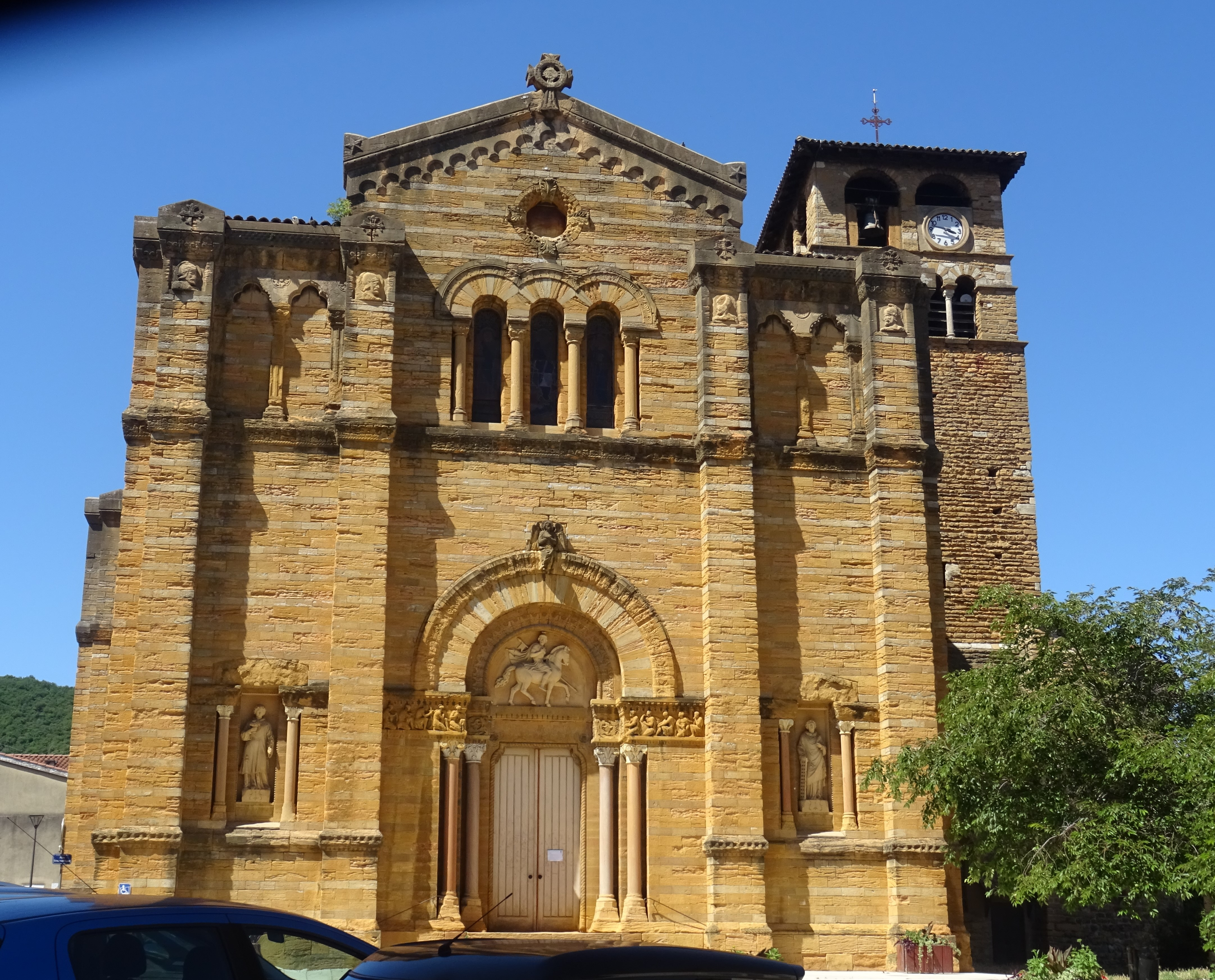
Façade de l'église Saint-Maurice.
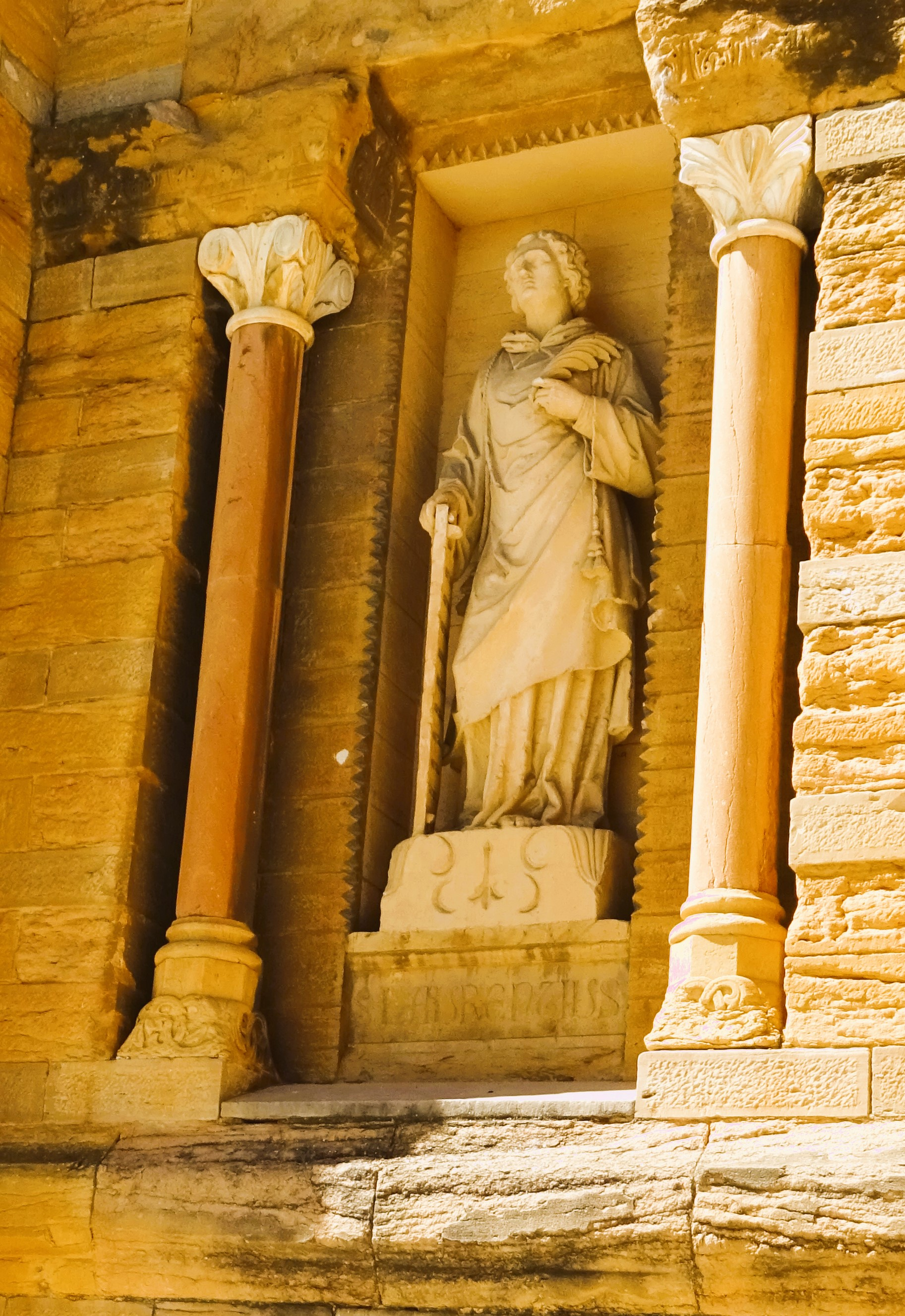
Statue de saint Laurent.
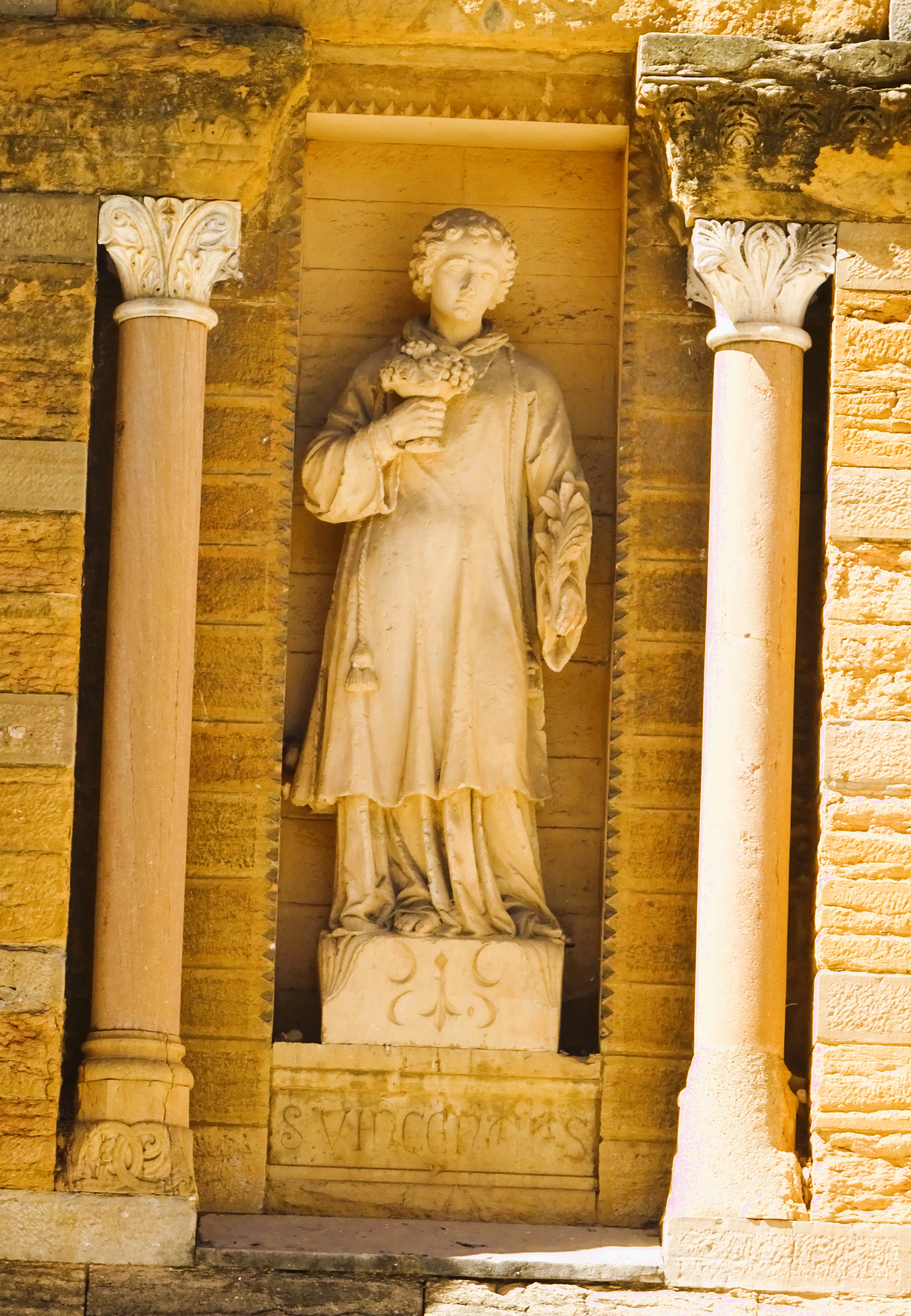
Statue de saint Vincent.
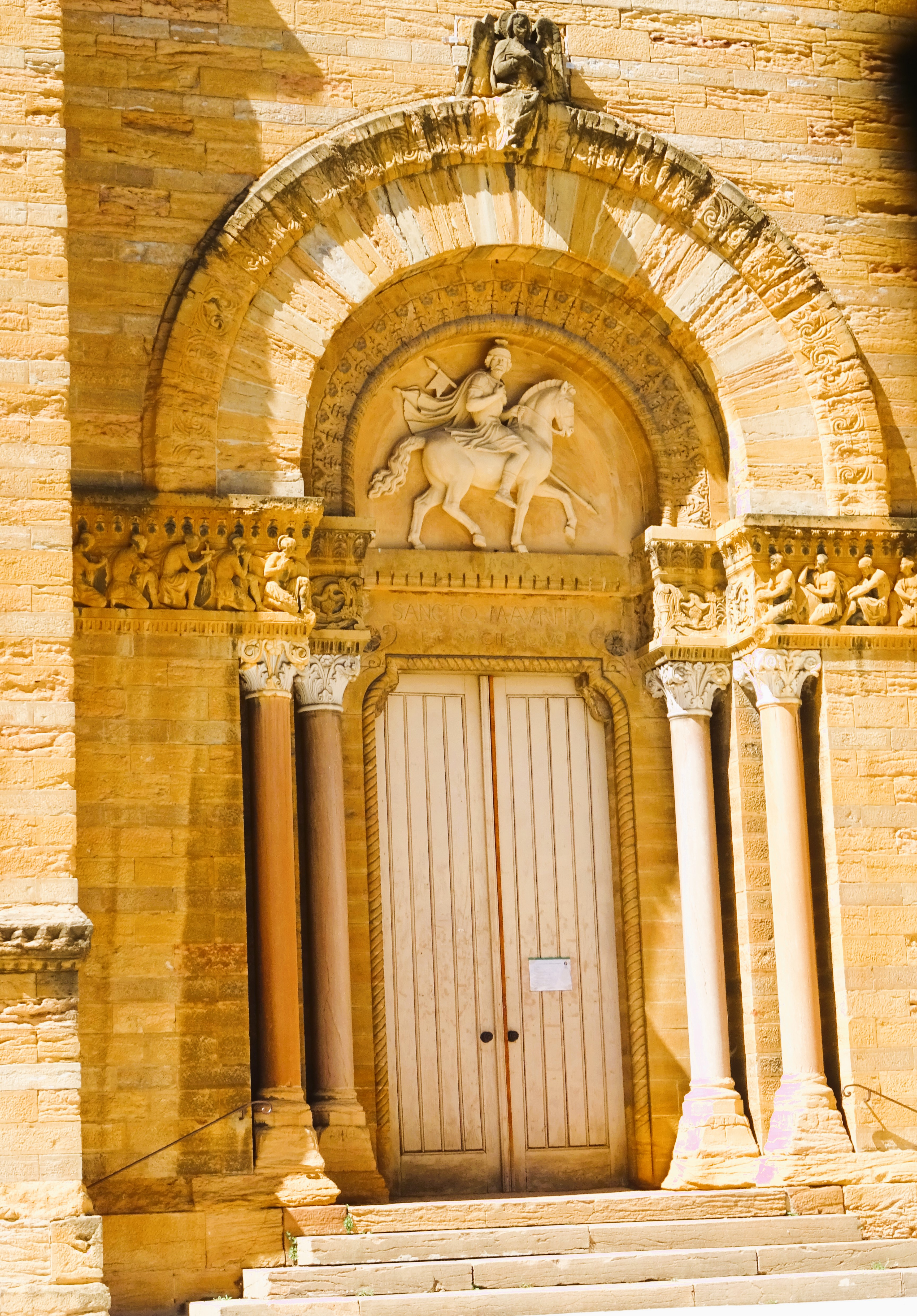
Portail de l'église Saint-Maurice.
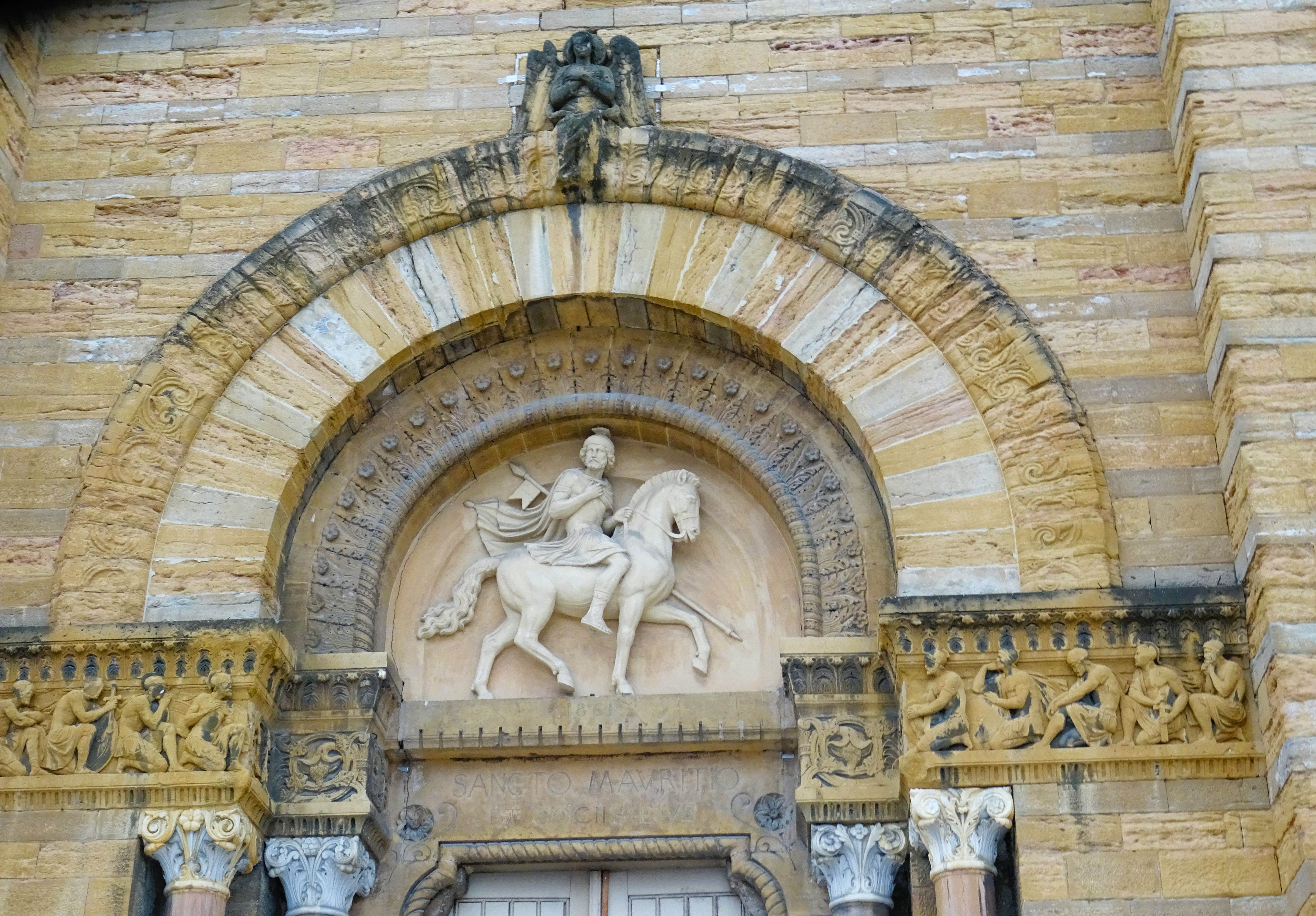
Statue équestre de saint Maurice.

À la différence de la façade antérieure, les travées des façades latérales donnent l’impression d’une forteresse inexpugnable. Elles sont rythmées d’un niveau de baies à trois lancettes et scandées par de solides contreforts droits s’élevant jusqu’à la hauteur du toit. Ceux-ci sont reliés par une frise d’arceaux à la manière de machicoulis qui accentuent encore cet aspect défensif. Seule note tranchant sur cette sévérité : dans l’angle inférieur droit, une porte encadrée d’élégantes colonnes et typiquement romane par son arc en plein cintre semble comme encastrée sous une arche accidentant le mur lui-même. Autour du chevet, les contreforts s’arrêtent à la hauteur des arcs des fenêtres à une lancette en plein cintre et sont relayés par des colonnes jumelées posées en surplomb.

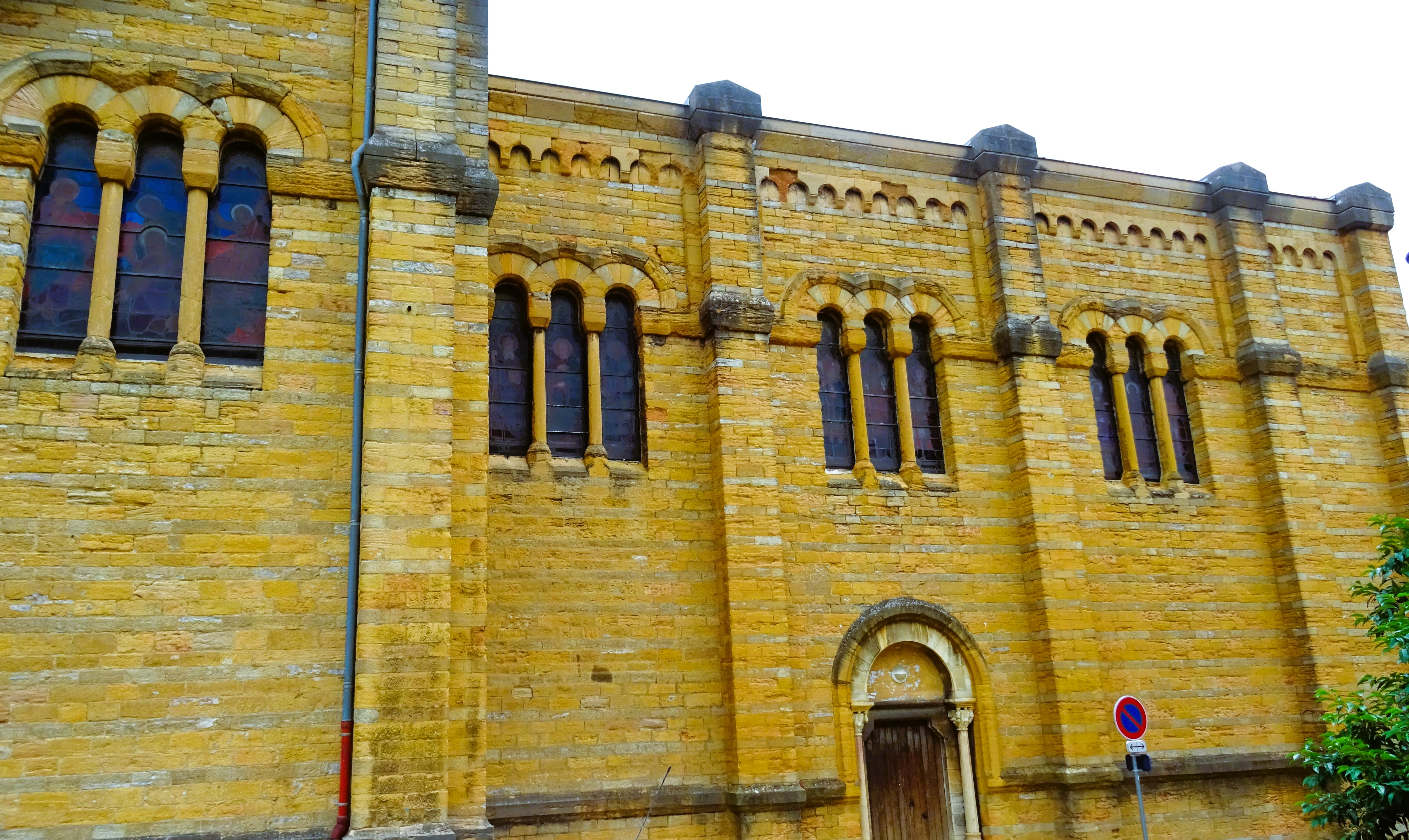
Façade latérale ouest de l'église Saint-Maurice.
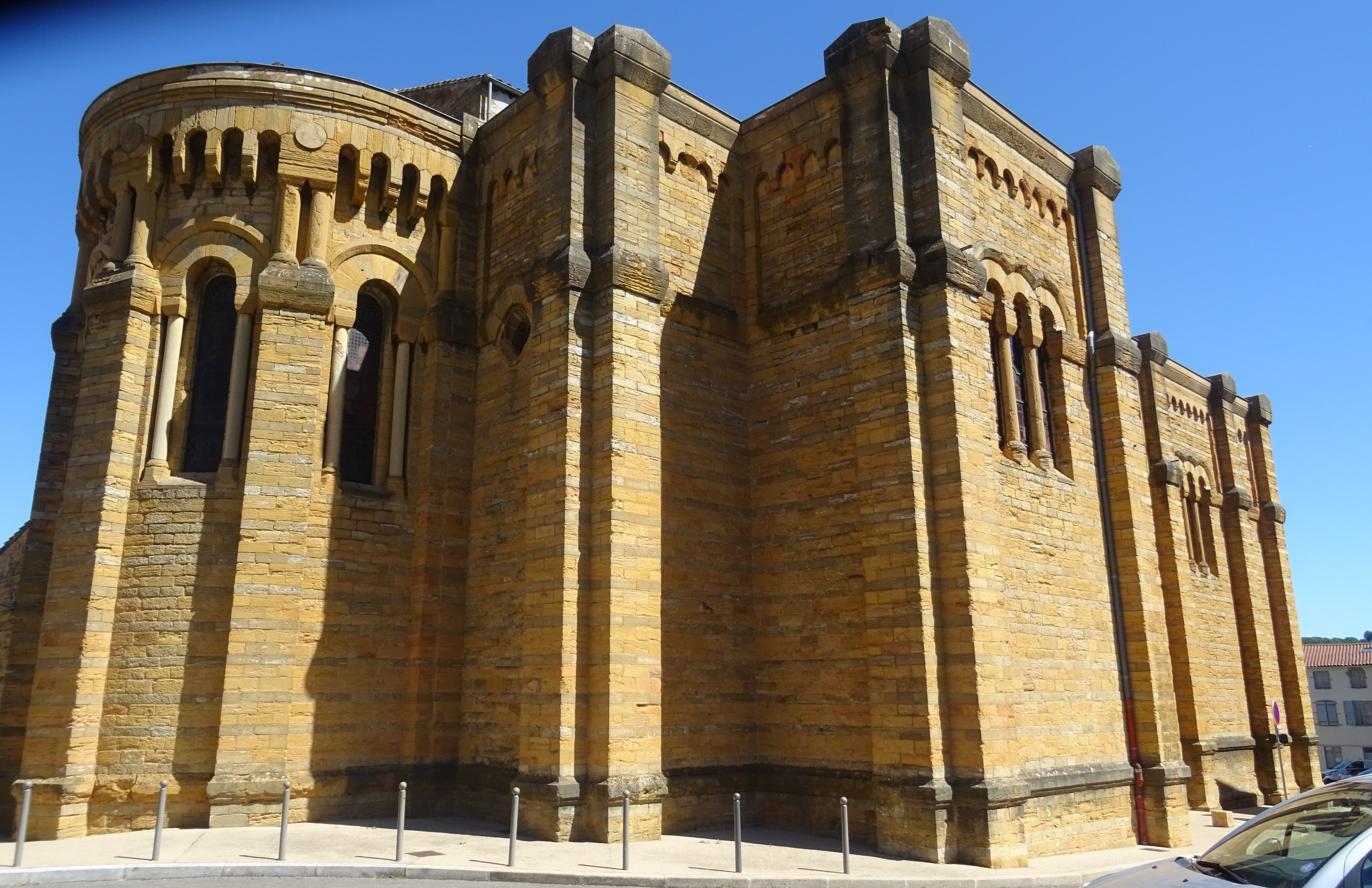
Chevet et transept de Saint-Maurice.
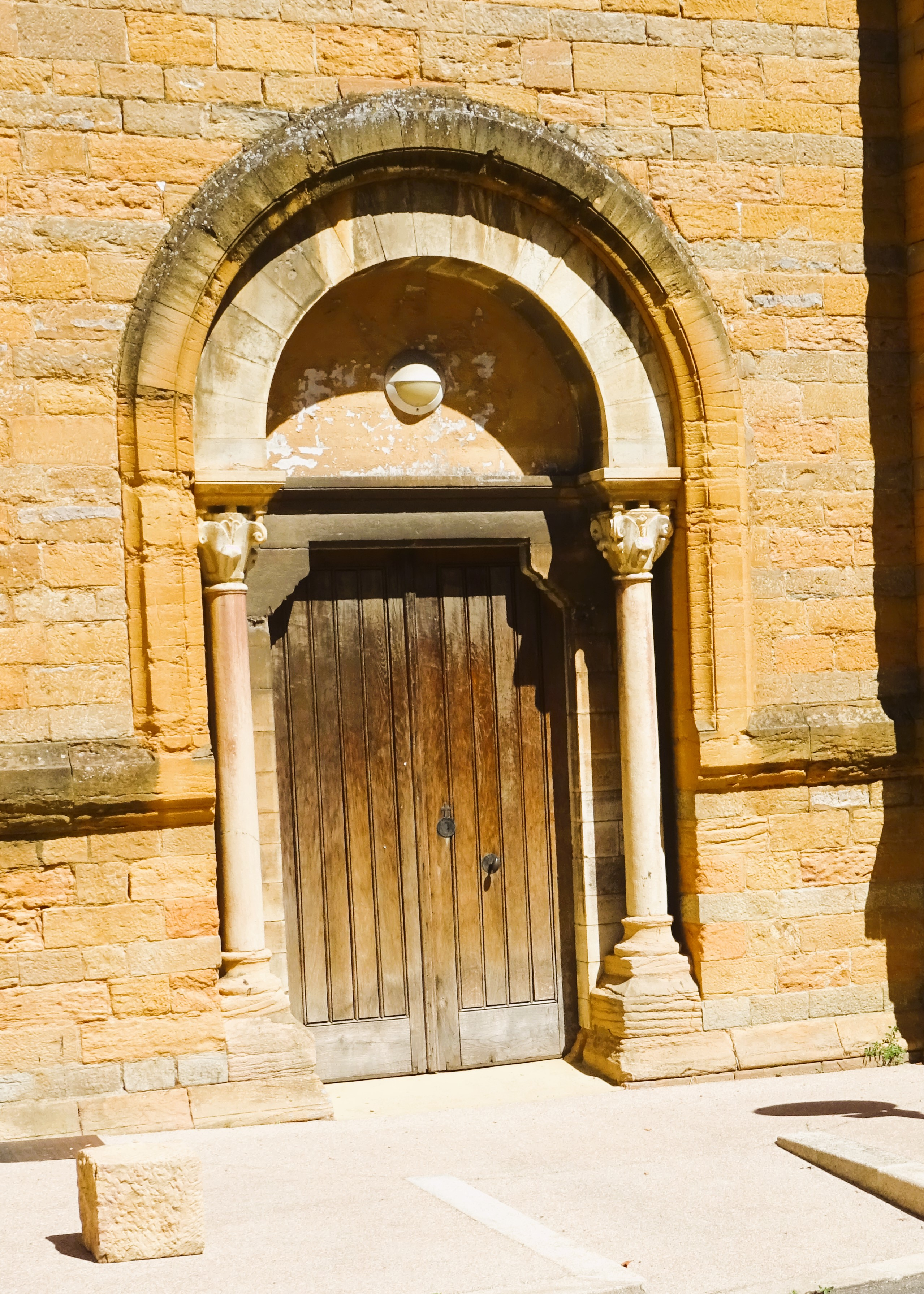
Petite porte dans la façade ouest.

Pénétrant dans l’église, nous découvrons le contraste entre la largeur de la nef centrale et l’étroitesse des collatéraux. Ceux-ci sont voûtés en berceau tandis que la nef centrale est voûtée d’arête. Les apparences sont trompeuses : la coloration d’ensemble rouge sang en hommage aux martyrs est divisée en quartiers par un bandeau de couleur claire qui fait croire à la croisée d’ogive. On appréciera la qualité des chapiteaux feuillagés sur lesquels retombe cette voûte. Le chœur, lui, est traité à la manière gothique. Il est divisé en cinq quartiers rayonnants. La richesse de l’immobilier tient d’abord aux divers autels à commencer par le maître autel. « La table est portée par deux statues colonnes, figures d’anges debout, les mains appuyés sur une épée […]. Le contre-autel repose sur deux colonnes ornées de chapiteaux à crochets. En son milieu le tabernacle est encadré d’une procession d’anges agenouillés portant chacun un objet liturgique différent : navette, encensoir, missel, patère, calice, bourse, burettes et chandelier. Le devant d’autel représente le Christ assis de face bénissant saint Maurice agenouillé à sa droite tandis qu’à sa gauche, saint Martin s’incline pour lui baiser la main ». Signalons parmi les autres autels celui de saint Joseph. De bas en haut sont étagés la table sur colonnettes supportant cinq arcatures en plein cintre puis le tabernacle et la grande niche qui abrite la haute statue du saint en plein cintre également. Deux anges tenant respectivement une couronne et un lys sont assis sur le bord du gradin encadrant la niche. L’autel dit du Sacré cœur et de saint Nicolas présente en fait aussi sainte Philomène, ce qui justifie la présence des trois niches séparées par des colonnes. La table est portée par trois piliers octogonaux couronnés de chapiteaux à volutes feuillagées.

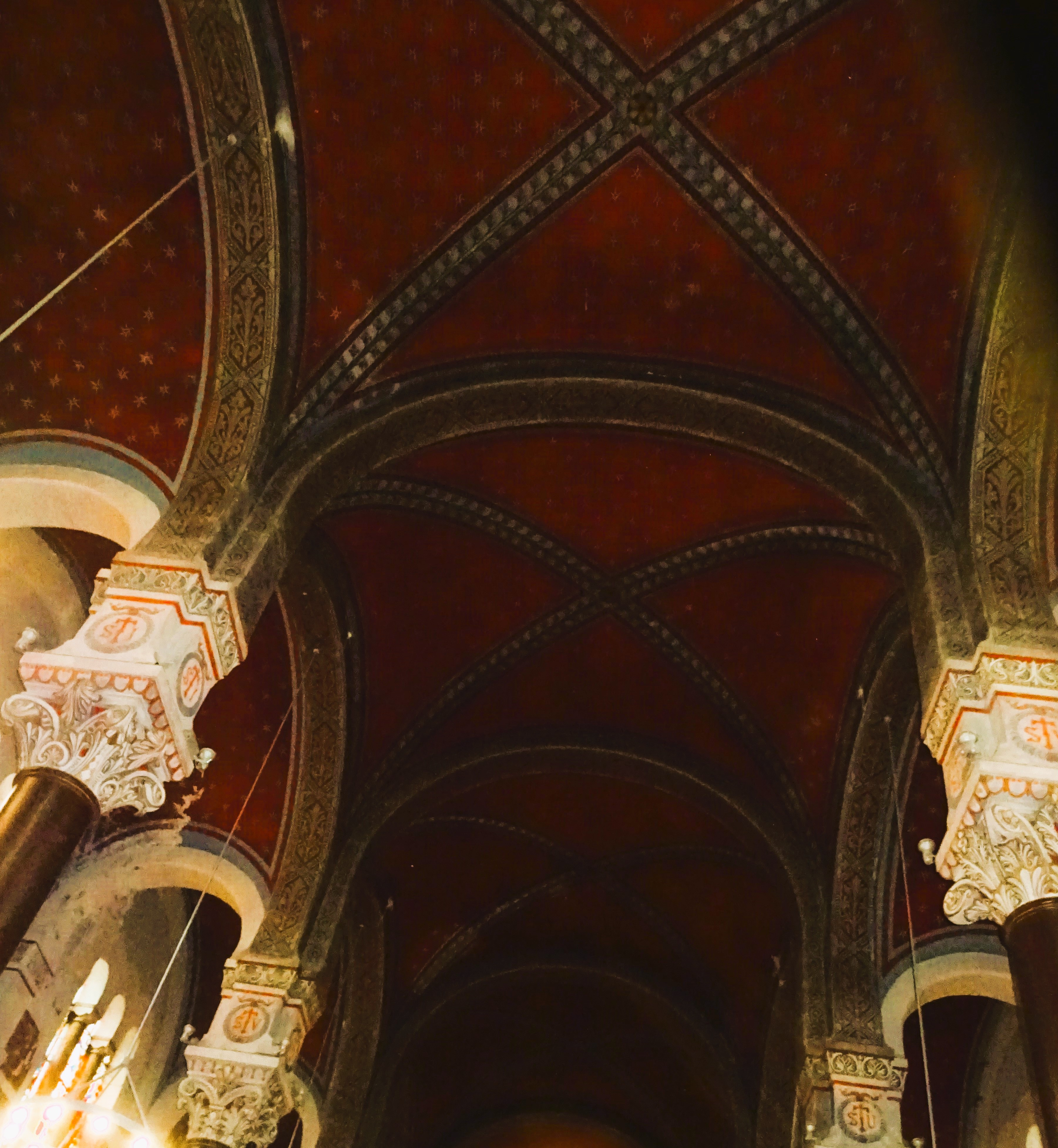
Nef centrale de Saint-Maurice.
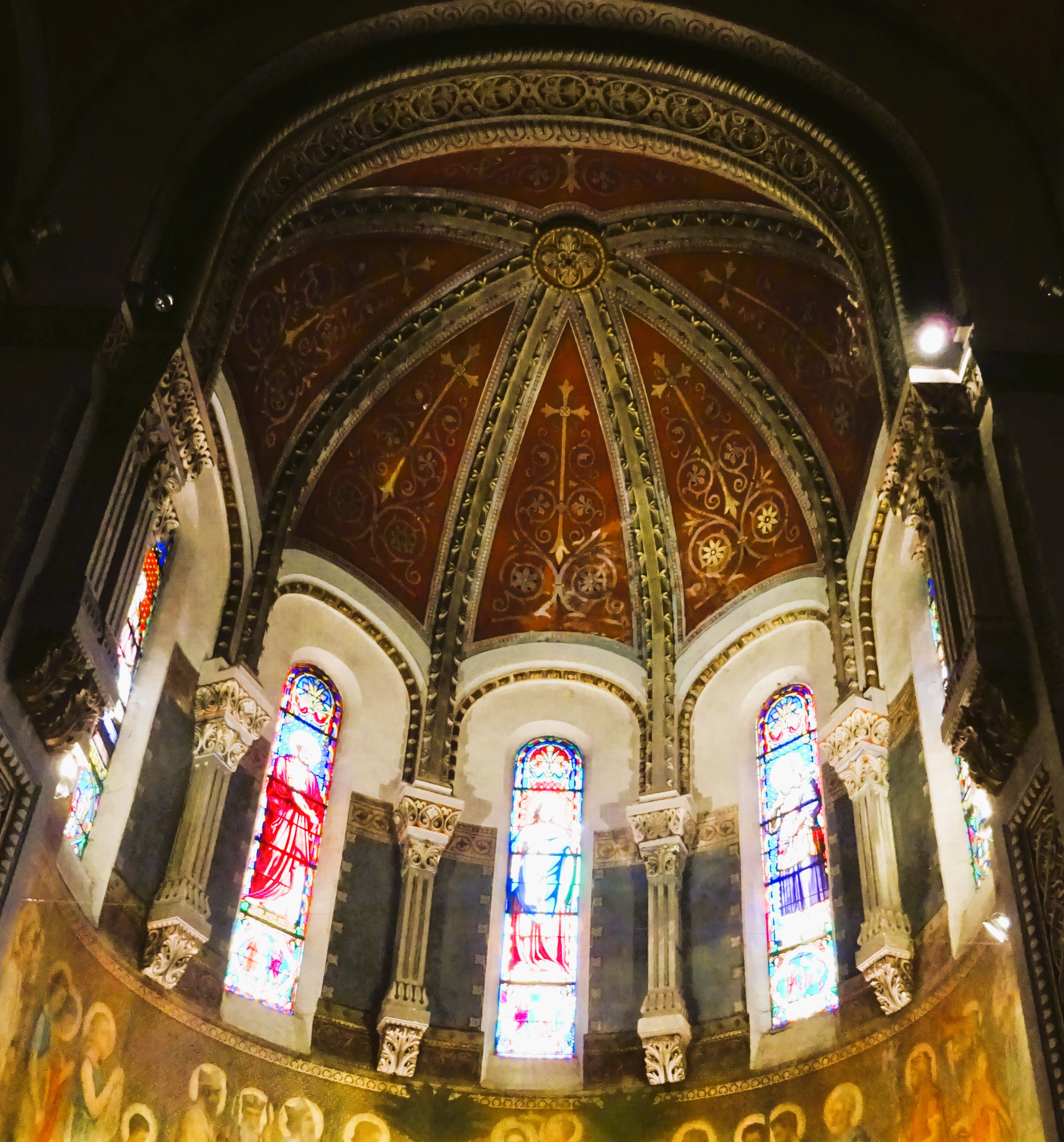
Abside de Saint-Maurice.
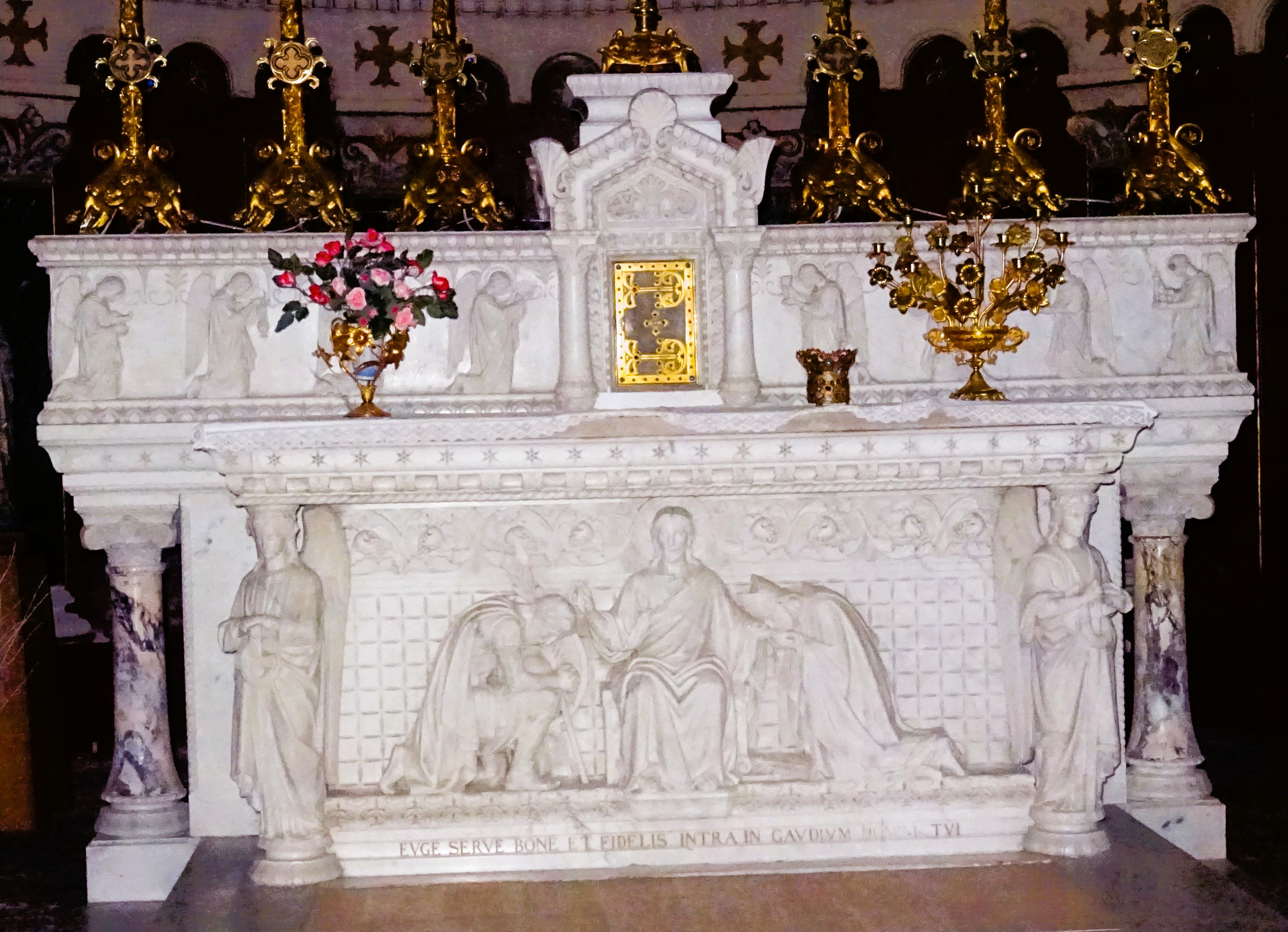
Maître autel de Saint-Maurice.
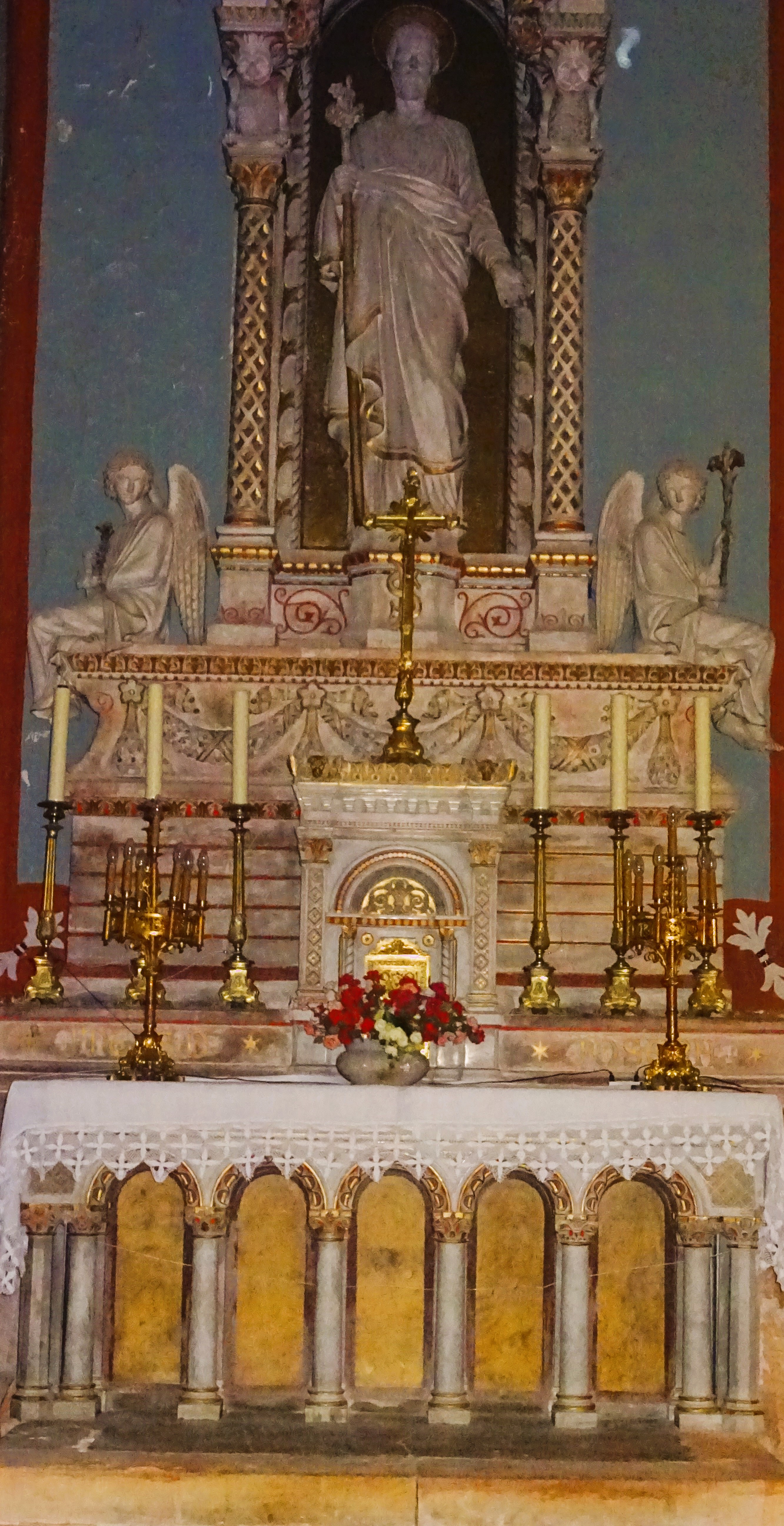
Autel de saint Joseph.
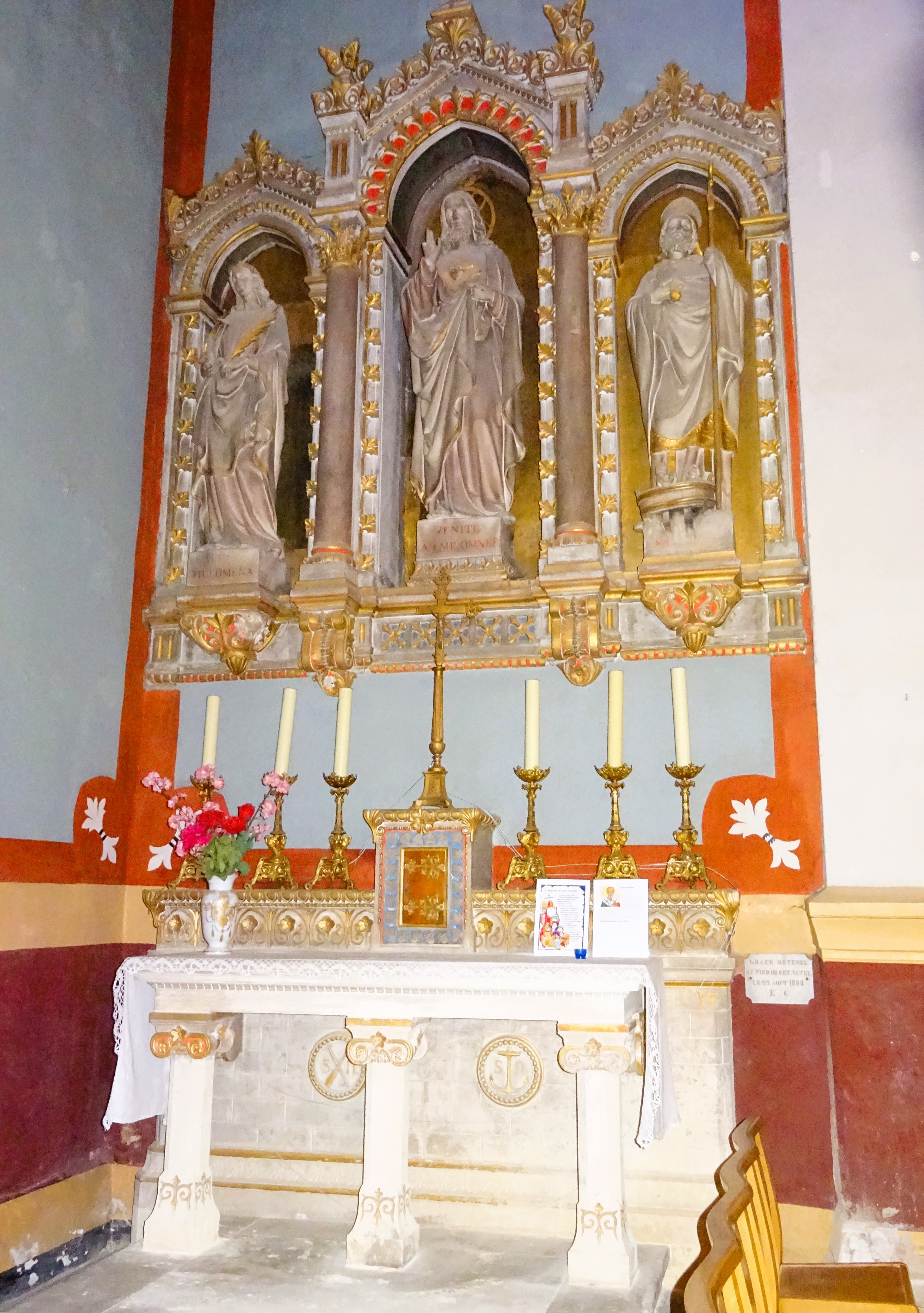
Autel du Sacré Cœur.
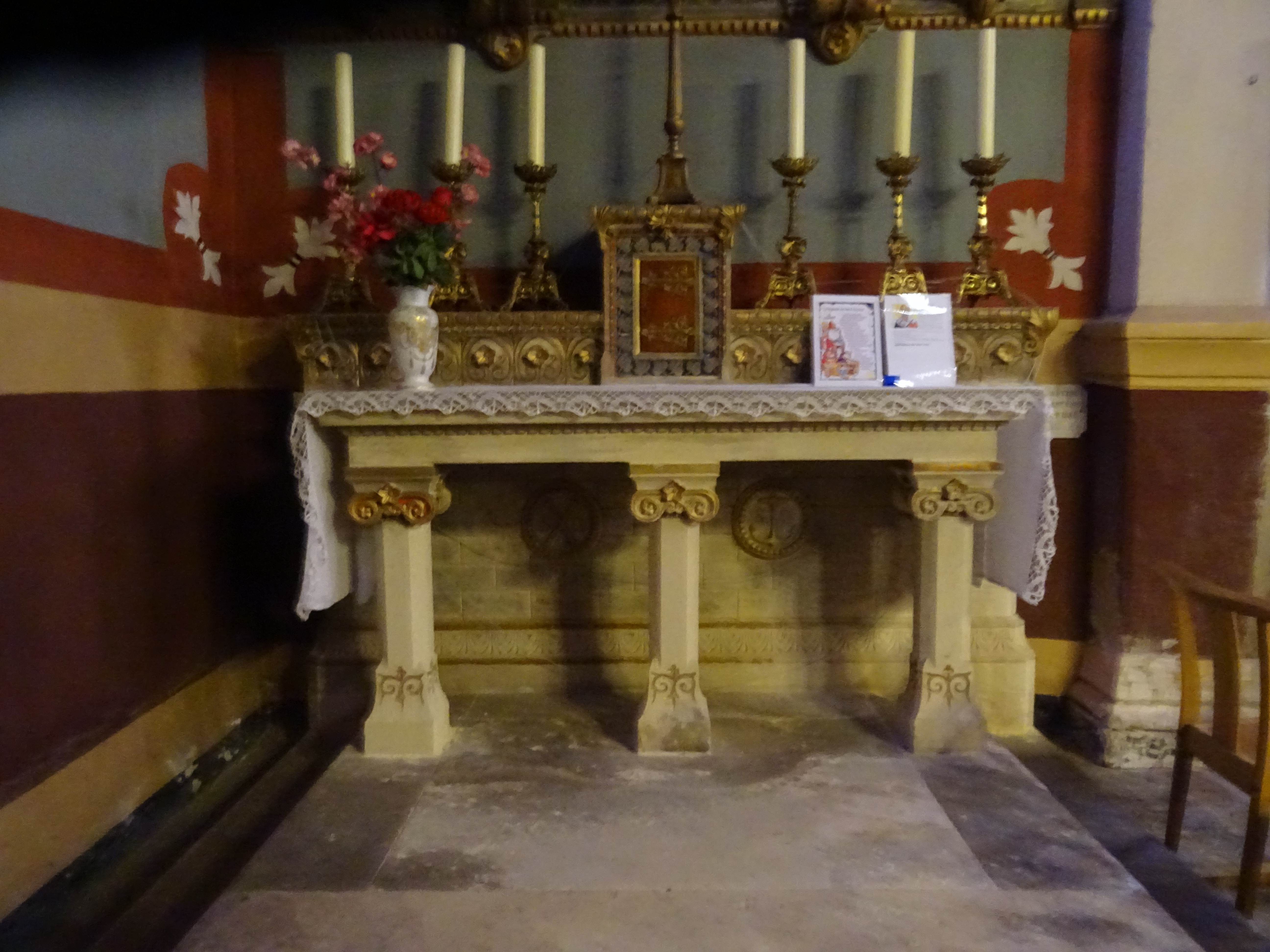
Base de l'autel du Sacré Cœur.
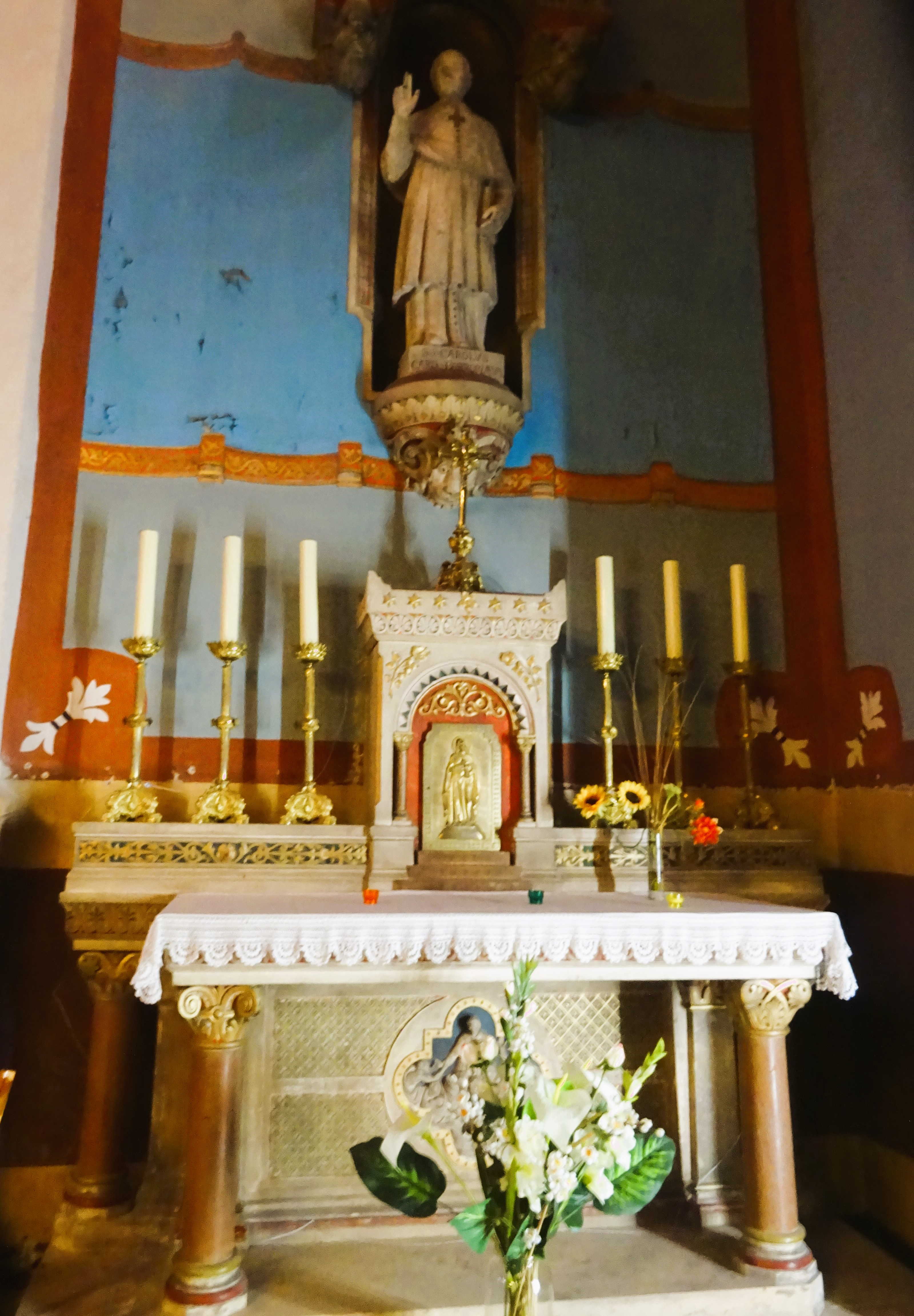
autel anonyme

Il ne saurait être question d’une recension exhaustive des autres richesses de l’église (le préinventaire décrit 15 vitraux !). Les ébénistes et sculpteurs sur bois ont réalisé stalles, confessionnaux et, en collaboration, la chaire à prêcher. La statuaire s’est enrichie d’un saint Antoine de Padoue polychrome, en plâtre il est vrai. Les fonts baptismaux ont été taillés dans la pierre et le bois. L’idée d’exposer dans une vitrine éclairée les divers objets du culte (vases, ostensoir…) est assez exceptionnelle pour ne pas être signalée.

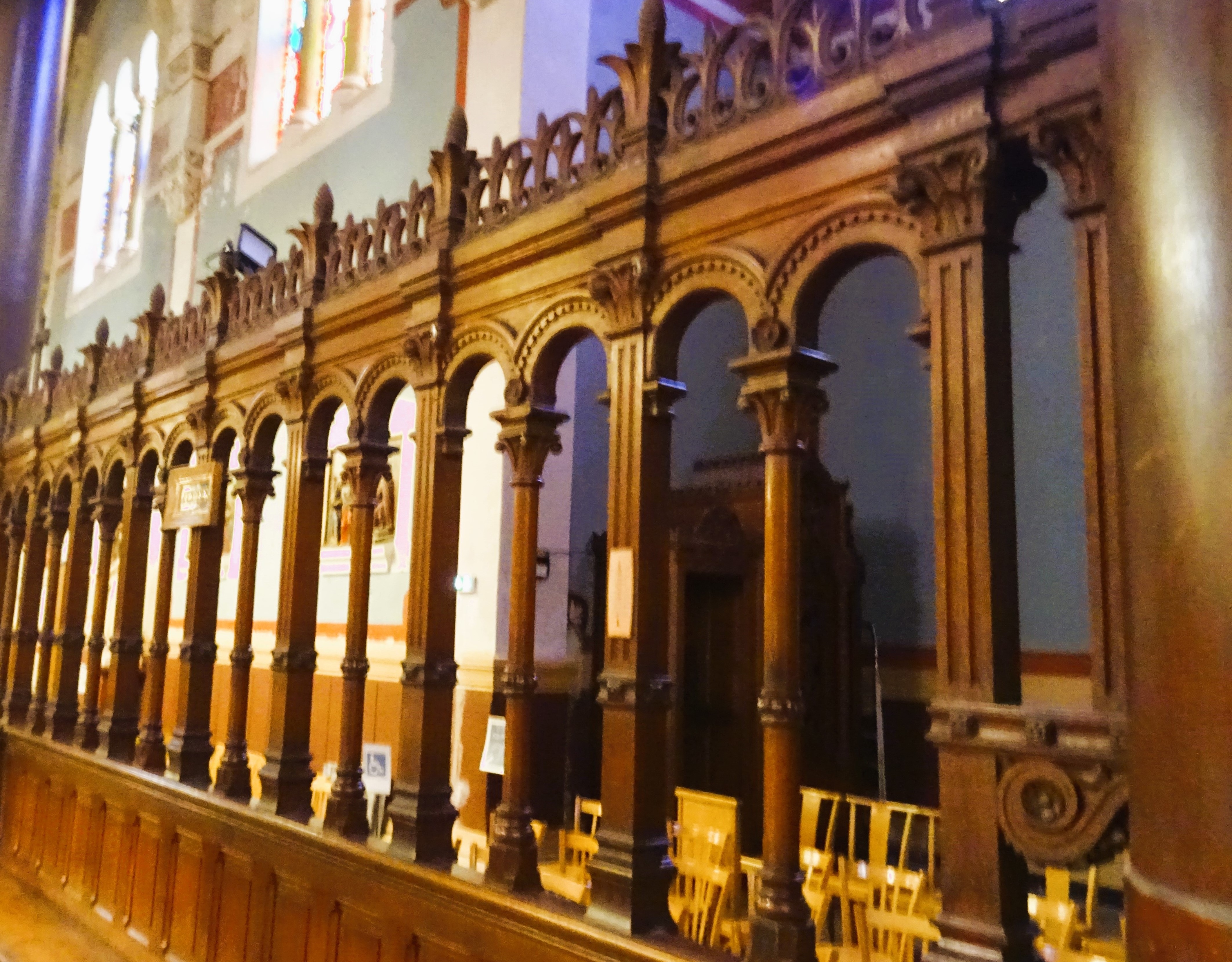
Stalles de Saint-Maurice.
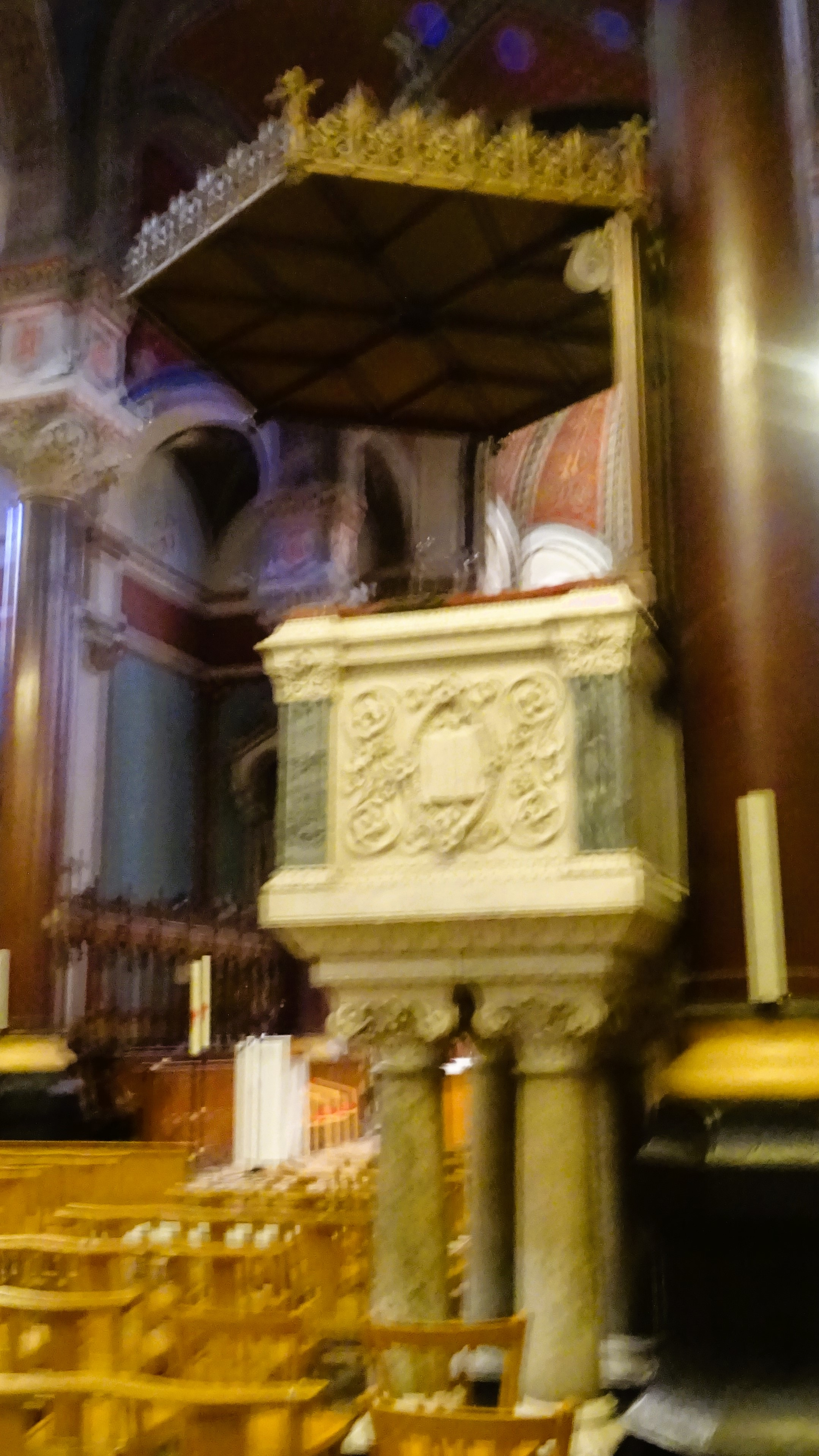
Chaire à prêcher.
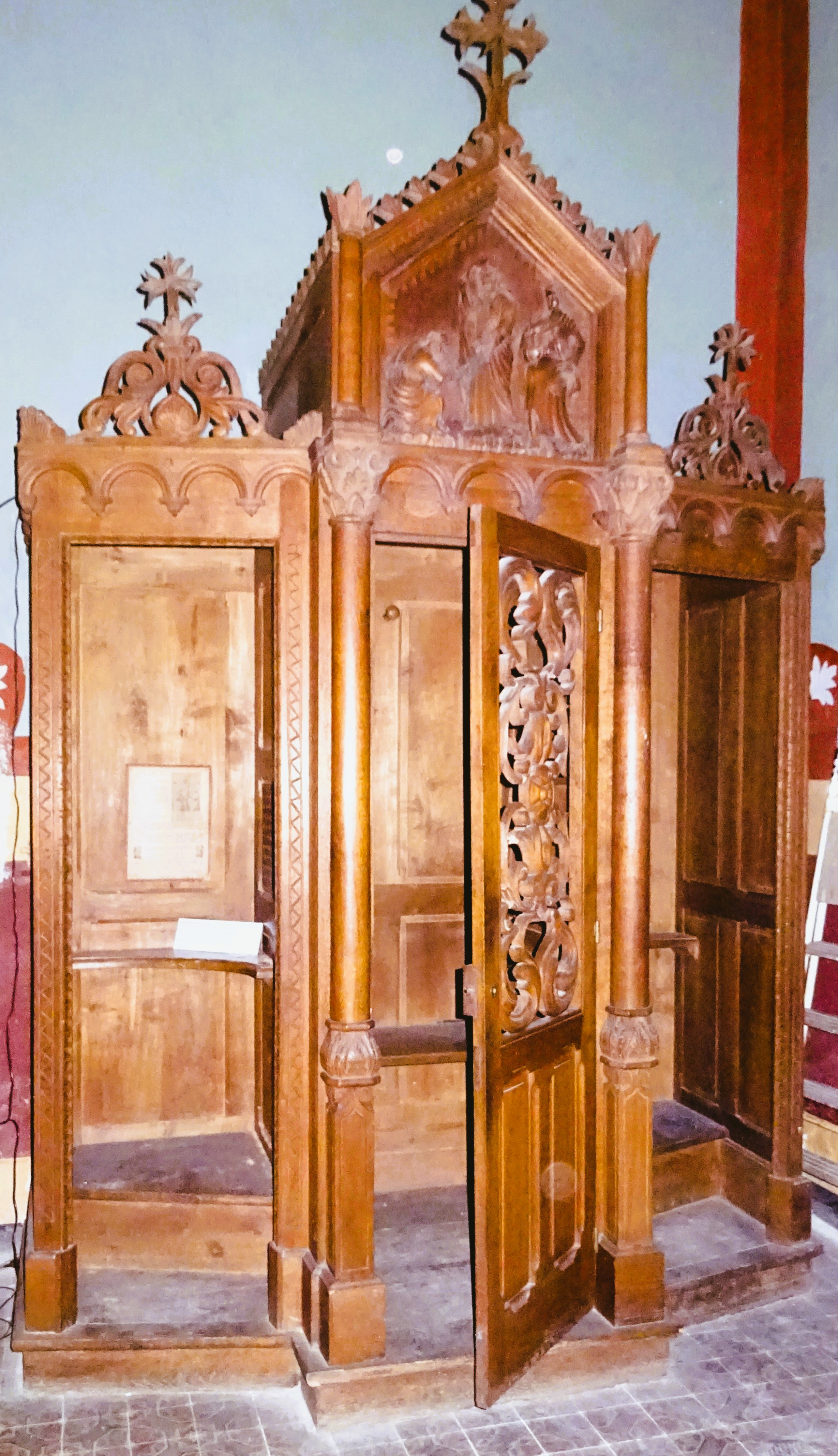
confessionnal.
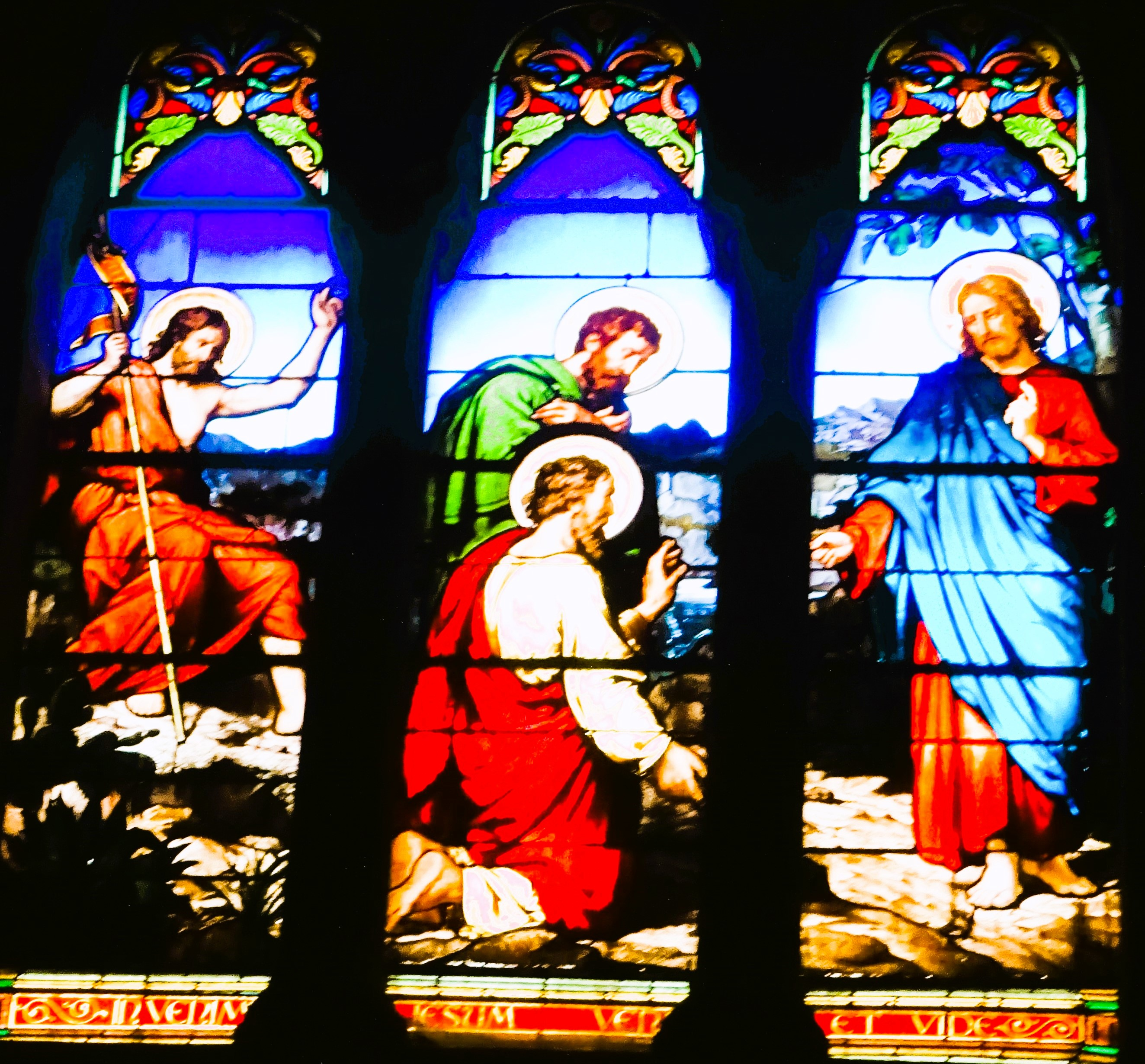
Vitrail dans l'église Saint-Maurice.
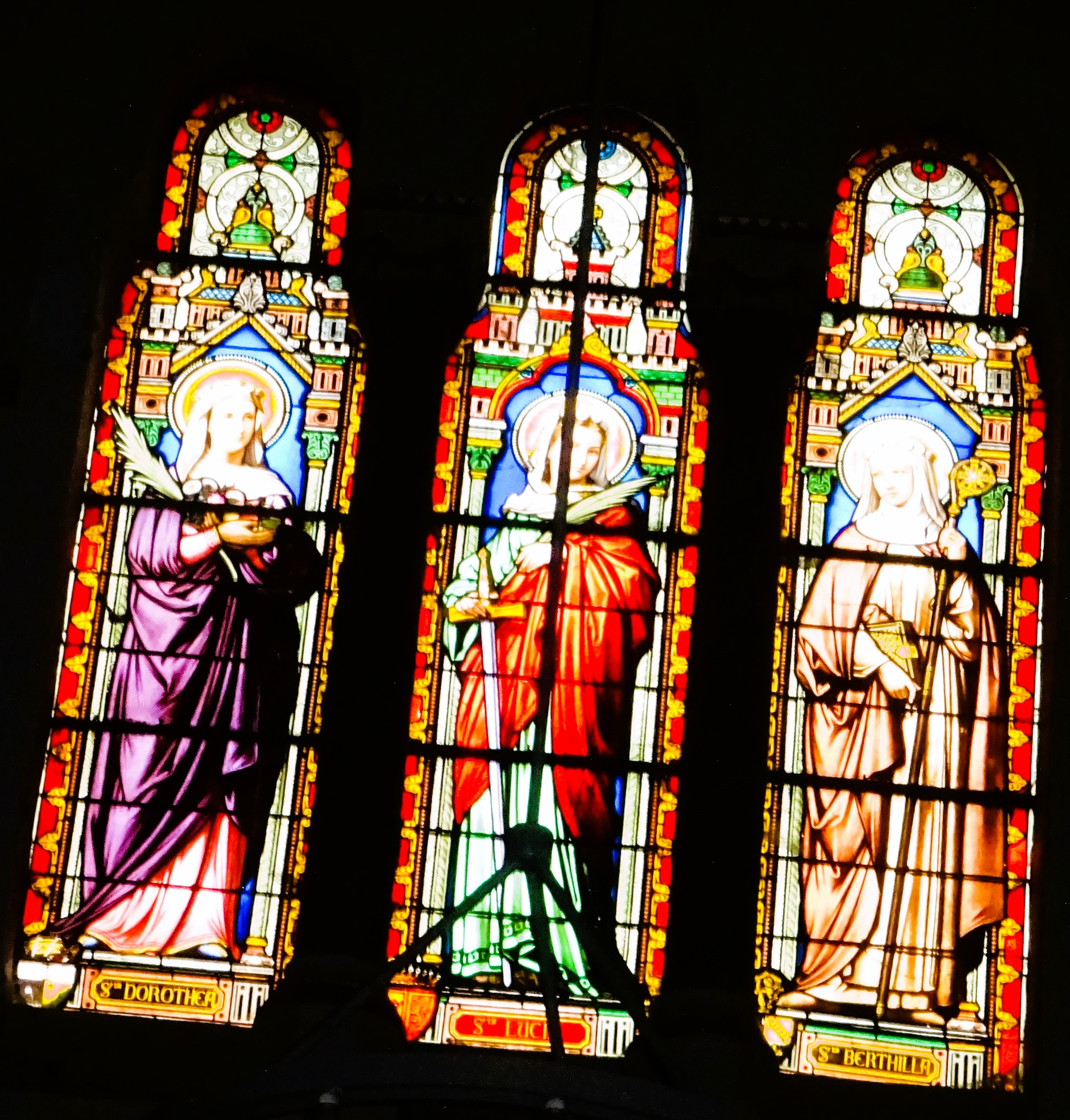
Vitrail dans l'église Saint-Maurice.
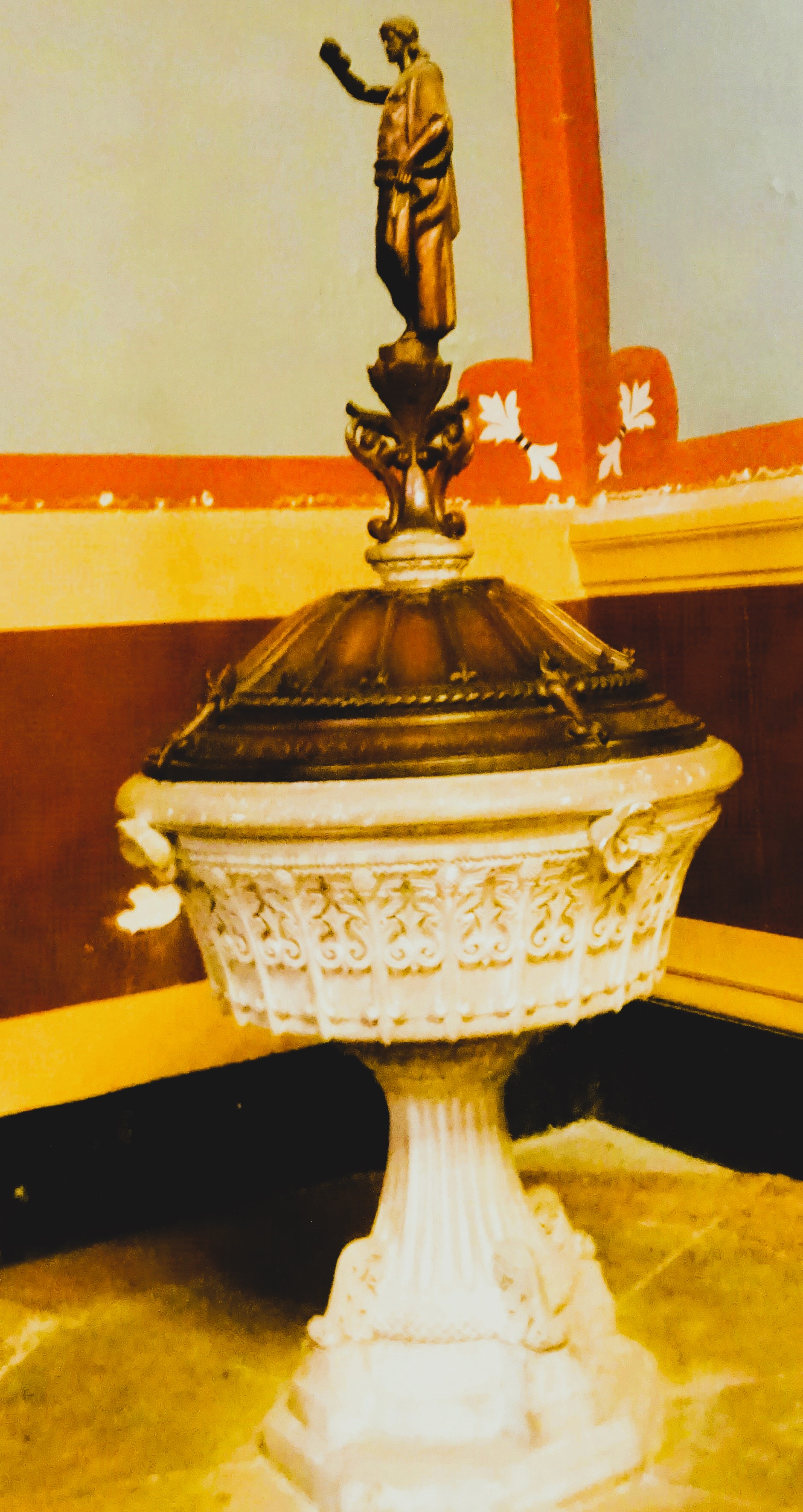
Fonts baptismaux.
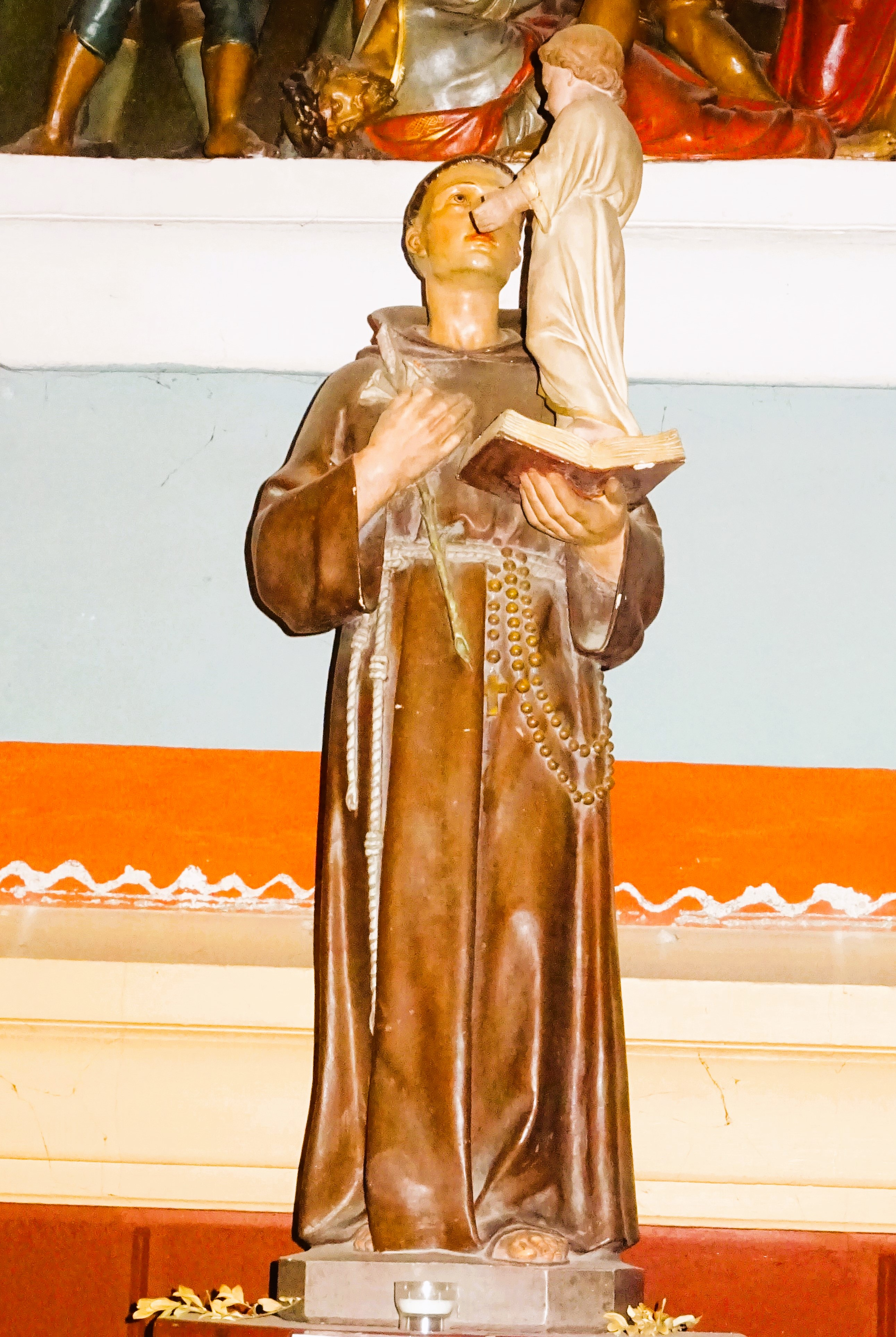
Saint Antoine de Padoue
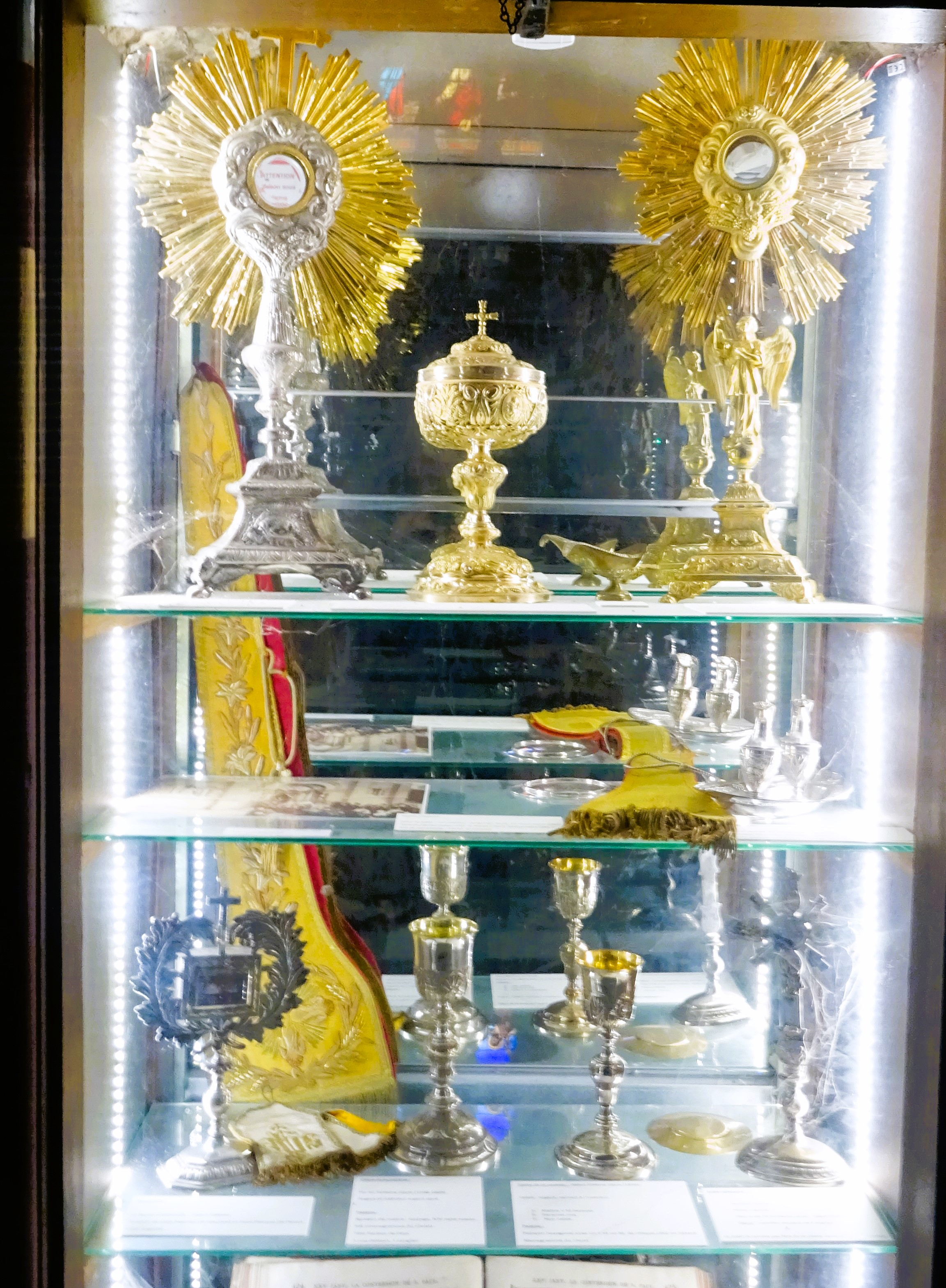

#### Une foi bien ancrée
L’attachement ancestrale des Couzonnais à la foi chrétienne peut se mesurer au nombre de croix de chemin sur le territoire de la commune. Le pré-inventaire en a recensé 14 mais pour avoir la juste mesure de leur densité exceptionnelle, encore faut-il préciser qu’elles sont concentrées dans la très mince frange alluviale qui longe la Saône, à l’unique exception de la croix Vitaize perchée au-dessus de la falaise à 438 mètres et dont seule une plaque rappelle aujourd’hui le souvenir. Les plus anciennes mentions concernent la croix de Tignot qui date d’environ 1360 et celle de la Balme en 1495. Cette antiquité explique que chacune d’elles ait fait l’objet de nombreuses restaurations (en 1571, 1727, 1801 et sous le règne de Louis-Philippe pour cette dernière) voire de relocalisation selon les circonstances. Si la pierre de Couzon en constitue toujours la base, sinon la totalité, la variété provient de la nature de la croix elle-même, parfois en fer, de son logement contre un mur, dans une niche ou de son exposition aux quatre vents.

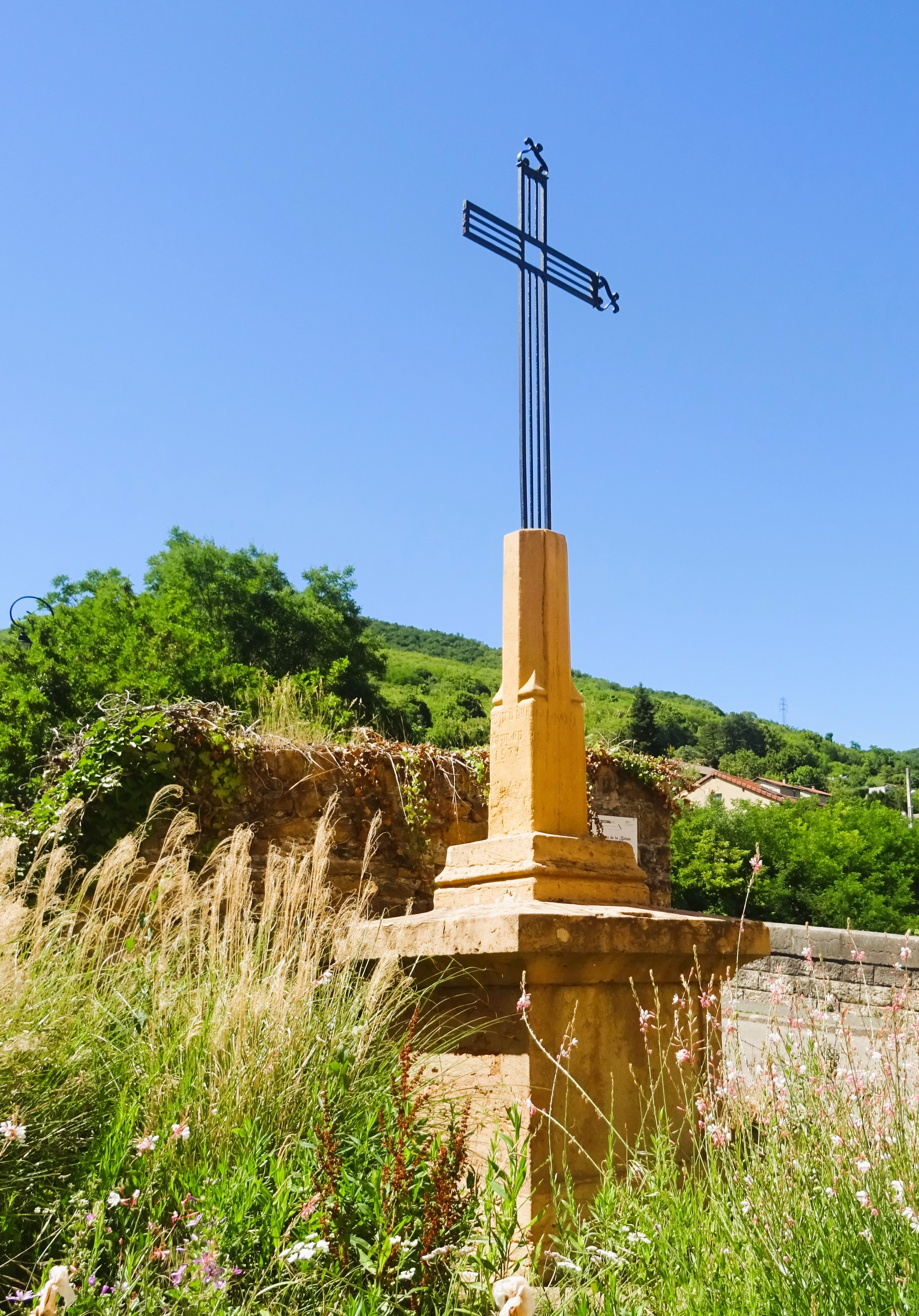
Croix de la Balme.
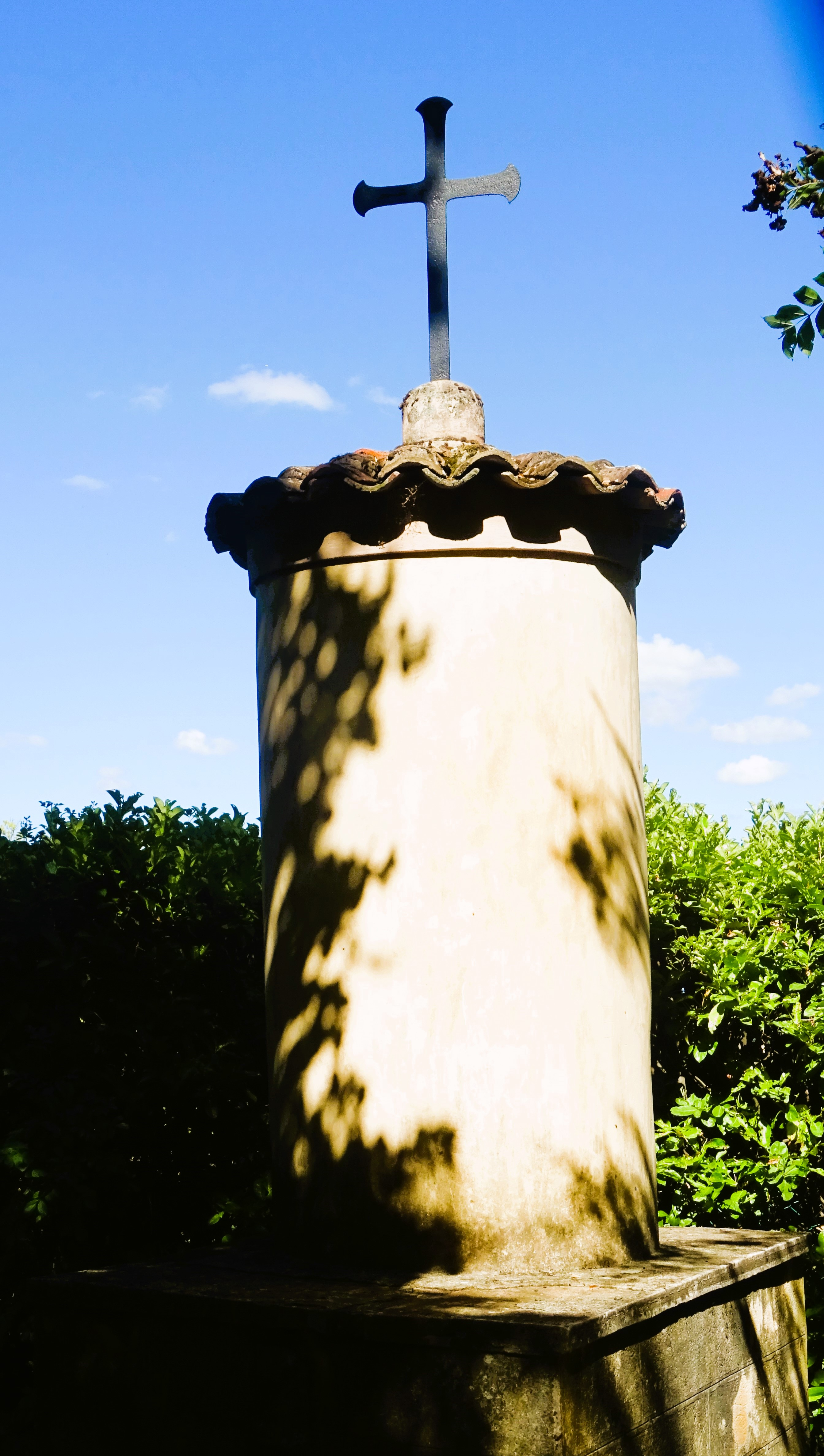
Croix du Tignot.
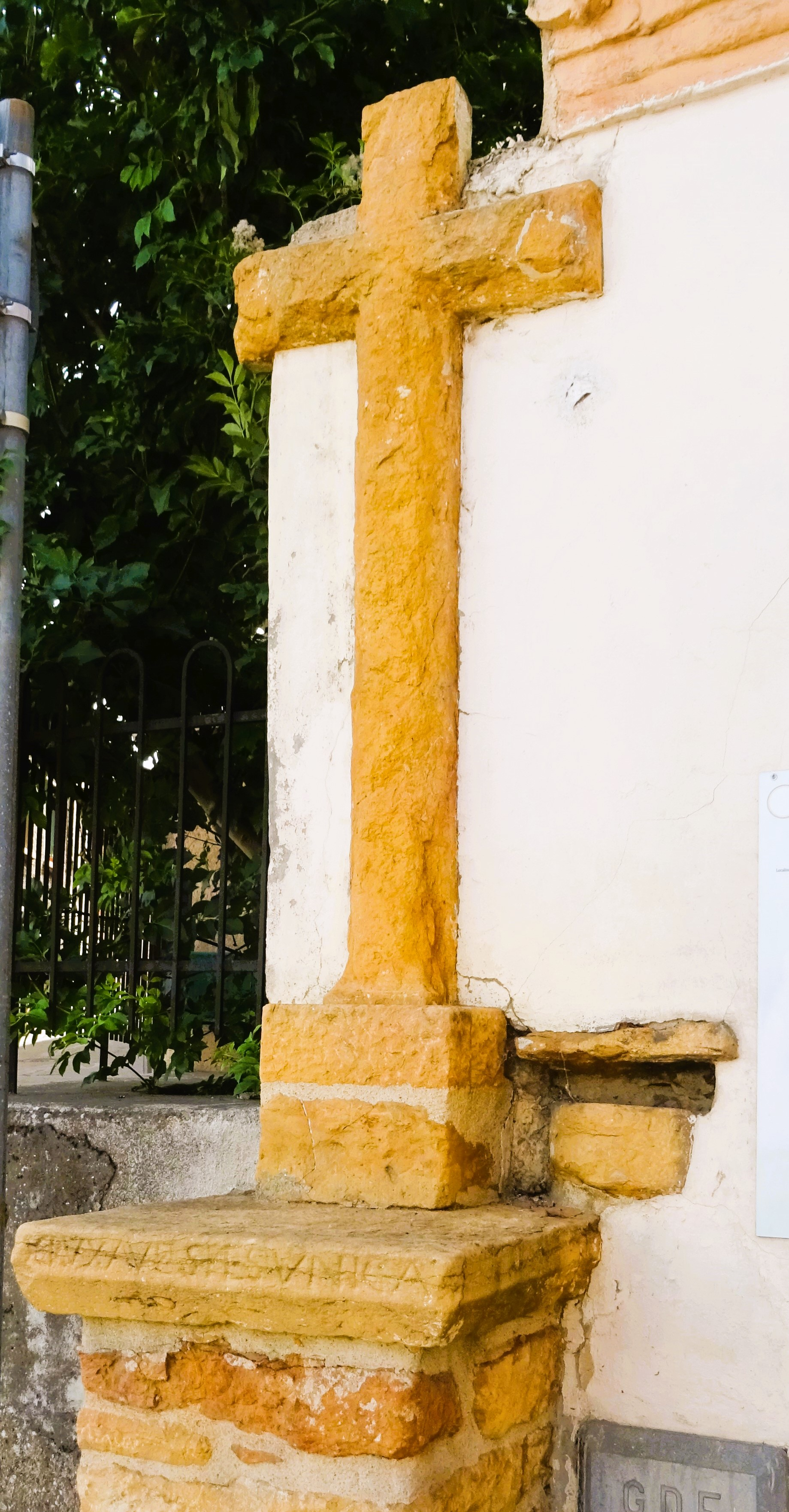
Croix du Rochon.
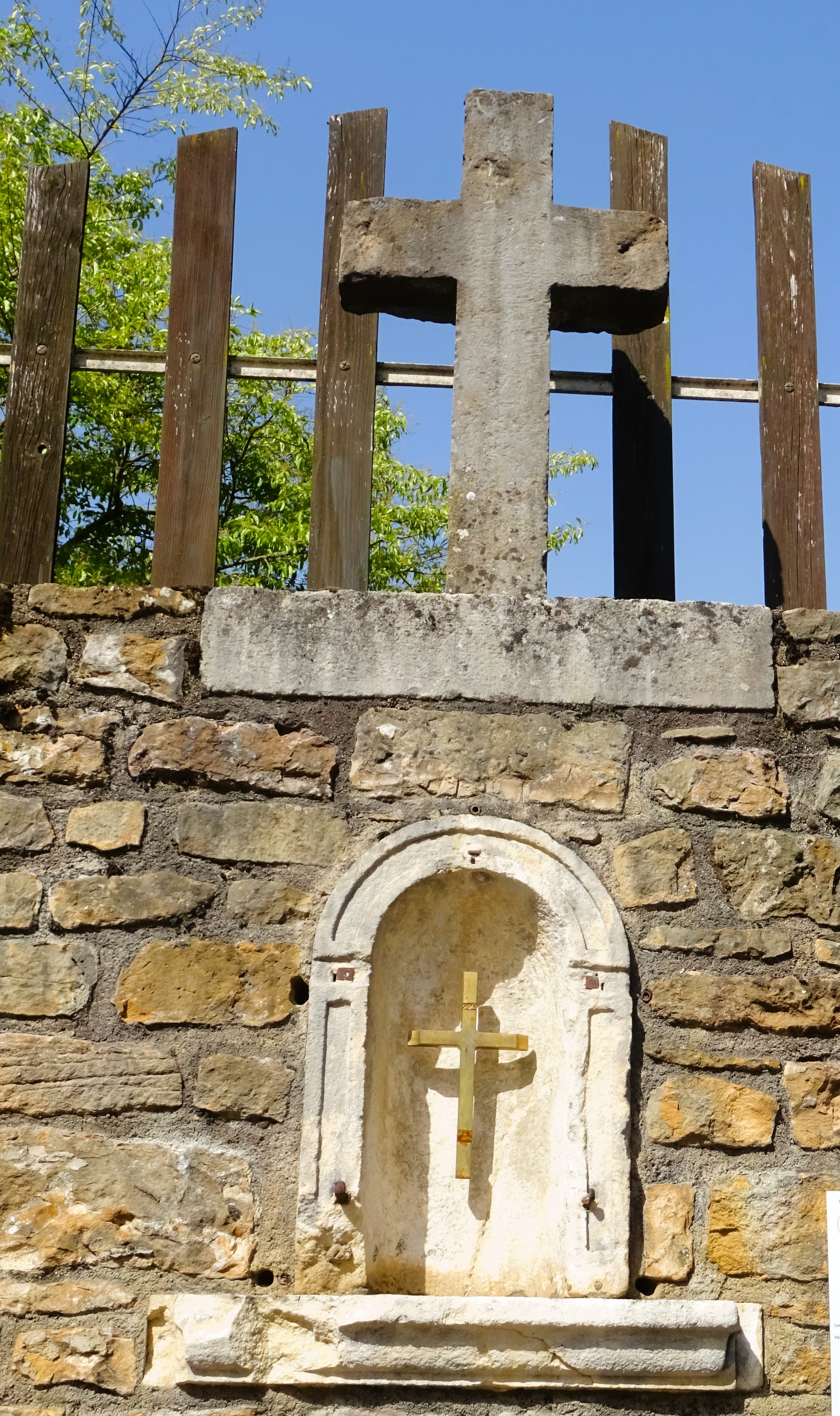
Croix du Bel Esprit.
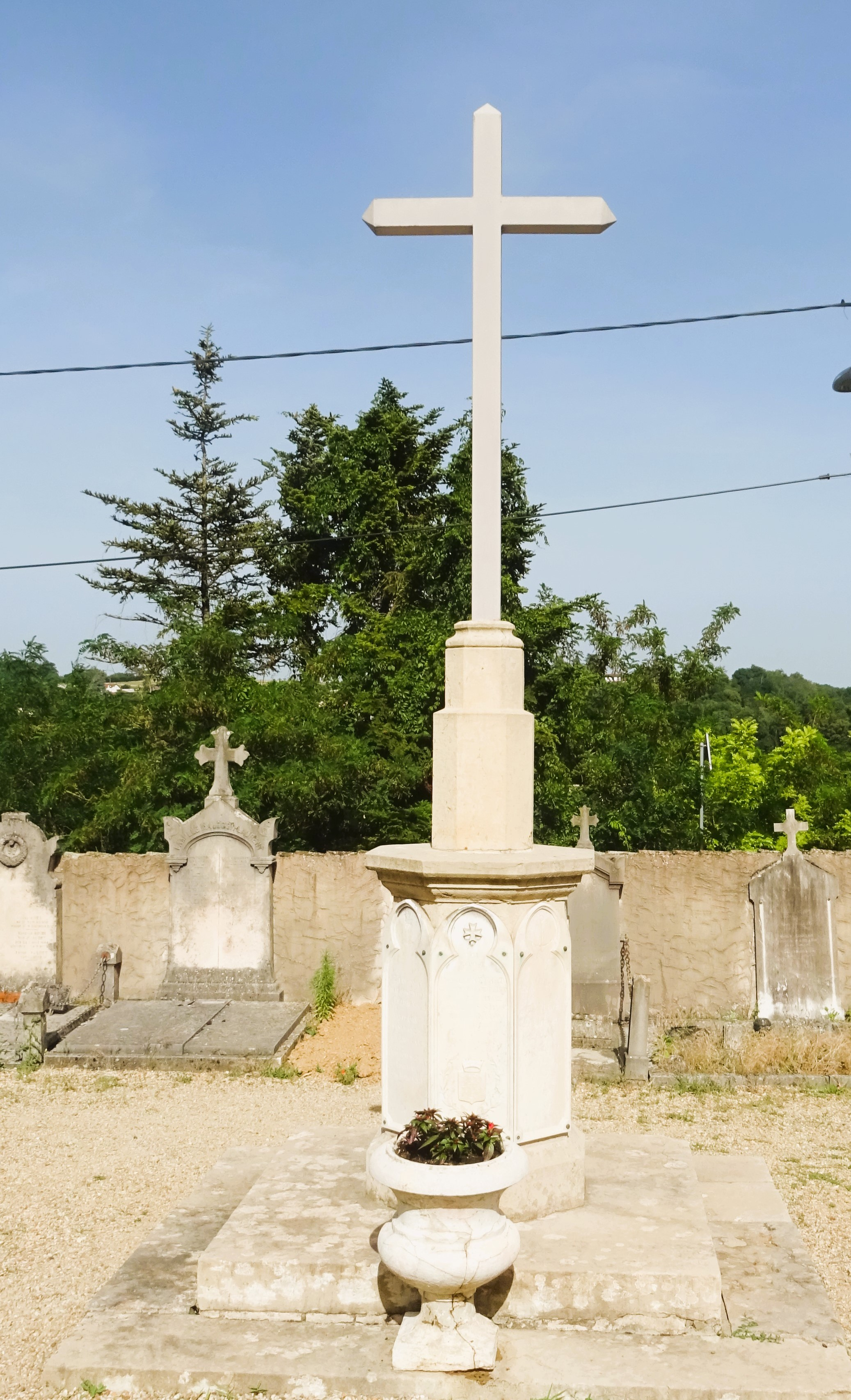
Croix du cimetière.
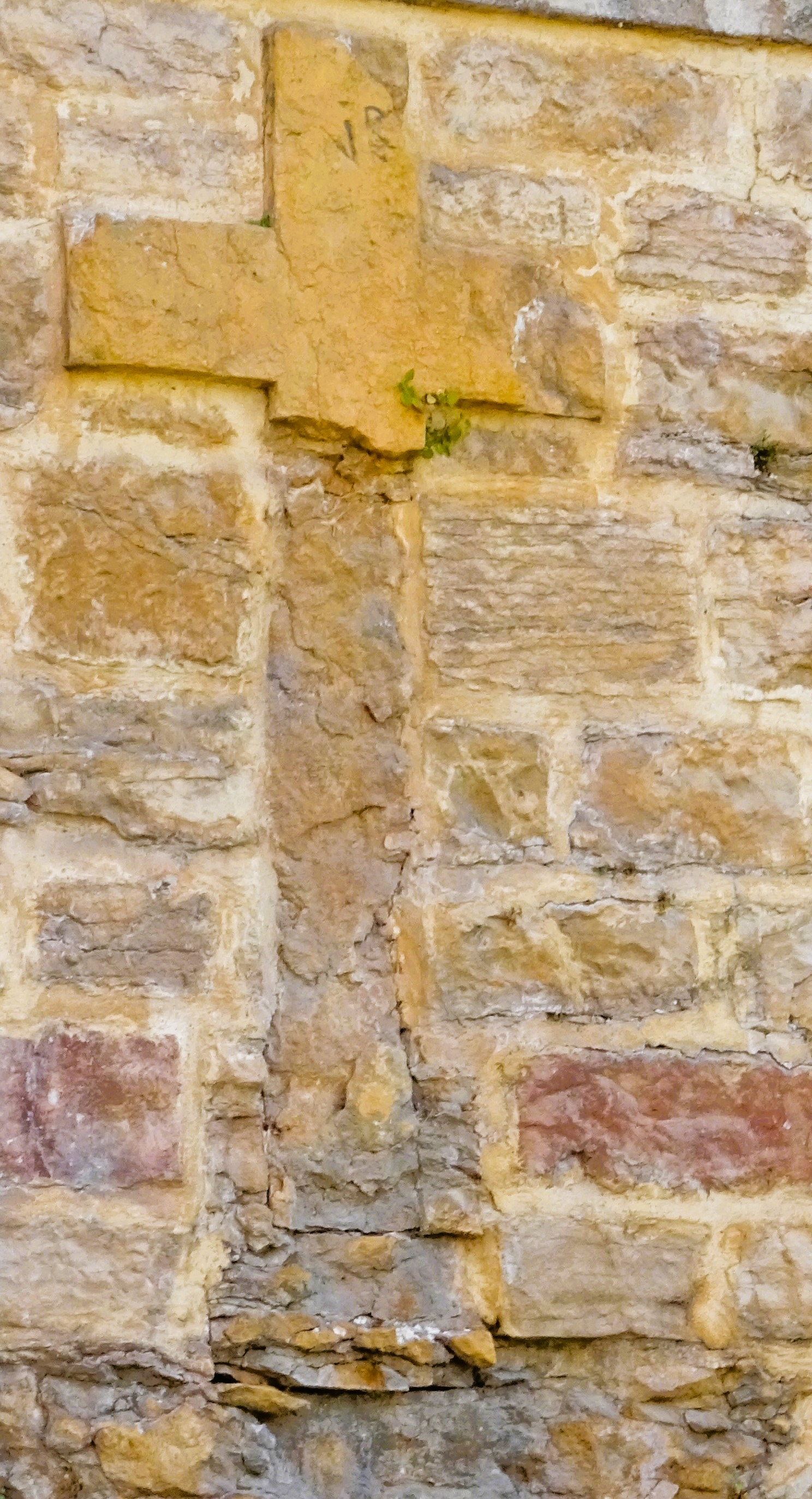
Croix de l'Ecoran.
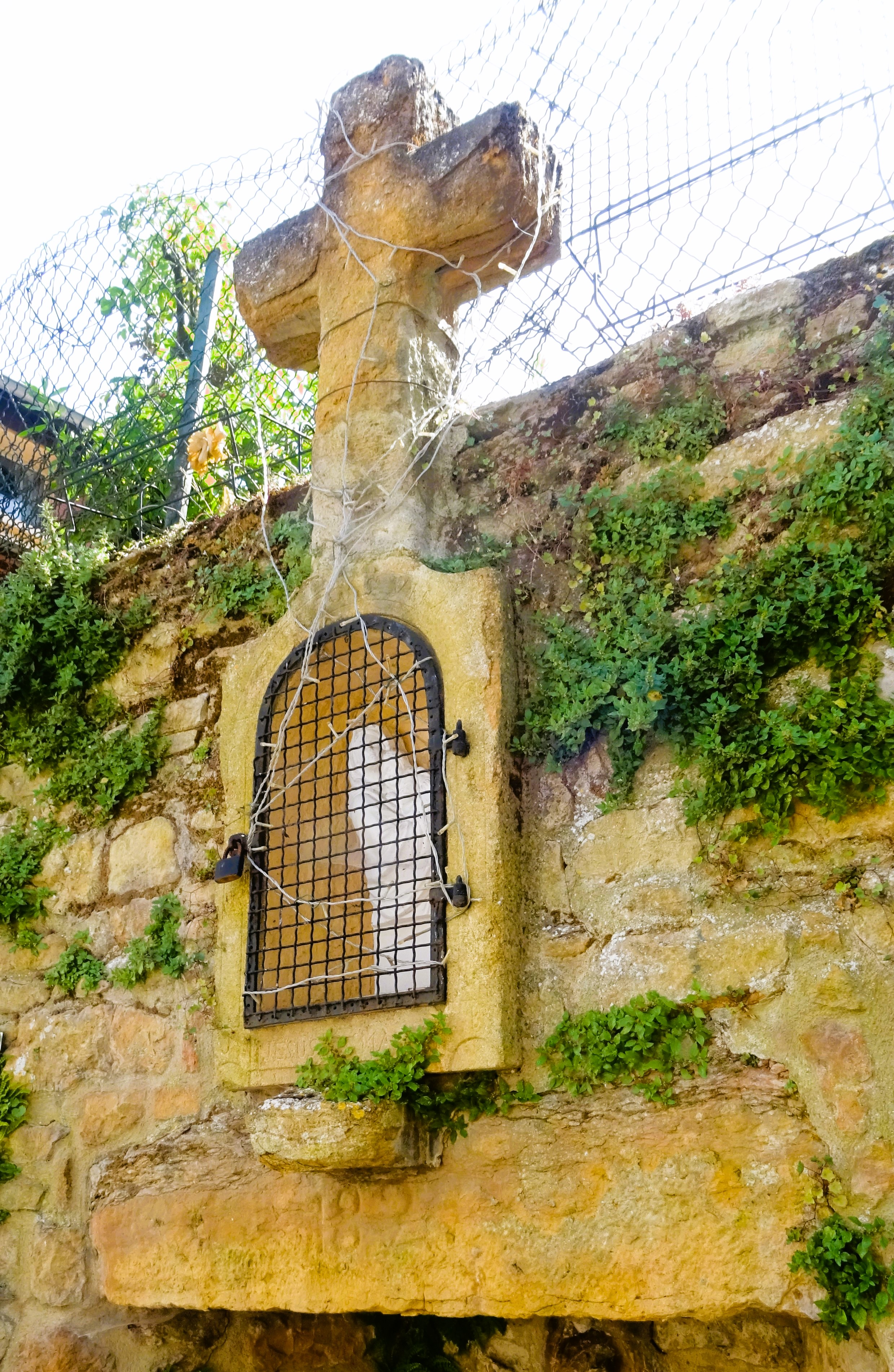
Croix de la Fontaine.

La hiérarchie des valeurs saintes est respectée par le choix de la place choisie pour la statue de la Madone haut perchée à près de 300 mètres sur un piédestal au-dessus mais bien en vue du cœur du village, à la demande plus particulièrement des carriers et des vignerons. Elle a été inaugurée une première fois en 1888 puis, après avoir été foudroyée, en 1893 et restaurée en 1988. Il est fait référence sur la plaque apposée sur le socle à l’Immaculée Conception dont le dogme venait d’être proclamé sous le pontificat de Pie IX le 8 décembre 1854. La statue en bronze peint est un moulage de la Vierge couronnée de Lourdes, provenant de la Maison Raffl.

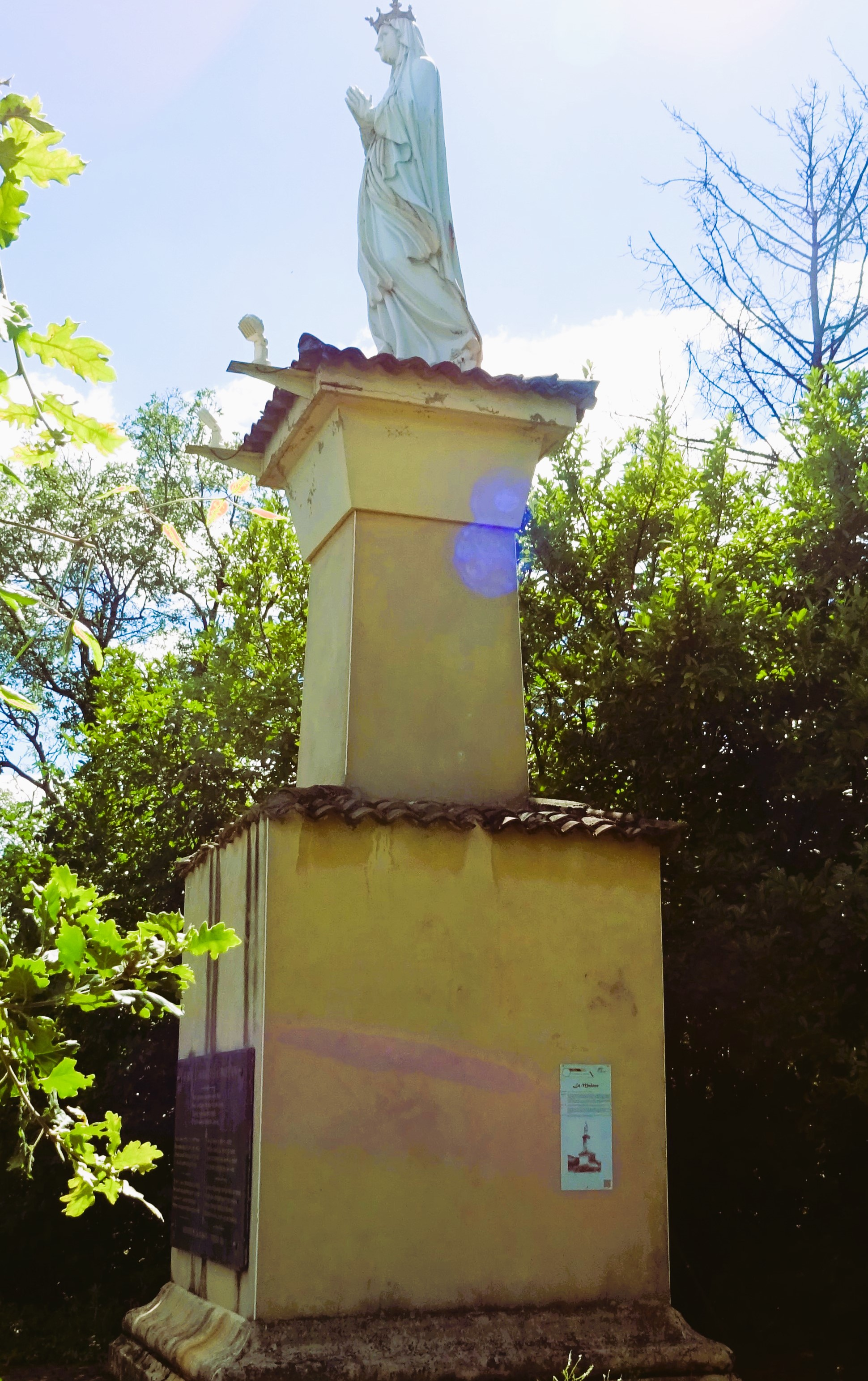
Statue de la madone.
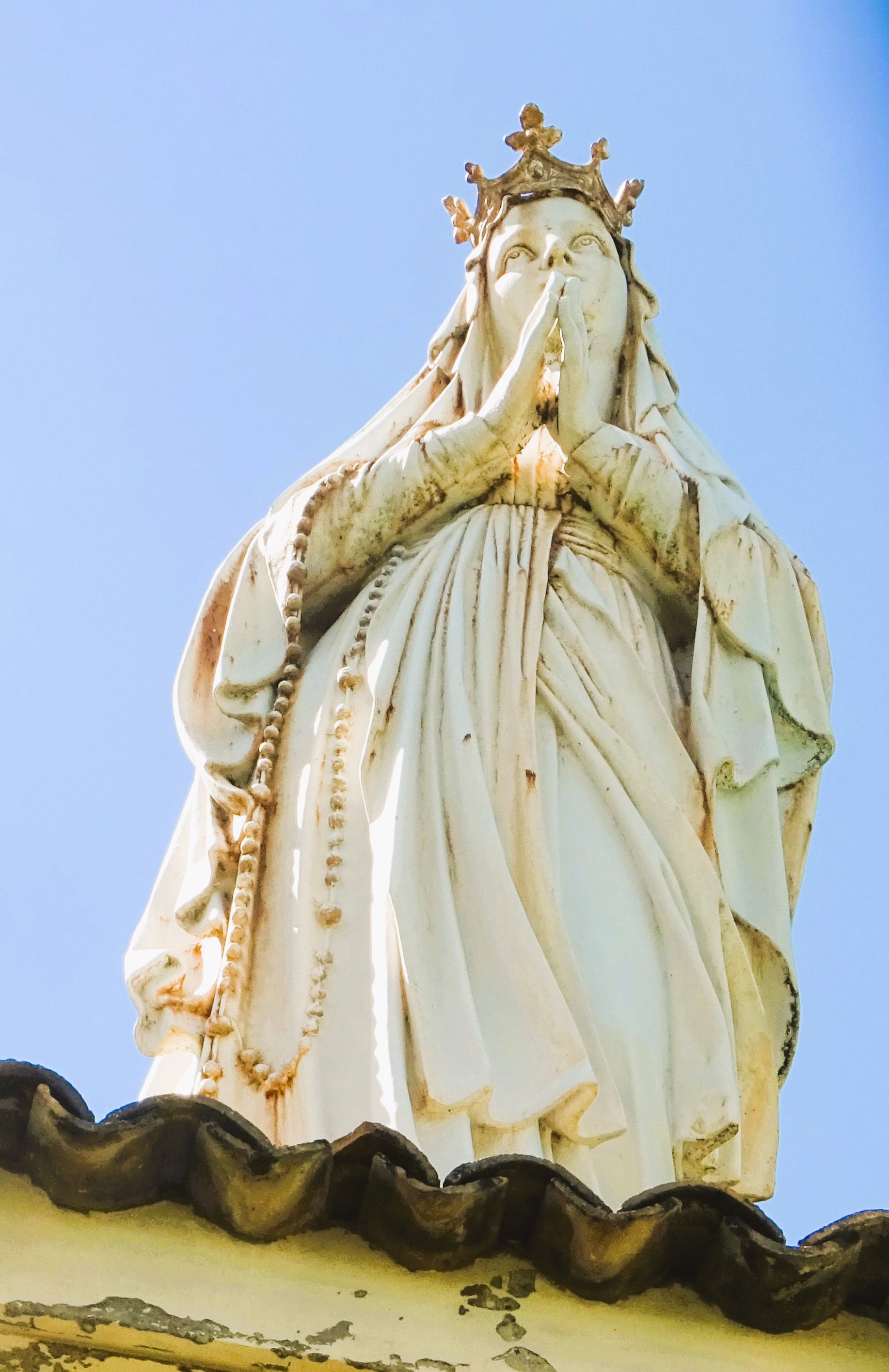
La madone en prière.
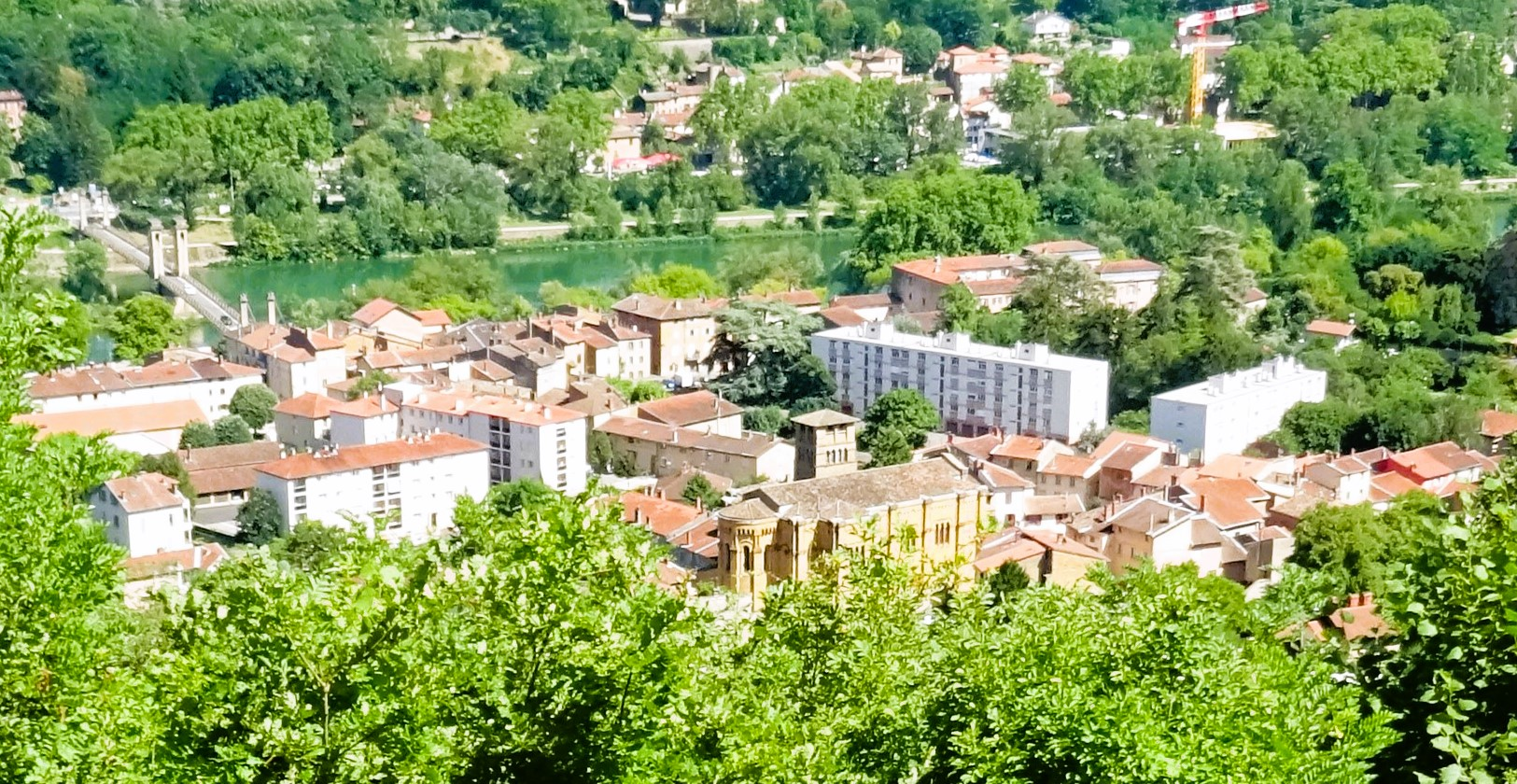
Vue sur le village de Couzon depuis la madone.
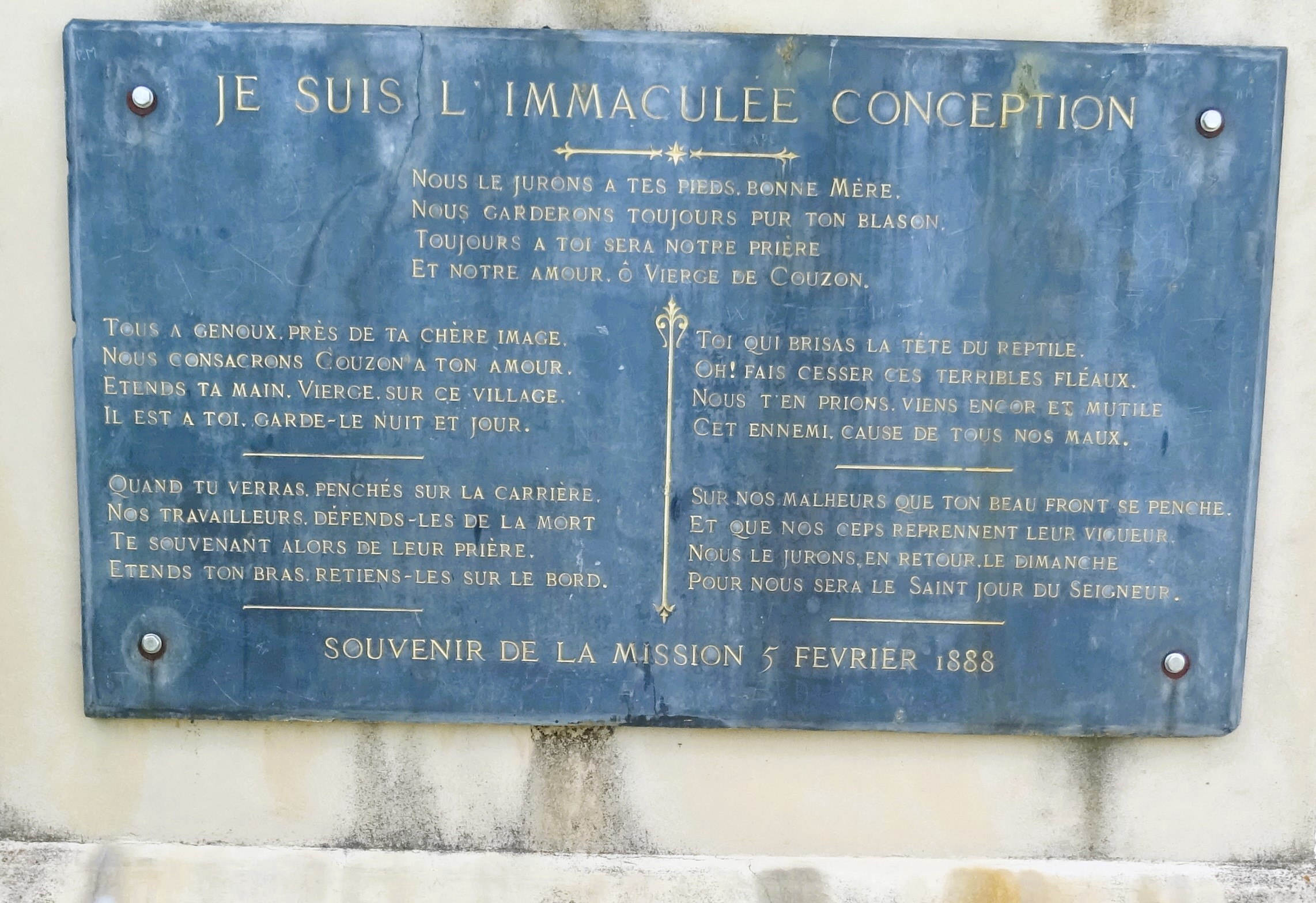
Plaque d'inauguration de la statue de la madone.

#### Bonnes œuvres
Le rôle de l’Église catholique ne se limitait pas à l’accueil des fidèles. Elle a exercé pendant le XIXe siècle une activité exemplaire en matière hospitalière et scolaire dans les bâtiments d’anciens domaines dont elle avait fini par devenir propriétaire. C’est en 1865 que celui connu jusqu’alors sous le nom de la Côte a été placé sous le patronage de Saint Léonard lorsque sa direction a été prise en charge par le curé Pierre Villion. Celui-ci l’a transformé en établissement pour recevoir des prisonniers adultes libérés repentis avec une capacité d'accueil d’une soixantaine de personnes (un autre établissement du même type était situé dans le méandre du Saugey  à Brangues en Isère). Ces volontaires étaient occupés à la fabrication de chaussures. L’établissement a été reconnu d’utilité publique en 1868 et a obtenu de nombreuses médailles. Dans le cimetière la tombe si originale de Pierre Villion serait l’œuvre d’un de ses anciens pensionnaires. La croix y est à peine reconnaissable car recouverte par deux branches d’arbre croisées dont les rameaux pendent cassés avec de longs feuillages fanés. On retiendra de l’histoire compliquée d’une grande bâtisse de la fin du XVIIIe siècle, son achat en 1875 par le curé de la paroisse qui y a installé sous le patronage de Saint-Raphaël un hospice et une pension pour personnes âgées. Elle a été cédée en 1893 à la congrégation Saint Charles qui exercera ce rôle jusqu’en 1987.

C’est aujourd’hui un EHPAD. Avec la Viarde, nous sommes encore en présence d’un vieux domaine du XVIIe siècle. Après bien des vicissitudes il a été acheté en 1828 par le curé de la paroisse qui en a confié la direction à la communauté Saint François d’Assise. De jeunes filles pauvres y étaient employées au tissage de la soie et à la confection de vêtements. Par changement de vocation en 1874, ses locaux ont pu y faire coexister des malades hospitalité et une école de filles. Revenant aux religieuses de Saint Charles, elles avaient une telle confiance de la municipalité qu’elle les avait officiellement chargées de l’instruction des filles en 1828. Le relais dans cette fonction en avait été pris par les petites sœurs de Saint Joseph et les Franciscaines de la Propagation de la foi, à la Viarde précisément.

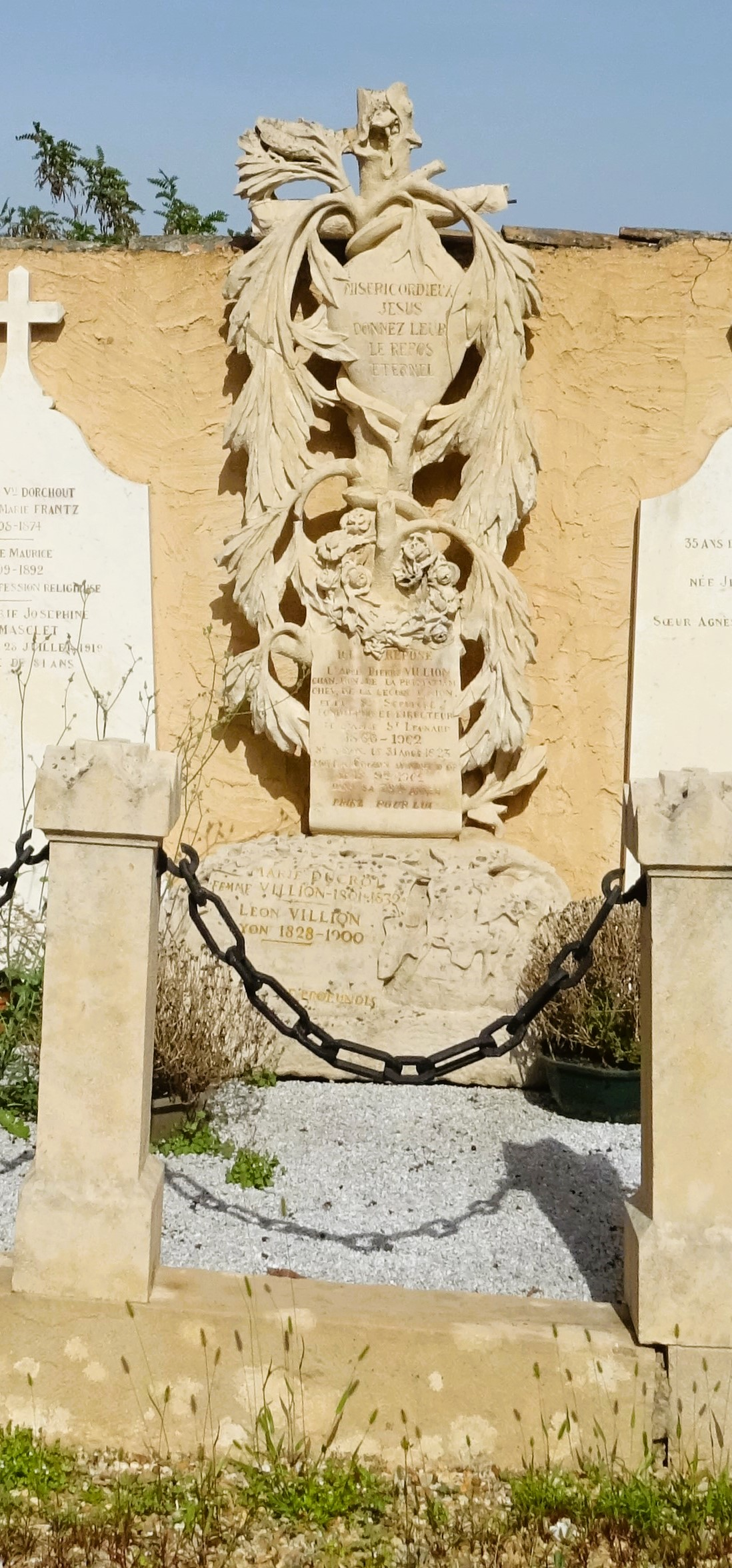
Tombe de Pierre Villion.
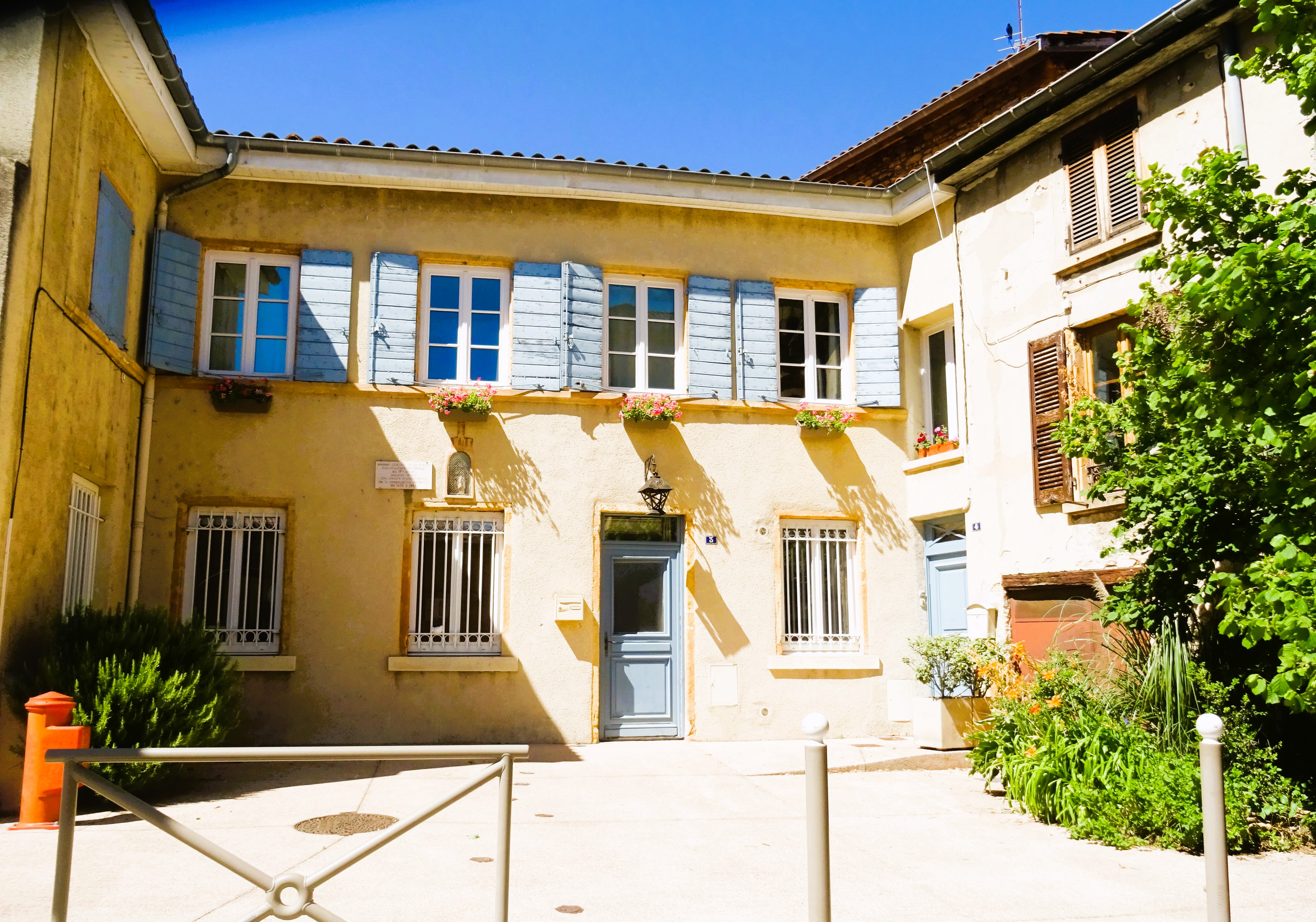
La Viarde.

### Après le déclin...

#### Une mairie et des écoles
Il aura fallu attendre le début du XXe siècle pour que la commune de Couzon soit dotée d’une mairie digne de ce nom. L’urgence s’en faisait d’autant plus ressentir que le problème des écoles laïques, rendues obligatoires depuis la loi Jules Ferry de 1881, n’avait pas davantage reçu de solution satisfaisante. La maison achetée à un grainetier lyonnais appelait des transformations considérables. Elles furent confiées à l’architecte lyonnais Marc Desplagnes. Des agrandissements étaient également programmés pour la construction des écoles de garçons et de filles. Au terme des travaux engagés en 1905, l’inauguration de l’ensemble mairie et écoles eut lieu à l’automne 1908. L’élégante façade est surmontée d’un clocheton pour l’horloge. Si divers services communaux y sont toujours logés, il a fallu transformer une ancienne poste en mairie annexe pour l’accueil quotidien du public en position centrale du bourg. De la même manière, une école maternelle a dû être construite dans le prolongement de l’aile des garçons.

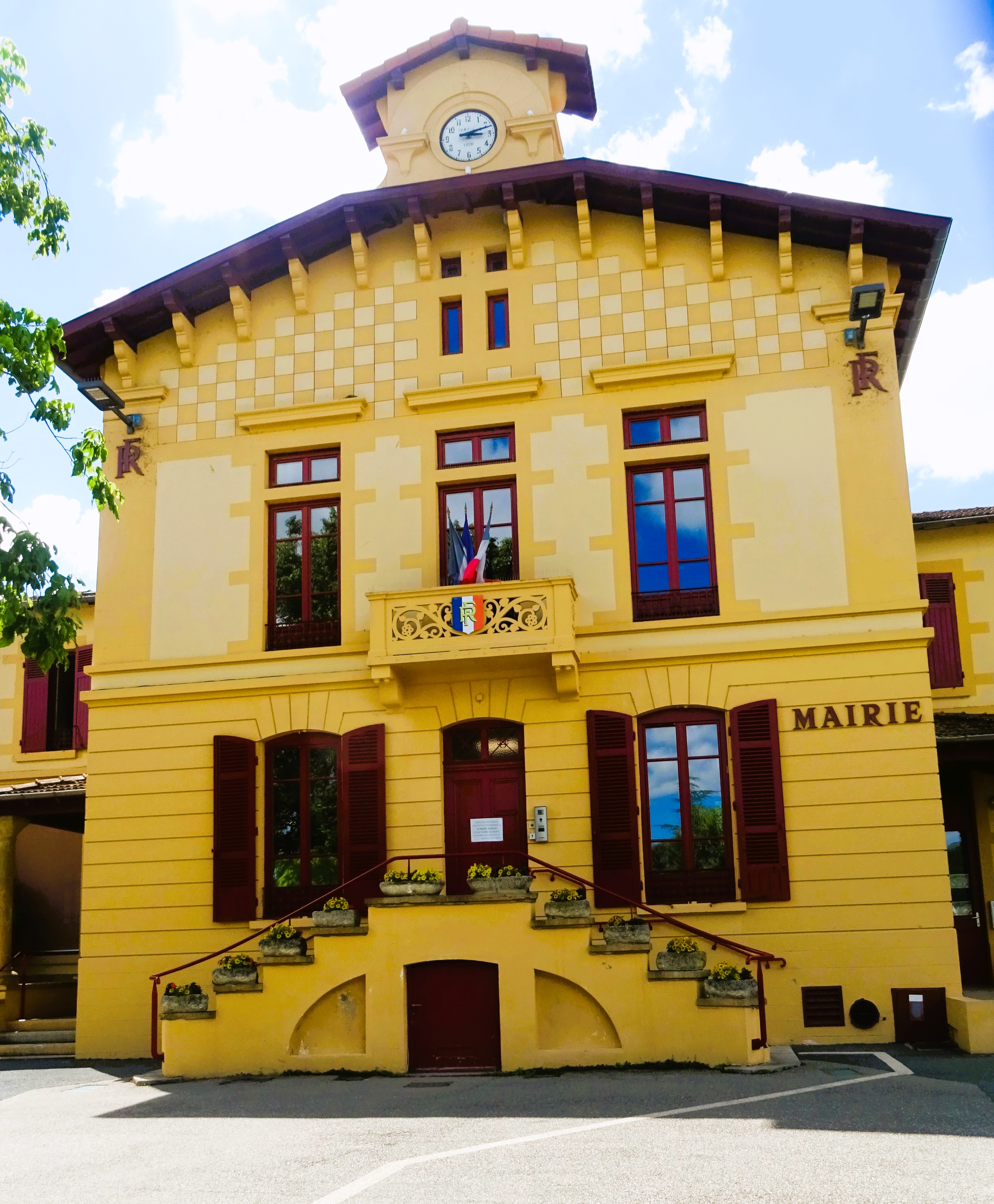
Façade de la mairie de Couzon.
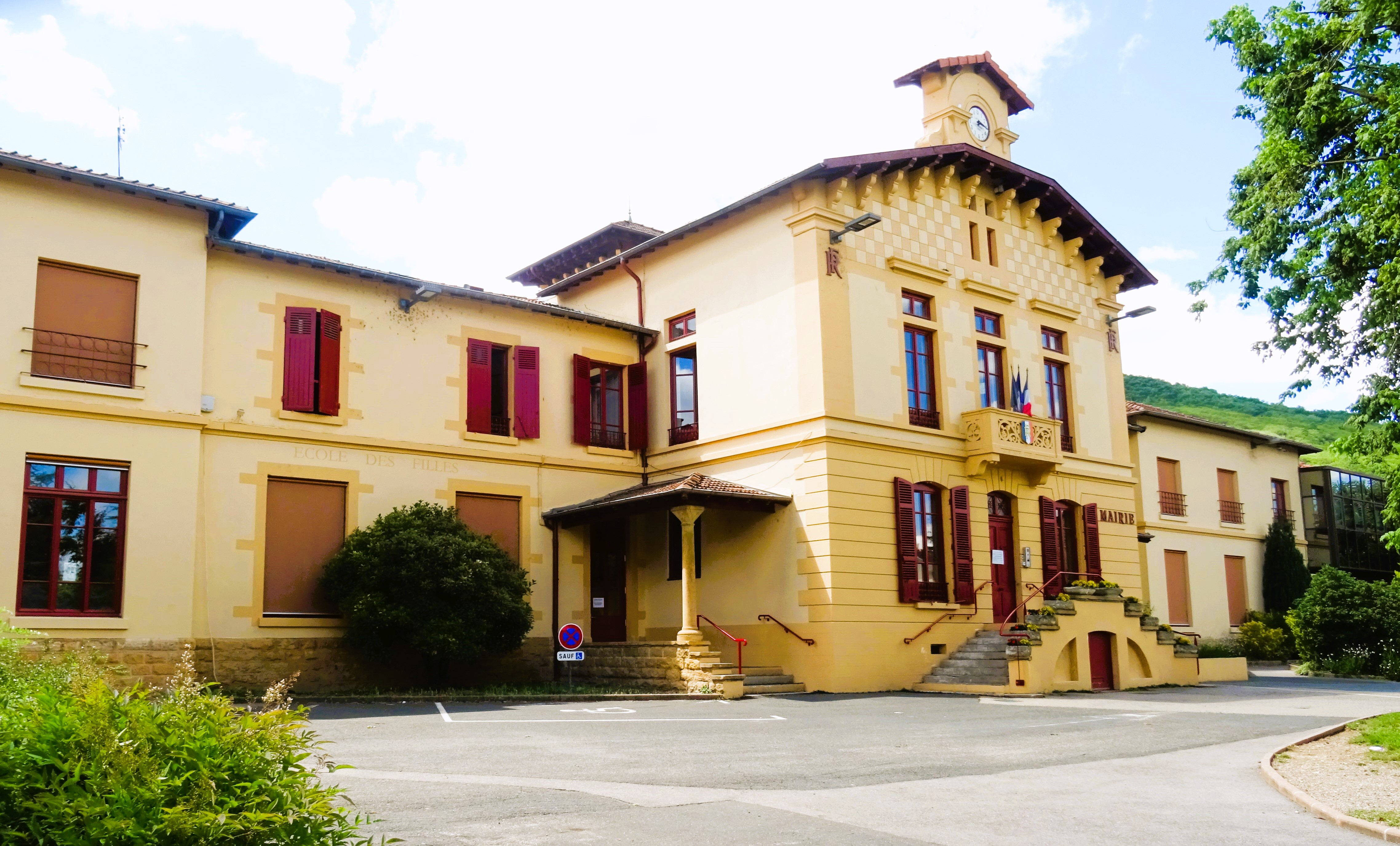
Ensemble mairie et écoles.
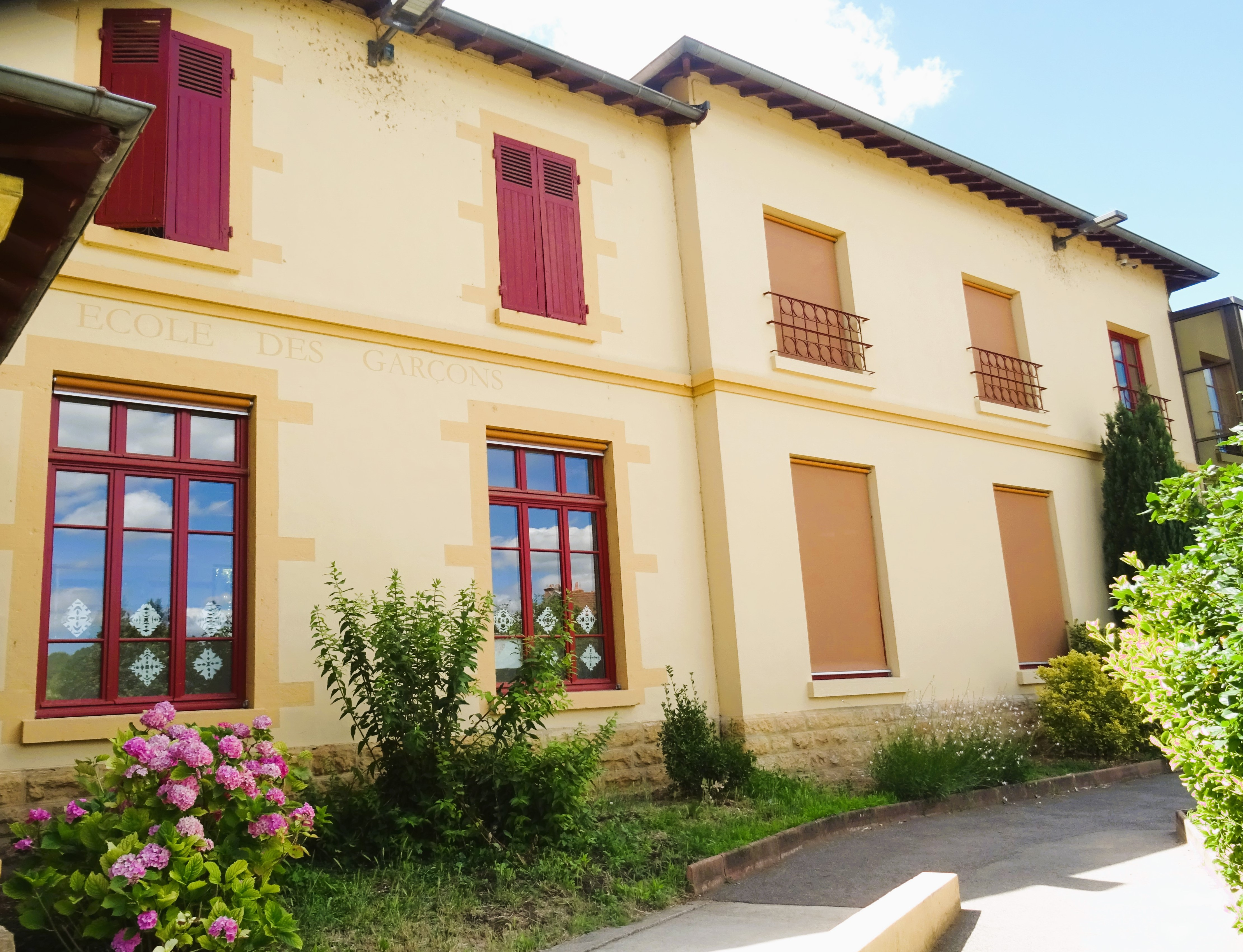
École de garçons.
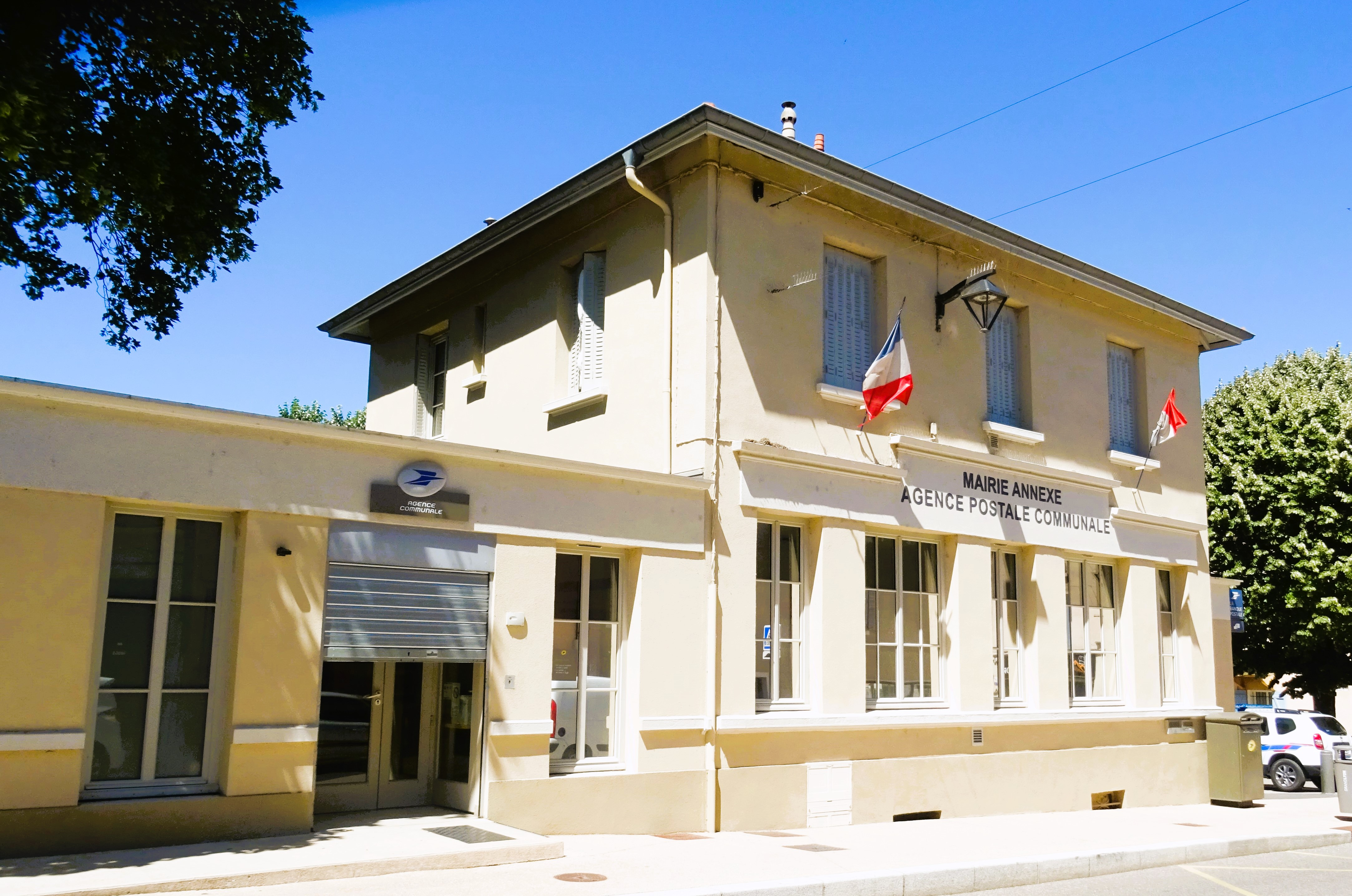
Mairie annexe.
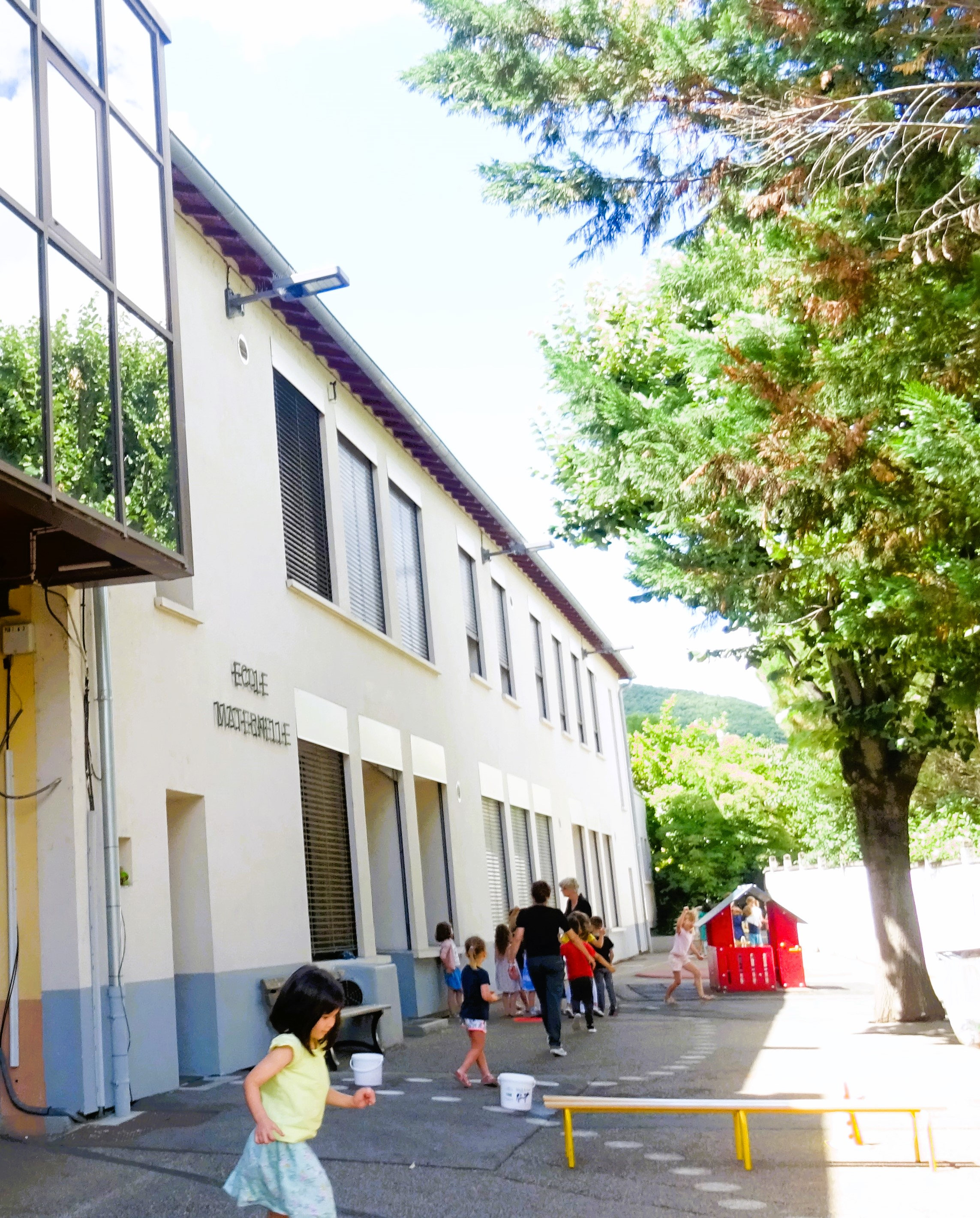
École maternelle.

#### Une économie en souffrance
Le maximum démographique de 1260 habitants en 1861 traduit la bonne santé d’une économie fondée sur la viticulture et l’exploitation des carrières. Un long déclin commence alors et ils ne sont plus que 962 Couzonnais en 1921. Le diagnostic a été excellemment porté par E. Fayard en 1885 et il n’y a eu aucun redressement de la situation pendant les 36 années suivantes. Les deux piliers sur lesquels reposait l’économie se sont en effet effondrés. Le développement du réseau ferroviaire a été fatal pour les carrières. Alors que la profonde tranchée de la ligne PLM avait profondément bouleversé le système de voies traditionnel avec ses si typiques tunnels sans offrir de possibilité de raccordement, le nord du département de l’Isère jouxtant la métropole lyonnaise s’était équipé d’un réseau complet à écartement métrique avec les VFD (Voies Ferrées du Dauphiné). Ennemond Fayard incrimine particulièrement la facilité de liaison avec les carrières de la Grive et de Trept mais il faut aussi rappeler celles de Villebois. Dans les mêmes dernières décennies, la crise du phylloxéra a été également fatale à la viticulture. Or, pratiquement aucune activité n’est venue prendre le relais. « Il n’y a pas dans la commune d’autre industrie qu’une fabrique de sparterie et pour les femmes la confection des corsets et quelques métiers à tisser les étoffes de soie ». La jeunesse en quête d’emploi n’avait plus d’autre ressource que d’émigrer vers Lyon. La Grande Guerre de 1914-18 a encore école maternelleaggravé la situation. Le conseil municipal avait prévu dès l’ouverture du conflit prévu l’érection d’un monument à la mémoire de ses héros : c'est pourquoi il a été inauguré très tôt dans le cimetière le 12 novembre 1919.

#### Relations avec Lyon
À la fin du XIXe siècle, chaque riche famille lyonnaise se devait de posséder une résidence dans la proche campagne. On pourrait citer entre autres exemples, la commune de Lentilly. Ce n’est pas le cas de Couzon L’exiguïté du territoire ne se prêtait guère à la multiplication de telles constructions, à une très notable exception. La maison des Cyclamens a été construite entre 1902 et 1909 par Jean-François Dubuisson, architecte renommé sur la place de Lyon pour le compte d’un maître imprimeur sur la marge sud du bourg dans un parc somptueusement planté qui s’étendait jusqu’à la Saône. On se bornera à constater depuis la rue le jeu de décrochements des différents niveaux de ce château jusqu’à une sorte de dôme car il est solidement gardé par de hautes murailles. Le pré-inventaire n’est pas avare de précisions sur la richesse de la décoration intérieure.

À défaut de nombreuses résidences bourgeoises, on signalera que Couzon a attiré une famille lyonnaise dont le nom a été illustré par un éminent scientifique. Claudius Regaud est, certes, né à Lyon mais la commune des monts d’Or était le lieu de vacances privilégié de ses parents et ils ont fini par s’y installer définitivement en 1916. Ils ont leur tombe au cimetière et Claudius, décédé en 1940 à l’âge de 70 ans y repose. Les mérites de cet éminent chercheur en cancérologie et collaborateur de Marie Curie sont exposés sur une stèle inaugurée en 1970 pour le centenaire de sa naissance.

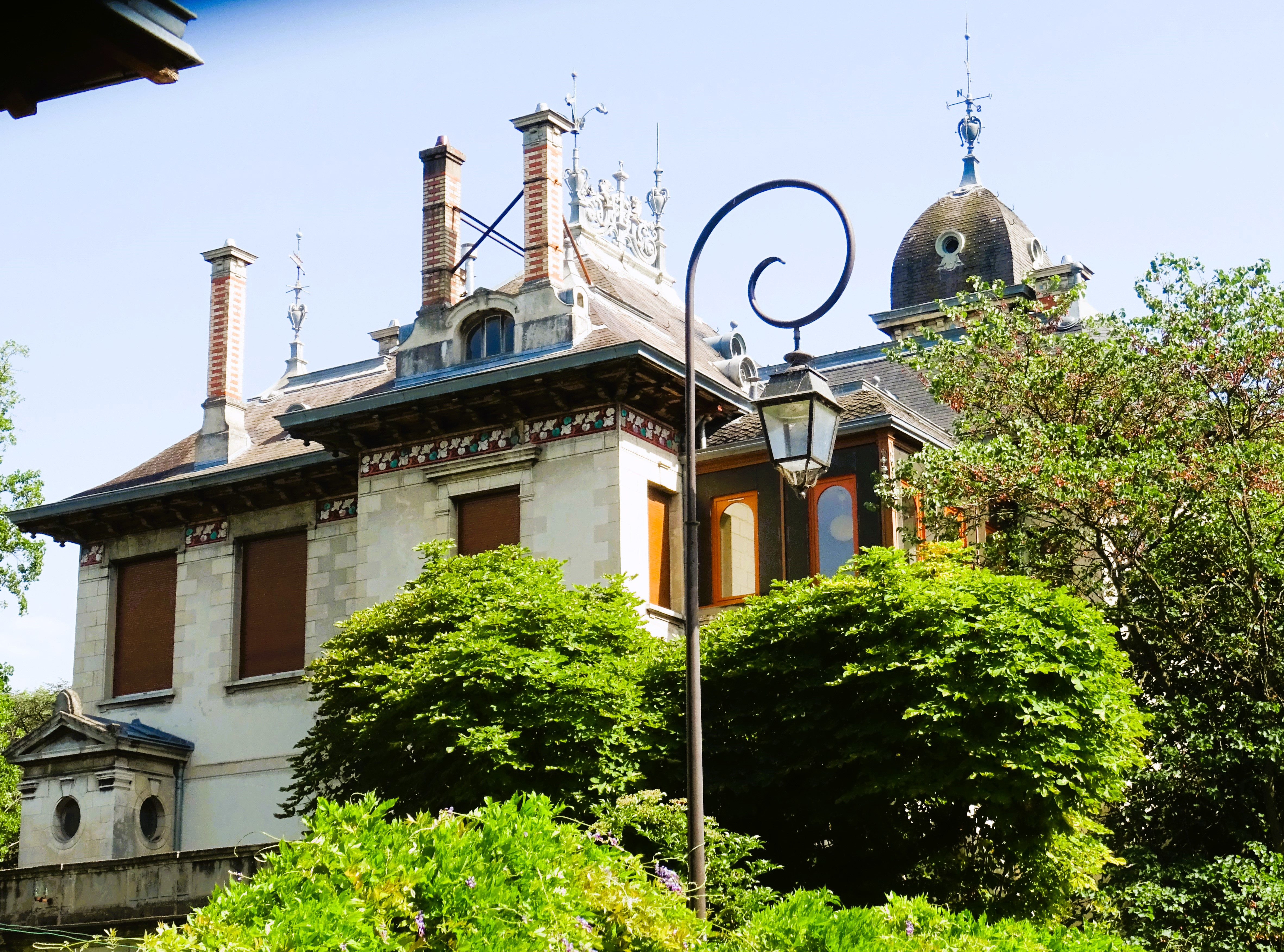
Château des Cyclamens.
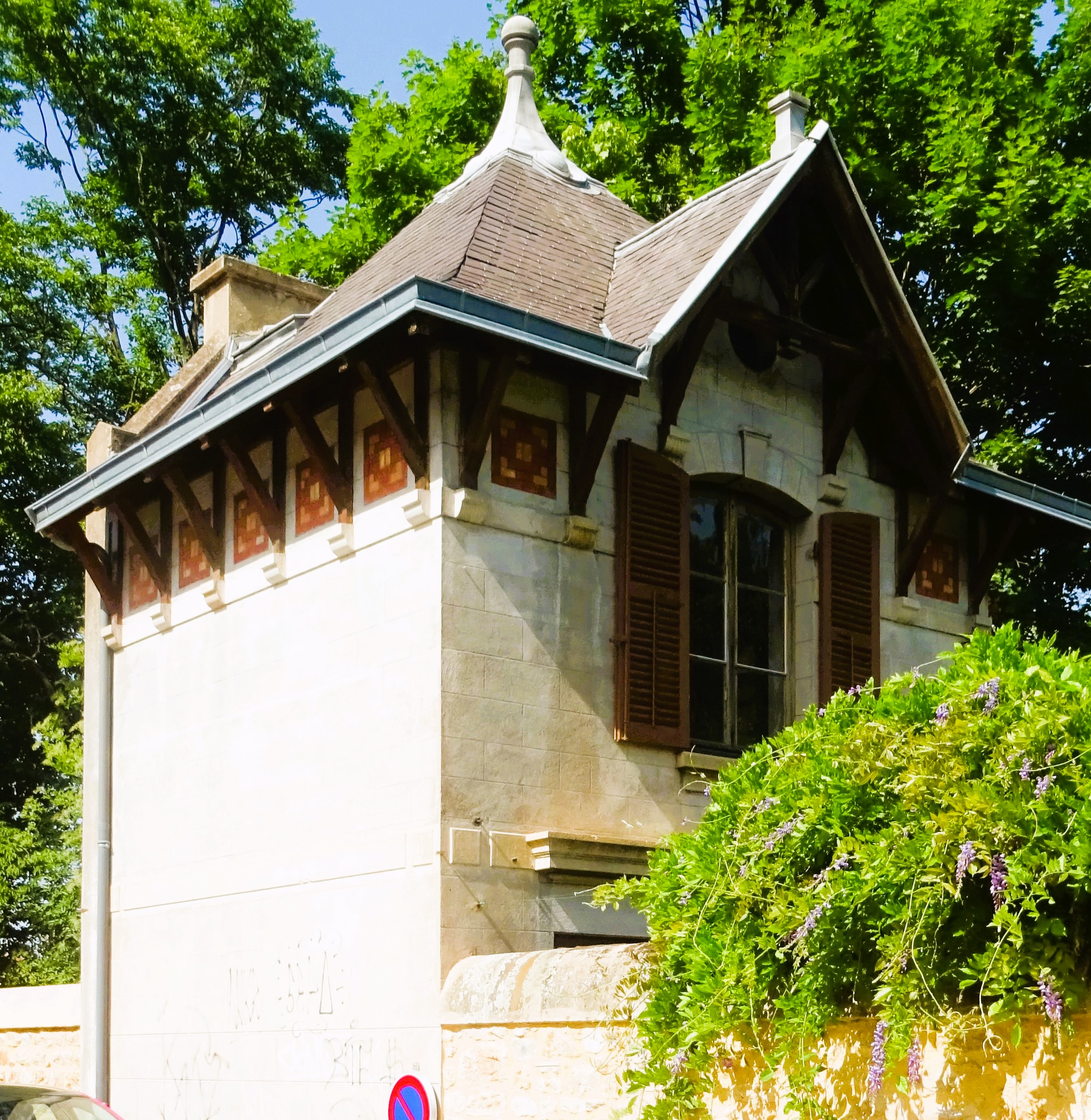
Dépendance du château des Cyclamens.
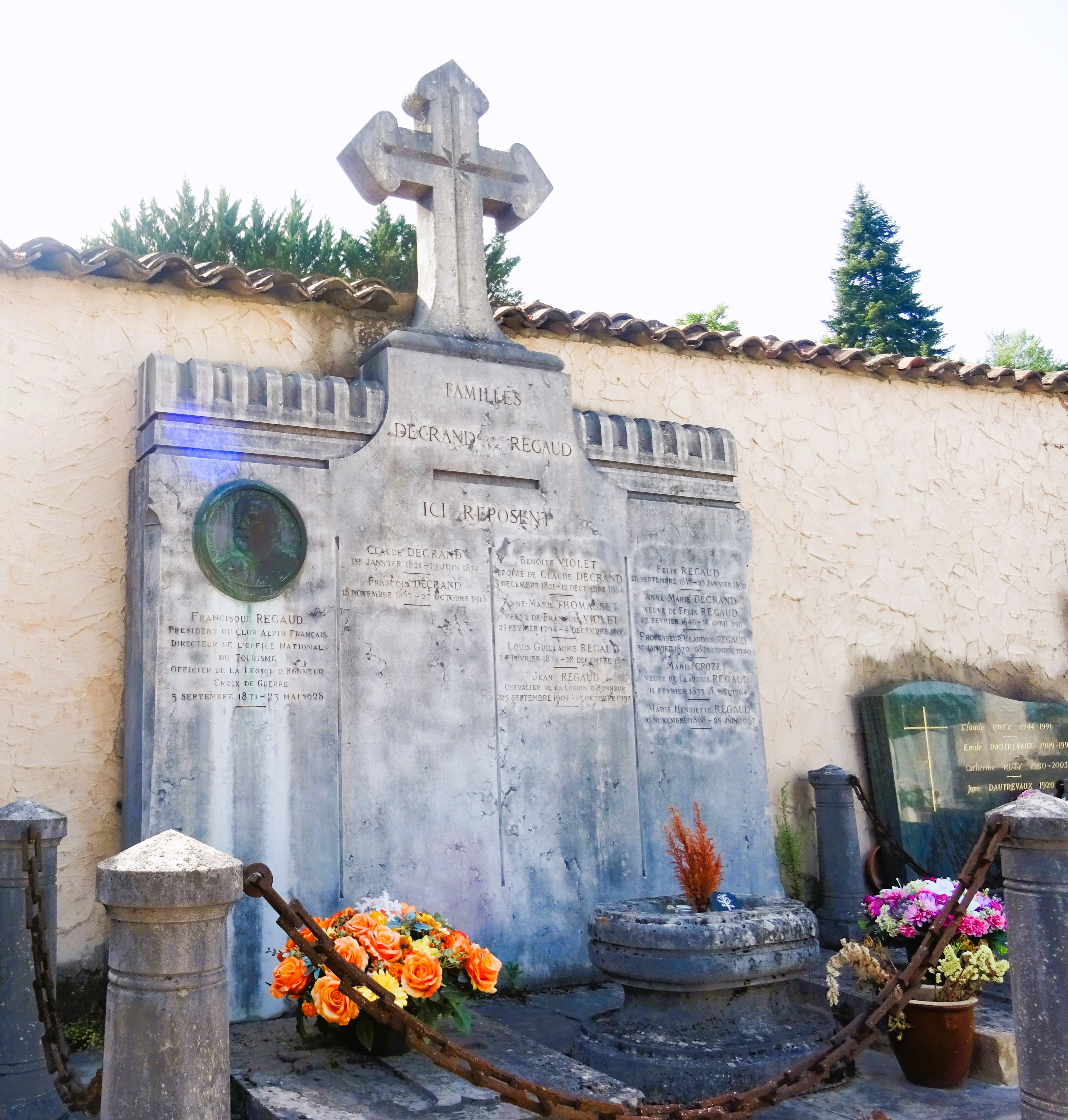
Tombe de Decrand Regaud.
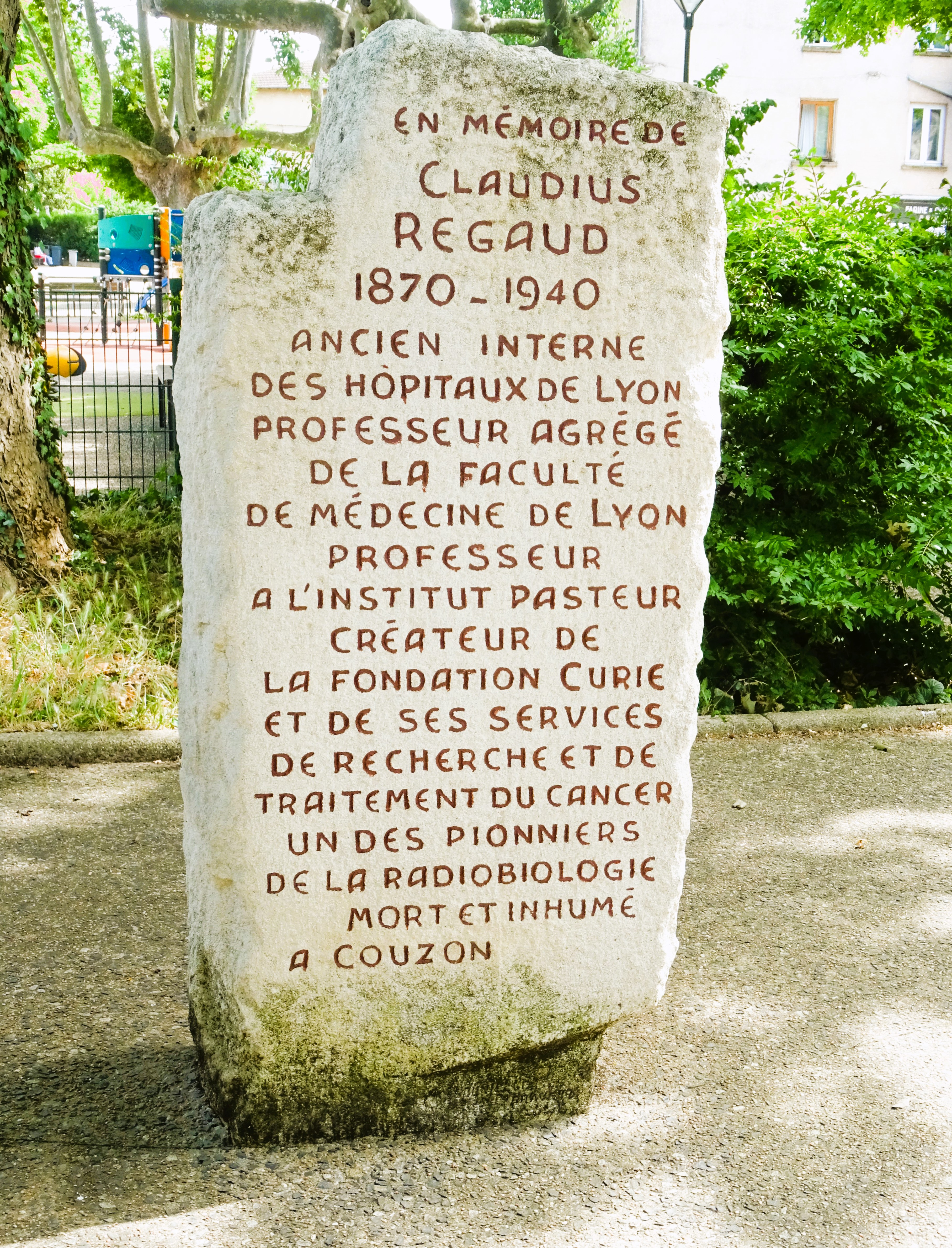
Stèle en mémoire de Claudius Regaud.

### ... La renaissance
Après une remontée démographique de 962 habitants en 1921 à 1293 en 1946, on assiste à une croissance brutale de la population de la commune qui compte 2434 Couzonnais en 1975 : l’augmentation est proche du doublement (1,9 fois). En revanche, on peut parler d’une phase de stagnation dans le dernier demi-siècle avec 2598 habitants au dernier recensement (2019). Si l’on manque d’explication pour la remontée entre les deux guerres, il n’y a aucun mystère sur la progression des années 1946-1975. Dans la variation positive annuelle de 3,4 % de cette période, le solde migratoire (2,8 %) intervient pour les quatre cinquièmes (2,8 %, contre 0,6 % pour le solde naturel). L’explication de ce rythme d’évolution chaotique propre à la commune peut se définir comme un mouvement de rurbanisation brutal dans le deuxième après-guerre par migration depuis le cœur de la métropole lyonnaise, mouvement sans lendemain car, vu l’exiguïté du territoire communal, l’espace a été saturé précocement. A cette époque, la construction procédait davantage d’une multiplication des initiatives individuelles que sous la forme de lotissements. Au total, si l’on se réfère au classement des habitations en fonction de la date d’achèvement de leur construction, on peut affirmer que le noyau villageois forme toujours le centre bien vivant d’un ensemble qui n’a pas été submergé par une marée pavillonnaire. En 2015, 36,5 % du bâti datent d’avant la Deuxième Guerre mondiale. La même statistique fait aussi apparaître le puissant renouveau de la période des Trente Glorieuses : quasiment la moitié du patrimoine actuel a été construit entre la Libération et 1990.
La nature de la vague migratoire du dernier après-guerre peut encore aujourd’hui être appréciée à travers la statistique du niveau de diplôme dans la mesure où s’observe une grande inertie dans la possibilité d’ascension sociale. En 2019, 40 % des adultes ont poursuivi des études au-delà du baccalauréat ce qui donne à penser que le mouvement migratoire a concerné des privilégiés de la fortune et de la culture. Cette affirmation est confortée par la statistique du classement par catégories socio-professionnelles. Alors qu’il n’y a plus un représentant de l’activité agricole, la proportion des cadres supérieurs apparaît dominante avec 32,5 %, pourcentage qui monterait à 55 % si l’on y ajoutait les représentants des professions dites intermédiaires. Les autres catégories ne sont pas écrasées pour autant et figurent avec des valeurs moyennes de 12 % pour les artisans et commerçants, 24,8 % pour les employés et 22,4 % pour les ouvriers.
Le problème de l’emploi est à la fois quantitatif et qualitatif. Selon l’Insee en 2018 826 personnes ont un travail dans la zone (c’est l’expression consacrée) face à une demande de 1084, soit une insuffisance du quart. Par ailleurs 55,6 % des emplois locaux concernent bien les secteurs administratifs, sociaux et enseignants contre 4,7 % dans l’industrie, 11,0 % dans la construction et 28,9 % dans le commerce et les transports. Mais les services assurés par ces 55,6 % le sont au niveau le plus modeste en l’absence de tous organismes des échelons supérieurs. Il est plus que douteux d’imaginer que les 40 % de cadres à formation de niveau universitaire puissent satisfaire sur place leurs ambitions de carrière. Force est donc de conclure à d’importantes migrations quotidiennes, vers la métropole lyonnaise plus spécialement. Les automobilistes comptent pour 63 % dans ces déplacements. Les moyens ne manquent pas pour les utilisateurs des transports en commun avec trois lignes d’autobus entre les deux rives de la Saône et un TER qui met le quartier de Vaise avec son métro à 10 minutes de la gare de Couzon, commune dortoir.
Il est à noter que le 1er janvier 1969, Couzon a adhèré à  la communauté urbaine de Lyon (COURLY puis Grand Lyon).
Le Grand Lyon disparait le 1er janvier 2015, et laisse place à la collectivité territoriale de la métropole de Lyon, à laquelle Couzon adhère. La commune quitte ainsi le département du Rhône.

## Politique et administration

### Administration municipale

La mairie.

1er Maire élu de la Commune, élu le 24 janvier 1790 : Gaspard-Claude MOREL. En juin 1790, nommé Administrateur du District de la campagne, il est remplacé par François REMOND élu à la majorité des voix au 2e tour  del l’élection.
| Période                                  | Période                        | Identité           | Étiquette | Qualité                                          |
| ---------------------------------------- | ------------------------------ | ------------------ | --------- | ------------------------------------------------ |
| octobre 1947                             | mai 1953                       | Georges Villeneuve |           |                                                  |
| mai 1953                                 | 1978                           | Pierre Véron       |           |                                                  |
| 1978                                     | juin 1995                      | Jean Raphanel      |           |                                                  |
| juin 1995                                | mars 2014                      | Michel Sangalli    | DVD       |                                                  |
| mars 2014                                | En cours (au 29 novembre 2021) | Patrick Véron      | UDI       | Chef d'entreprise Réélu pour le mandat 2020-2026 |
| Les données manquantes sont à compléter. |                                |                    |           |                                                  |

### Intercommunalité
La commune fait partie du Val de Saône, une des neuf subdivisions de la communauté urbaine du Grand Lyon dont elle représente environ 0,60 % du territoire et 0,20 % de la population en 2007. Elle est également membre du syndicat mixte Plaines Monts d'Or ainsi que du syndicat de communes Saône Mont d'Or.

### Budget et fiscalité
Le budget prévisionnel pour 2021 établit ;
- Des dépenses réelles de fonctionnement de 1 774 573 euros et des dépenses d'investissement de 2 085 103 euros
- Des recettes réelles de fonctionnement de 2 035 432 euros et des recettes d'investissement de 2 085 103 euros

En 2021 les taxes foncières (terrains bâtis et non bâtis) augmentent de 11% du fait de la surpression en cours de la taxe d'habitation.

## Population et société

### Démographie
L'évolution du nombre d'habitants est connue à travers les recensements de la population effectués dans la commune depuis 1793. Pour les communes de moins de 10 000 habitants, une enquête de recensement portant sur toute la population est réalisée tous les cinq ans, les populations de référence des années intermédiaires étant quant à elles estimées par interpolation ou extrapolation. Pour la commune, le premier recensement exhaustif entrant dans le cadre du nouveau dispositif a été réalisé en 2008.

En 2022, la commune comptait 2 541 habitants, en évolution de −0,7 % par rapport à 2016 (Rhône : +3,93 %, France hors Mayotte : +2,11 %).
| 1793  | 1800 | 1806  | 1821  | 1831  | 1836  | 1841  | 1846  | 1851  |
| ----- | ---- | ----- | ----- | ----- | ----- | ----- | ----- | ----- |
| 1 124 | 905  | 1 044 | 1 000 | 1 089 | 1 168 | 1 209 | 1 297 | 1 233 |

| 1856  | 1861  | 1866  | 1872  | 1876  | 1881  | 1886  | 1891 | 1896 |
| ----- | ----- | ----- | ----- | ----- | ----- | ----- | ---- | ---- |
| 1 143 | 1 260 | 1 268 | 1 188 | 1 173 | 1 138 | 1 125 | 965  | 980  |

| 1901 | 1906 | 1911 | 1921 | 1926  | 1931  | 1936  | 1946  | 1954  |
| ---- | ---- | ---- | ---- | ----- | ----- | ----- | ----- | ----- |
| 939  | 995  | 990  | 962  | 1 093 | 1 308 | 1 331 | 1 293 | 1 540 |

| 1962  | 1968  | 1975  | 1982  | 1990  | 1999  | 2006  | 2008  | 2013  |
| ----- | ----- | ----- | ----- | ----- | ----- | ----- | ----- | ----- |
| 1 810 | 1 928 | 2 434 | 2 421 | 2 564 | 2 609 | 2 570 | 2 559 | 2 598 |

| 2018  | 2022  | - | - | - | - | - | - | - |
| ----- | ----- | - | - | - | - | - | - | - |
| 2 472 | 2 541 | - | - | - | - | - | - | - |

La population s'accroît plutôt rapidement depuis les années 1960, à l'image de toute la vallée de la Saône au nord de Lyon.

### Enseignement
Couzon-au-Mont-d'Or est située dans l'académie de Lyon.

### Manifestations culturelles et festivités
La commune organise depuis 1994 et bisanuellement depuis 1995 des jeux interquartiers du type Intervilles, au cours desquels 5 quartiers (Carrières, Montagne, Paupière, Port, Village) s'affrontent. En 1994, de surcroît, il y avait une division en six quartiers ; pour des raisons d'organisation, les quartiers Piagerie et Massues se sont rassemblés en un seul quartier, Carrières.

### Sports
La commune abrite le club de football Groupe olympique sportif couzonnais ou GOSC, un club de pétanque, le club de randonnées G.A.F,un club de tennis le TCC.

### Cadre de vie

#### Associations
La commune abrite diverses associations culturelles et de loisirs, notamment la compagnie de théâtre Les Quidam's et l'ACEL, club de ping-pong, échecs.Présence également d'un club de Danse Country : Jam's Country

## Économie

### Entreprises et commerces
La commune abrite de nombreux commerces, boulangerie, boucherie, salon de coiffure, institut de beauté, bureau de tabac-presse, petit supermarché, agence immobilière, tous situés au centre du village.
On peut trouver également plusieurs restaurants sur le territoire de la commune.
En 1864 a été créée à Couzon l'Œuvre Saint Léonard par le chanoine Pierre Villion, ancien aumônier des prisons, qui inaugura sous le patronage de Saint Léonard, une fondation vouée à la réinsertion des prisonniers par le travail. En 1868 par décret signé de l’empereur Napoléon III, l’association a été reconnue d’utilité publique. Elle est habilitée à recevoir les donations et les legs. Depuis 1967, l’association accueille des personnes en situation de handicap et comprend notamment un établissement et service d'aide par le travail (ESAT).

## Culture locale et patrimoine

### Patrimoine architectural
- L'église Saint-Maurice, en « pierre dorée » de Couzon, a été construite à partir de 1855 sur les plans de l'architecte Pierre Bossan et possède un clocher du XIIIe siècle, classé monument historique.
- Le pont suspendu sur la Saône, construit en 1840, qui a résisté au temps et au modernisme.
- Le barrage sur la Saône, en amont du pont, seul maintenu entre Villefranche et Lyon (ceux de Port-Bernalin au nord et de l'Île Barbe au sud ont été supprimés).
- La statue monumentale de la Vierge, dite « Madone de Couzon », inaugurée en 1888 dans les bois dominant le village, sur le territoire de Bas Vinouve, au lieu-dit de la Vénagère.
- Dans les hauteurs, quelques vestiges de l'aqueduc romain des Monts d'Or. La longueur de l'aqueduc sur le territoire de Couzon est estimée à 2 750 m environ, sur le parcours duquel 4 points (dont 2 visibles) ont été repérés[70].
- Les témoins de l'importante exploitation, aujourd'hui abandonnée, de la « pierre de Couzon », calcaire de la famille des « pierres dorées », largement répandues dans le Beaujolais voisin, et célèbres pour leur teinte caractéristique (fronts de taille, tunnels de carrière…).
- Nombreuses croix le long des rues ou aux carrefours, dont certaines remontent au XVe siècle[71]
- Le château de la Guerrière

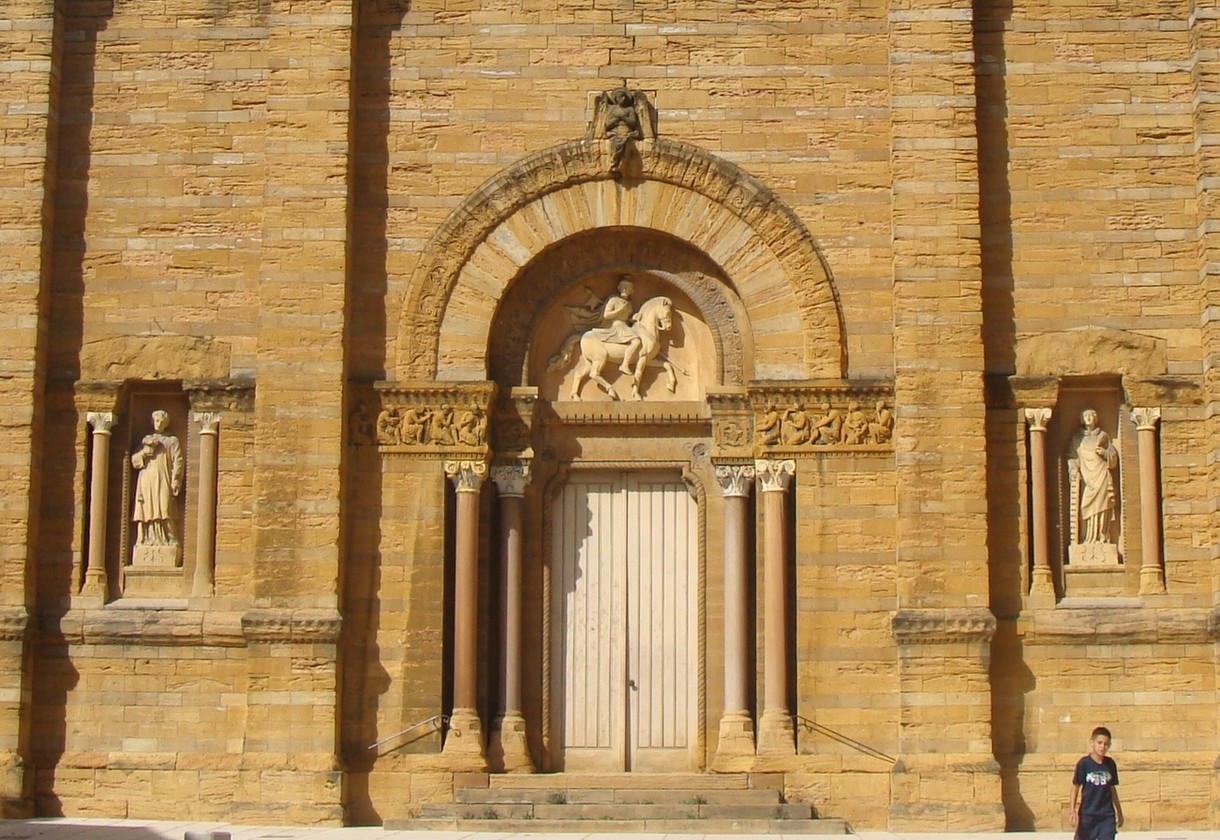
Le portail de l'église Saint-Maurice.
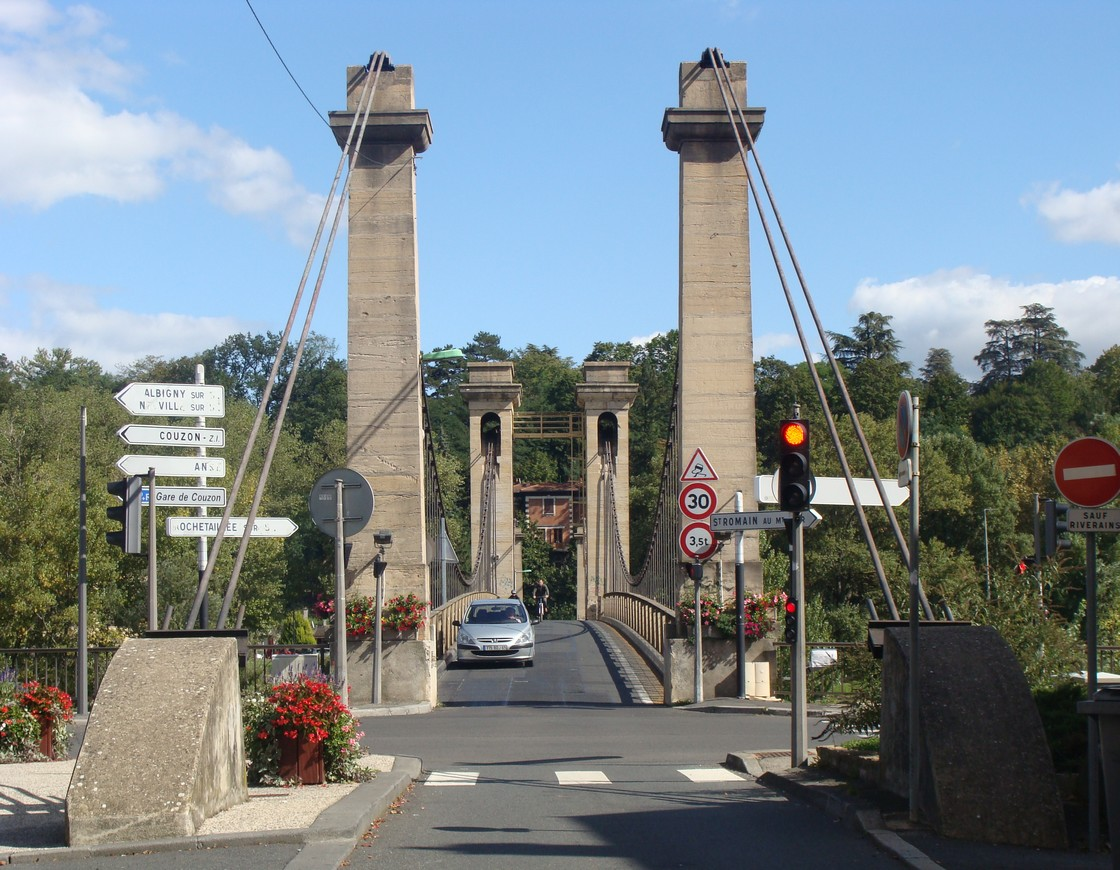
Le pont de Couzon.
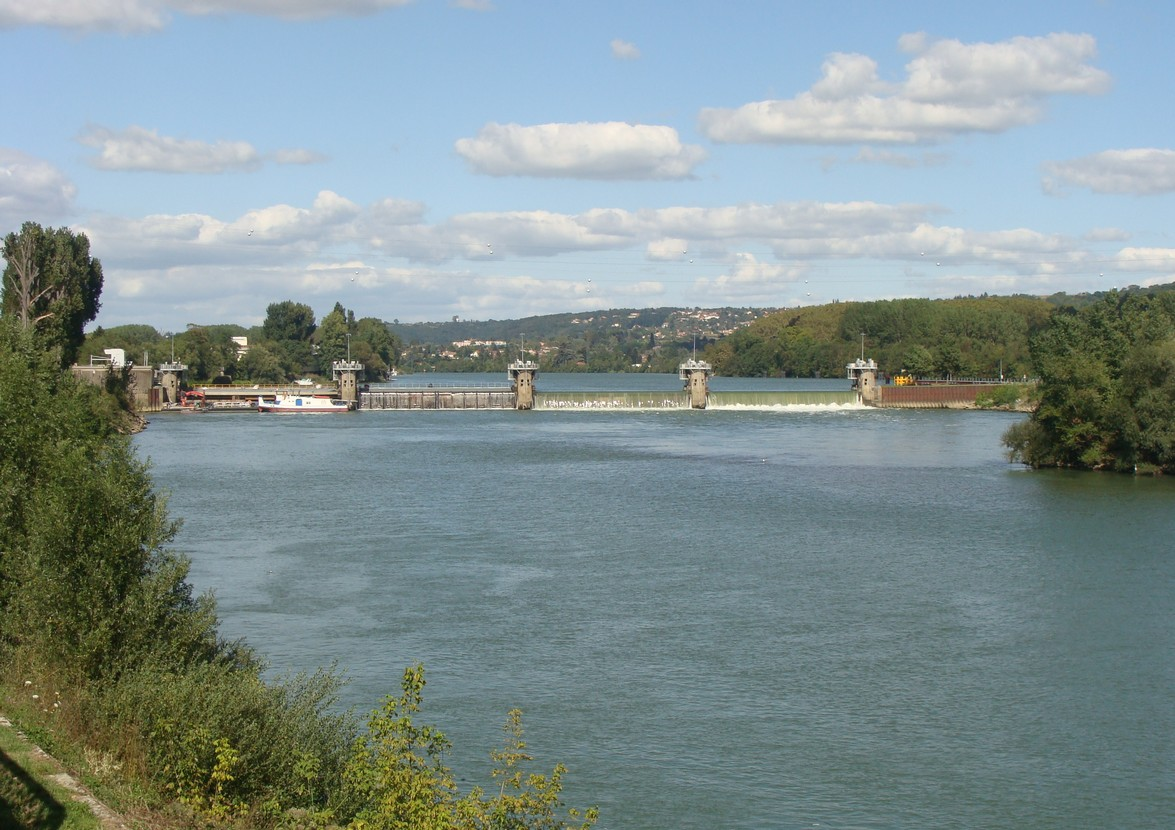
Barrage de Couzon.
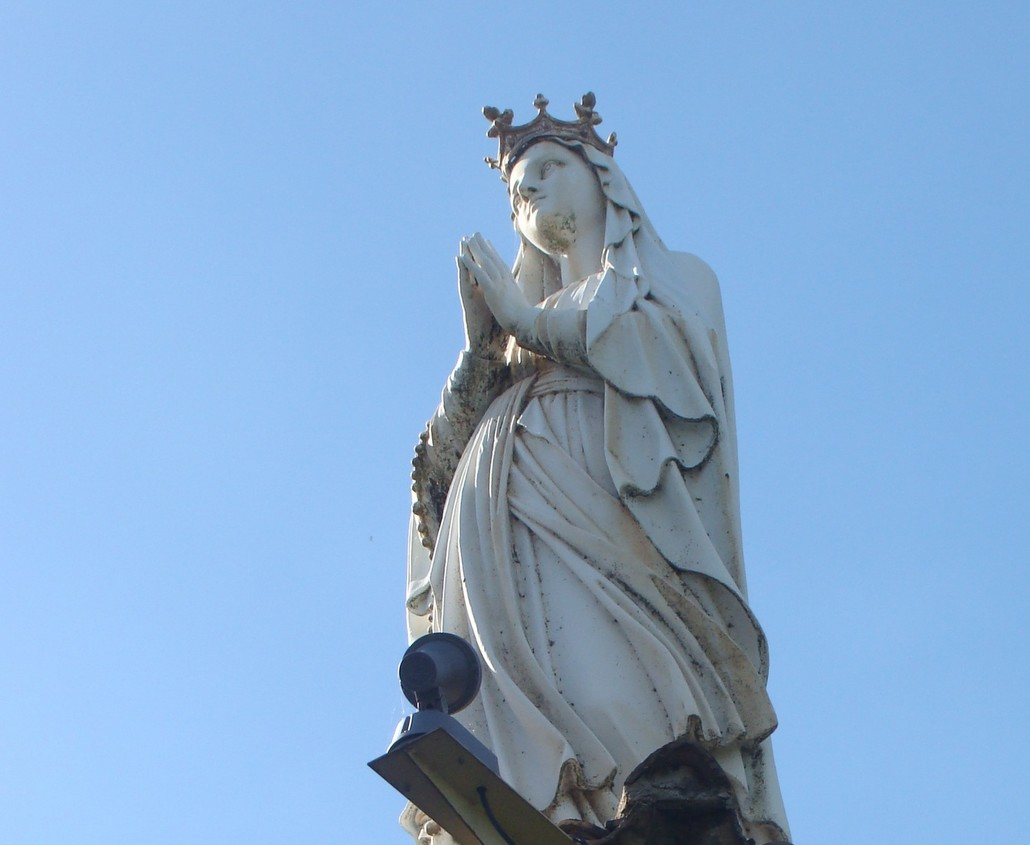
La madone de Couzon.
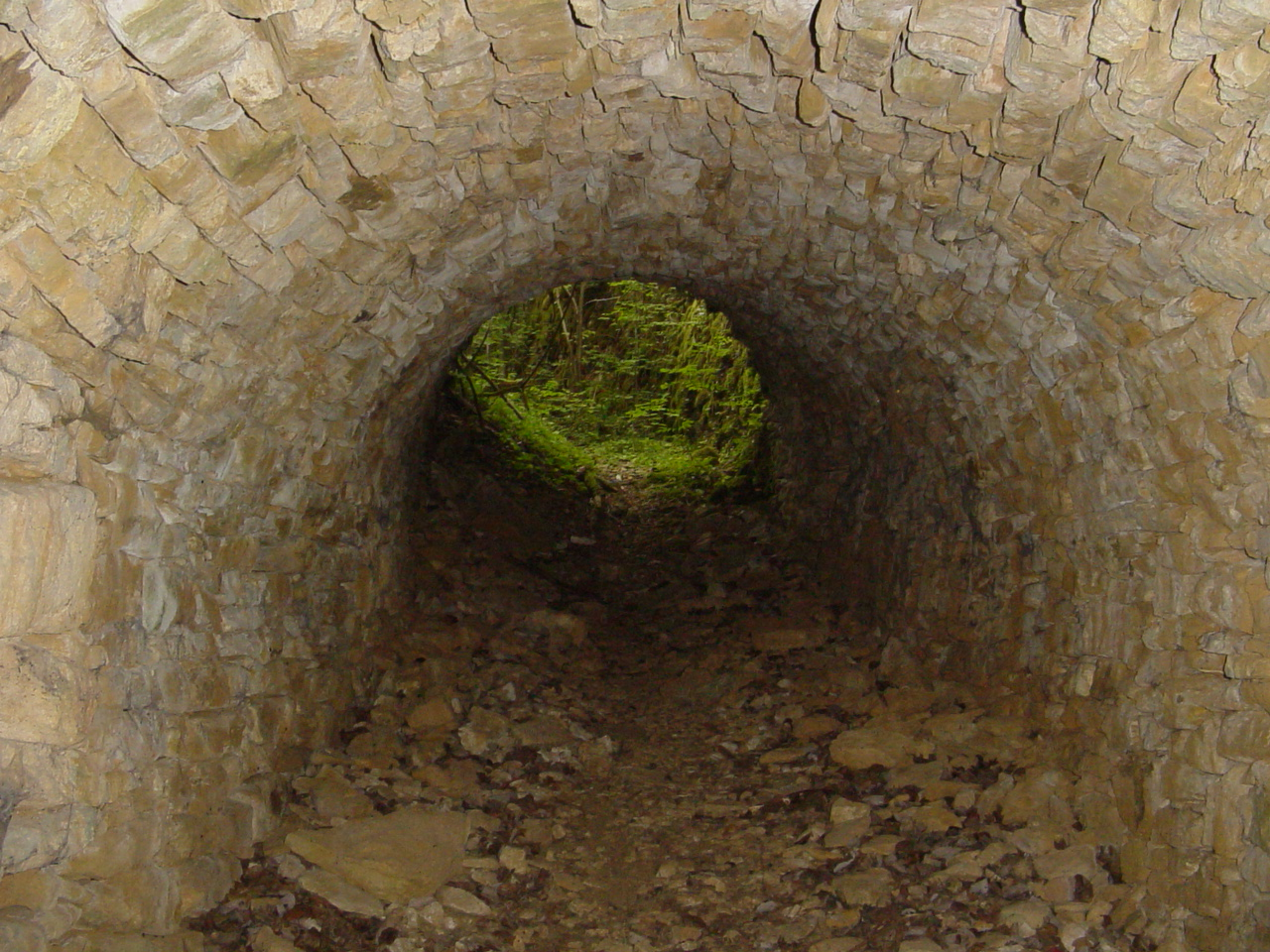
Tunnel de carrière en pierre sèche.

### Personnalités liées à la commune
- André-Marie Ampère y fut en nourrice.[réf. nécessaire]
- La famille de Joseph-Marie Jacquard, inventeur du métier à tisser semi-automatique, habitait Couzon[72]. Le père de Joseph-Marie Jacquard y est né le 6 octobre 1723 et le jeune Joseph-Marie y fut élevé[73].
- Jacques-Melchior Villefranche, écrivain né à Couzon le 17 décembre 1809.
- Leo Arnaud, compositeur américain d'origine française, est né à Couzon le 24 juillet 1904.
- François Valesque habita le château de la Guerrière.